# Sport féminin

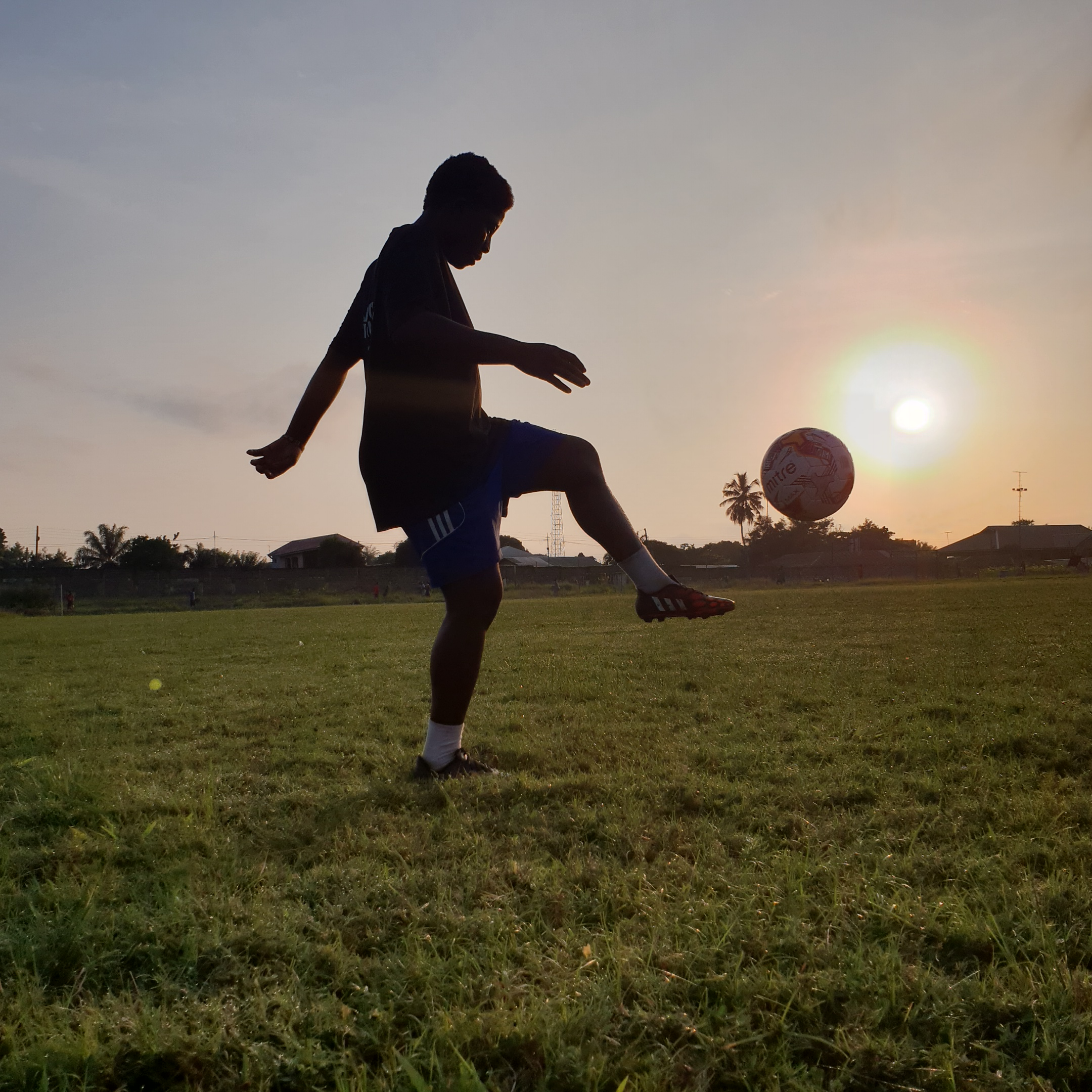
Une fille jouant au football.

Le sport féminin couvre l'ensemble des pratiques sportives féminines, professionnelles, amateurs ou de loisirs. Présent dans certaines civilisations antiques comme en témoignent des vestiges archéologiques, il semble connaître une éclipse relative au cours du Moyen Âge et surtout des Temps Modernes. Il réapparaît timidement sous la forme de gymnastique au cours du XIXe siècle mais les formes sportives proprement dites ont beaucoup de difficulté à s'imposer et il faut attendre les Jeux olympiques de 1928 pour que le sport féminin fasse son apparition dans le programme olympique.
Certaines disciplines sportives, notamment en compétition, connaissent une différenciation plus ou moins marquée entre femmes et hommes tandis que d'autres sports sont mixtes (équitation, double mixte au tennis ou au badminton, voile, korfbal) ou s'ouvrent progressivement à la mixité (relais mixte en biathlon aux Jeux olympiques). Au XXIe siècle, de très grandes disparités subsistent encore souvent dans le traitement des professionnalismes sportifs masculin et féminin.

## Démographie

### Disciplines pratiquées
De façon générale, plus un sport est codifié et institutionnalisé, moins il comprend de femmes pratiquantes. Les femmes sont également bien mieux représentées dans les sports non compétitifs et non encadrés par des fédérations.
Les sportives sont beaucoup moins enclines que les hommes à prendre une licence dans une fédération et à faire de la compétition. Certains formats rencontrent néanmoins du succès, en particulier les courses à pied en non-mixité comme La Parisienne. En 2012, en France, trois fédérations sur 58 comptent plus de 50% de femmes sportives de haut niveau, et une vingtaine en comptent entre 40 et 50%.
Les sports restent souvent très sexués. En France, la Fédération française d'équitation compte 81,3% de femmes, pour 3,2% à la Fédération française de football et 4,7% à la Fédération française de rugby. Les sports où les femmes sont les plus représentées sont l'équitation, la danse, la gymnastique, le tennis, la natation et la randonnée. Aux États-Unis, le football est le sport le plus pratiqué en club par les femmes : la division des disciplines par sexe n'est donc pas la même d'un pays à un autre.
Certains sont qualifiés de sport féminins, s'ils sont majoritairement pratiqués par des femmes, ce qui est le cas de l'équitation, des sports artistiques sur glace, de la gymnastique et de la danse. Cette féminisation ne se retrouve pas forcément à haut niveau : l'équitation ne compte que 25% de femmes au haut niveau en France.

### Rôles attribués
Tous les rôles d'accompagnement des sportives voient une augmentation de la représentation féminine dans les années 2010 et 2020.

#### Cadres
Dans les sports olympiques, le Comité International Olympique impose en 2000 que toutes les fédérations internationales et tous les comités nationaux olympiques comptent au moins 10% de femmes dans leurs structures décisionnelles. En 2012, l'Europe compte quatre femmes présidentes de clubs professionnels masculins de sport collectif. Au sein des fédérations sportives, les femmes sont plutôt secrétaires que présidentes et trésorières, comme dans l'ensemble du monde associatif.

#### Entraîneuses

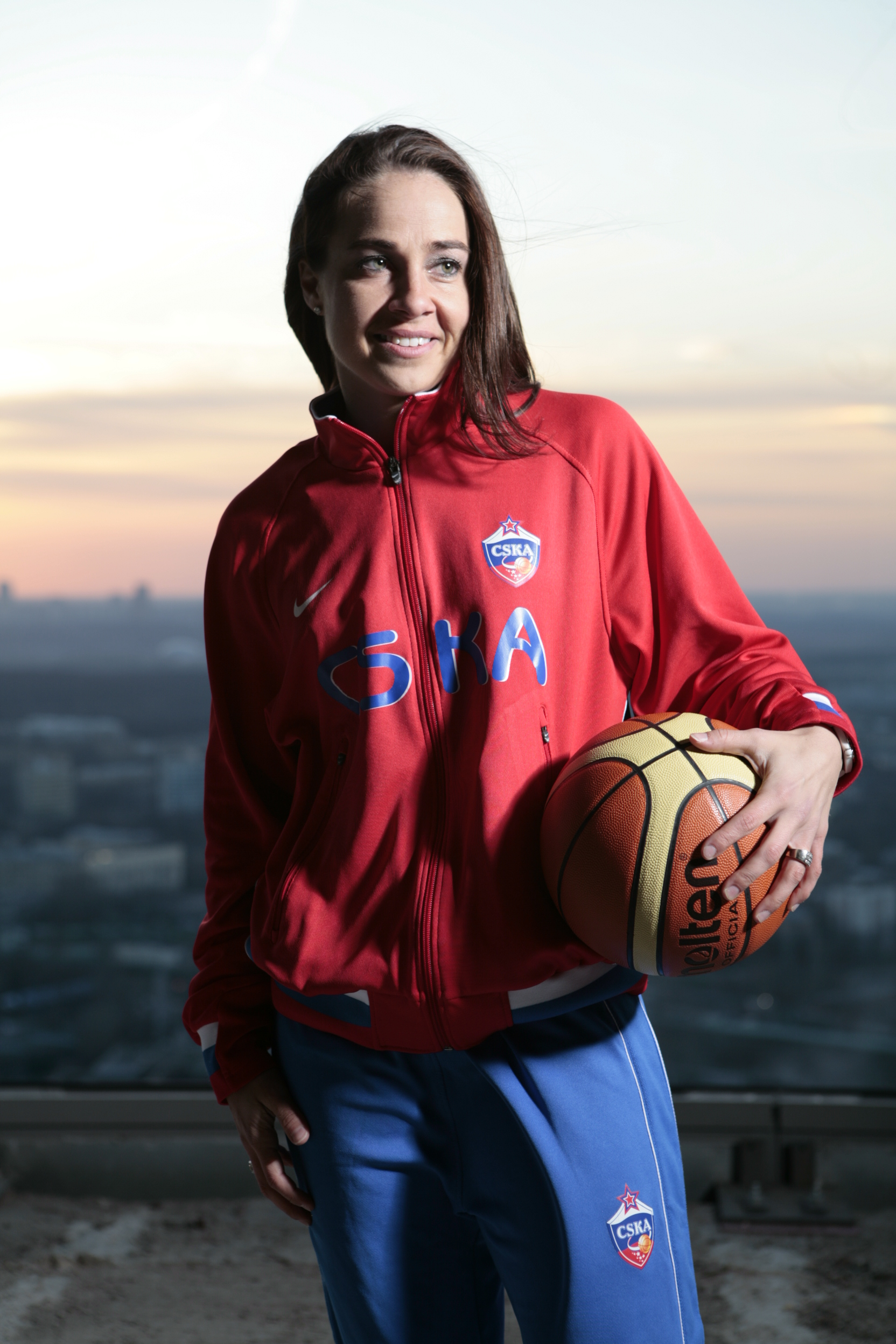
Becky Hammon est la première femme à entraîner une équipe de la National Basketball Association masculine.

En 2012, toutes disciplines confondues, 88% des entraîneurs nationaux en France sont des hommes, un chiffre moins élevé dans les pays nordiques et anglo-saxons.
Les sportives arrivées en fin de carrière se réorientent rarement vers des postes d'encadrement, le projet étant très contraignant pour une vie de famille. Leur légitimité est souvent remise en cause, rendant leur travail plus difficile, et leurs performances sont évaluées plus durement. On attend par exemple d'elles qu'elles fassent preuve de beaucoup plus d'empathie et de compréhension de la psychologie de leurs joueurs que les entraîneurs hommes. Les hommes peuvent être vus comme exigeants là où les femmes seront qualifiées de désagréables et méchantes.
S'il arrive qu'elles entraînent des groupes mixtes, il est très rare qu'une femme entraîne une équipe masculine. La première entraîneure femme d'une équipe masculine de sport professionnel est Corinne Diacre, qui entraîne le Clermont Foot 63 pendant trois ans. Elle est suivie dans la National Basketball Association de Becky Hammon, embauchée par les Spurs de San Antonio en 2014 et qui les dirige en 2020 quand l'entraîneur en chef est exclu d'un match. En 2017, Katie Sowers entraîne les attaquants des 49ers de San Francisco. Amélie Mauresmo entraîne Andy Murray jusqu'en mai 2016, puis Lucas Pouille en 2019 et 2020.

#### Arbitres
Les femmes sont également rares dans les métiers de l'arbitrage. Tous sports et niveaux confondus, elles sont 20% en France, et 17,57% à haut niveau. Il leur manque souvent des entraîneurs et des vestiaires séparés. Leurs décisions sont aussi plus souvent contestées. En France, 90% des fédérations olympiques sont à dominantes masculines, les exceptions étant l'équitation et la natation qui ont une proportion équilibrée et la gymnastique et les sports de glace avec une part féminine supérieure à 55%. Le football, le hockey sur glace et le rugby comptent moins de 10% d'arbitres femmes, et la boxe, le judo, le tennis, le tennis de table, le tir, le tir à l'arc et la voile moins de 15%. Les raisons peuvent être variées : à la Fédération internationale de football association, les tests physiques sont les mêmes pour les hommes et les femmes y compris en sprint.

#### Autres rôles
Les agents des sportifs sont eux ausi très majoritairement des hommes, tout comme les membres du staff médical des équipes de sport.

### Caractéristiques démographiques
La pratique sportive dépend du milieu économique et culturel. En France, en dessous d'un revenu familial mensuel de 1 830 euros, 45% des filles pratiquent un sport contre trois quarts des garçons. 32% des filles en zone d'éducation prioritaire pratiquent un sport en club, pour 80% dans les classes moyennes et supérieures. En France, cela s'explique à la fois par des facteurs culturels et par une politique volontariste d'intégration par le sport visant les jeunes hommes dans les banlieues dans les années 1990. En 2000, chez les adultes, 95% des femmes cadres font du sport, contre 67% des ouvrières et 56% des agricultrices. Les mêmes écarrts sont observés en Allemagne à la fin du vingtième siècle.
Le décrochage est souvent brutal à l'adolescence ou juste après, surtout dans les milieux populaires. Il est beaucoup plus courant que chez les garçons. La pression parentale peut être forte, surtout dans des sports où les débouchés professionnels pour les sportives de haut niveau sont limités. Dans ces cas, les jeunes femmes sont encouragées à arrêter leur pratique compétitive pour s'assurer un diplôme et un emploi stable plutôt que de prendre le risque de la carrière sportive ; elles ont aussi des impératifs financiers une fois sorties du foyer familial. Dans les années 1980, les femmes pratiquent un sport de façon hebdomadaire à une fréquence similaire à celle des hommes, mais l'écart est de 1 à 10 pour le sport quotidien.
Dans les années 1970, en Europe, les femmes appartenant aux religions catholique, orthodoxe et musulmane pratiquent moins de sport compétitif que les autres femmes. Les femmes dans des pays à tradition musulmane pratiquent moins que les femmes du reste du monde,. La sous-représentation des femmes musulmanes est due à des facteurs culturels,, mais non strictement religieux,, ainsi qu'à des restrictions vestimentaires, notamment sur le port du hidjab. Il n'y a pas de différence significative entre les pays de tradition catholique et ceux de tradition protestante dans la sous-représentation des sportives par rapport aux hommes.

## Histoire
Très peu de sources existent sur la vie des femmes avant la Grèce antique, et cette lacune se retrouve aussi dans les sources historiques sur leurs pratiques physiques et sportives.

### Antiquité
Dans l'Antiquité, les garçons deviennent des hommes par les jeux physiques, qui améliorent leur adresse physique, leur force, leur endurance et leur résistance, toutes caractéristiques de la virilité. Les femmes qui participent à des compétitions sportives montrent leur robustesse, ce qui est vu comme un avantage pour le mariage.

#### Égypte antique

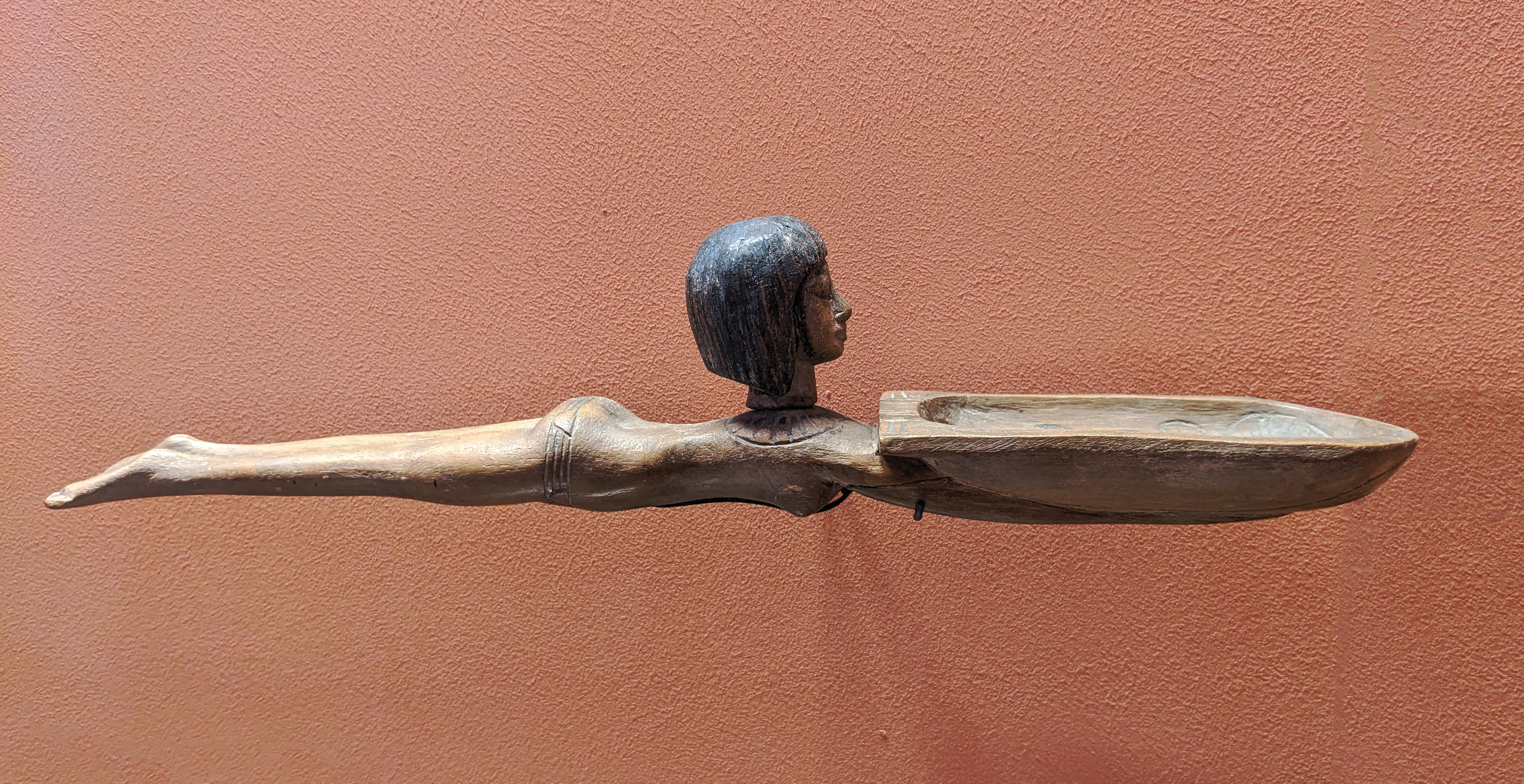
Cuiller à fard en forme de jeune femme nageant.

Dans l'Égypte antique, il semble que les femmes et les hommes aient eu les mêmes activités au quotidien, mais pas la même mise en avant de leurs pratiques sportives. De nombreuses scènes de sport existent dans l'art, mais elles sont presque exclusivement à la gloire d'hommes loués pour leurs prouesses de tir à l'arc, de course, de lutte ou de chasse. Le sport est avant tout un entraînement militaire. Il existe cependant des danseuses acrobates, représentées entre autres dans le temple de Hatchepsout à Karnak ; on ne sait pas s'il s'agit d'une compétition, d'une danse, d'un spectacle d'acrobatie ou d'un divertissement non compétitif. La reine-pharaon elle-même est dépeinte participant à une course contre le dieu Apis, une scène manifestement fictive, mais qui pourrait avoir été inspirée par une véritable cérémonie, dont on sait qu'elle a existé pour les pharaons hommes. Les femmes peuvent être présentes sur des œuvres d'art faisant l'hommage d'hommes : un relief dans la tombe de Toutânkhamon le montre chasser des oiseaux tandis que la reine agenouillée lui tend ses flèches et lui indique ses cibles. Elles pratiquent également la nage et l'aviron au quotidien. À Beni Hassan, des fresques dans la tombe de Khety représentent des femmes assises sur les épaules d'autres femmes et se lançant des ballons ; d'autres jonglent. Il est très probable qu'elles aient été professionnelles du divertissement.

#### Civilisations minoenne et étrusque
À Cnossos, des reliefs et statues montrent des jeunes femmes, peut-être nobles, participant à des épreuves de « saut de taureau ». Elles attrapent les cornes des taureaux ou attendent afin d'attraper des garçons montés sur le dos de l'animal. Les femmes semblent également avoir participé à la chasse, bien qu'il soit possible que les représentations soient mythologiques ou que le rôle des femmes représentées ne soit que d'avoir accompagné les hommes au début de la sortie.

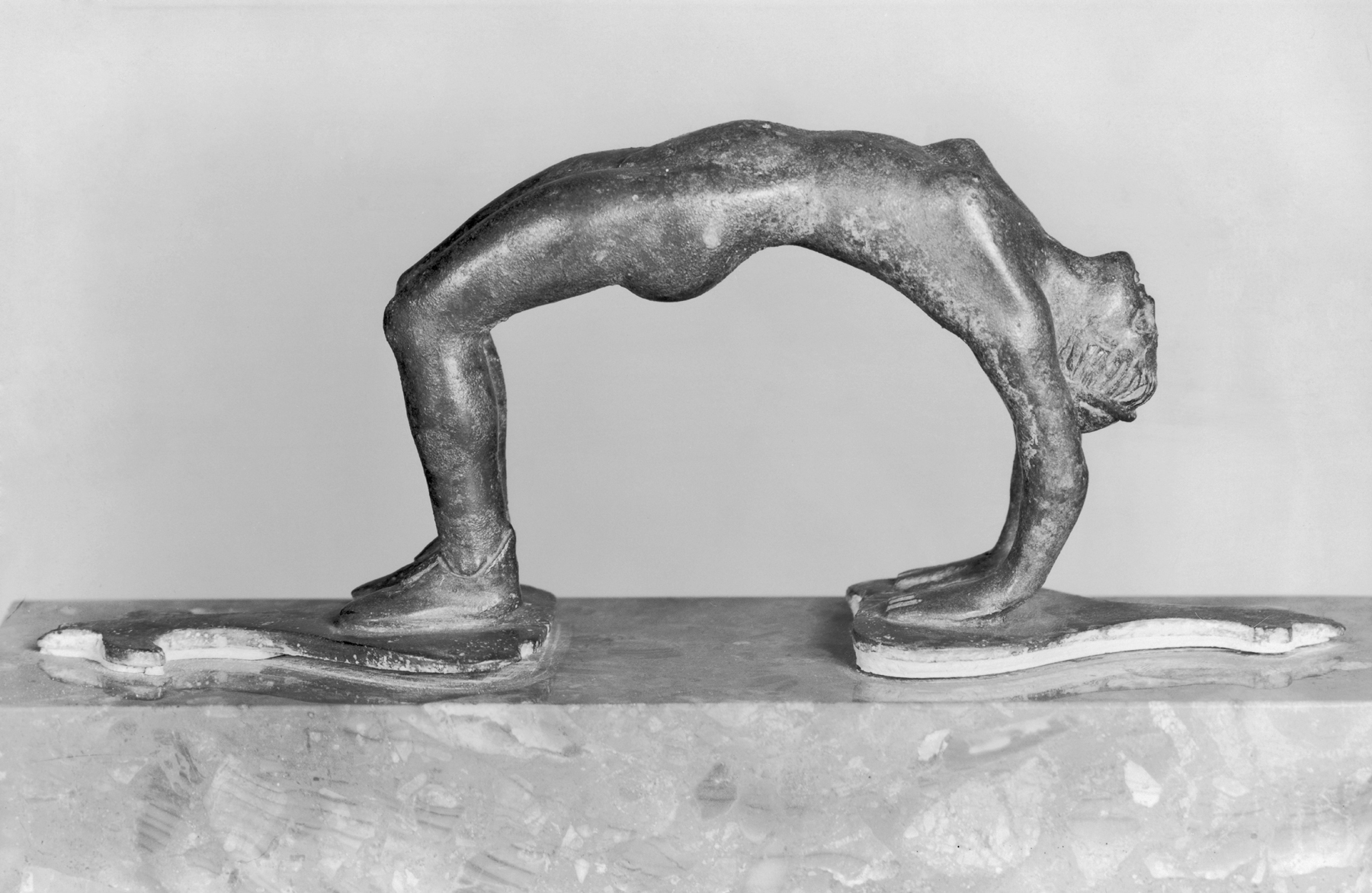
Poignée en forme de femme faisant un salto.

Chez les Étrusques, il semble que les femmes participent là aussi aux mêmes activités que les hommes. Elles participent notamment à des courses de char, au moins en tant que spectatrices et potentiellement en tant qu'arbitres. De nombreuses œuvres d'art dépeignent des femmes pratiquant une activité physique significative, notamment en tant qu'acrobates et probablement en tant que lutteuses.

#### Grèce antique

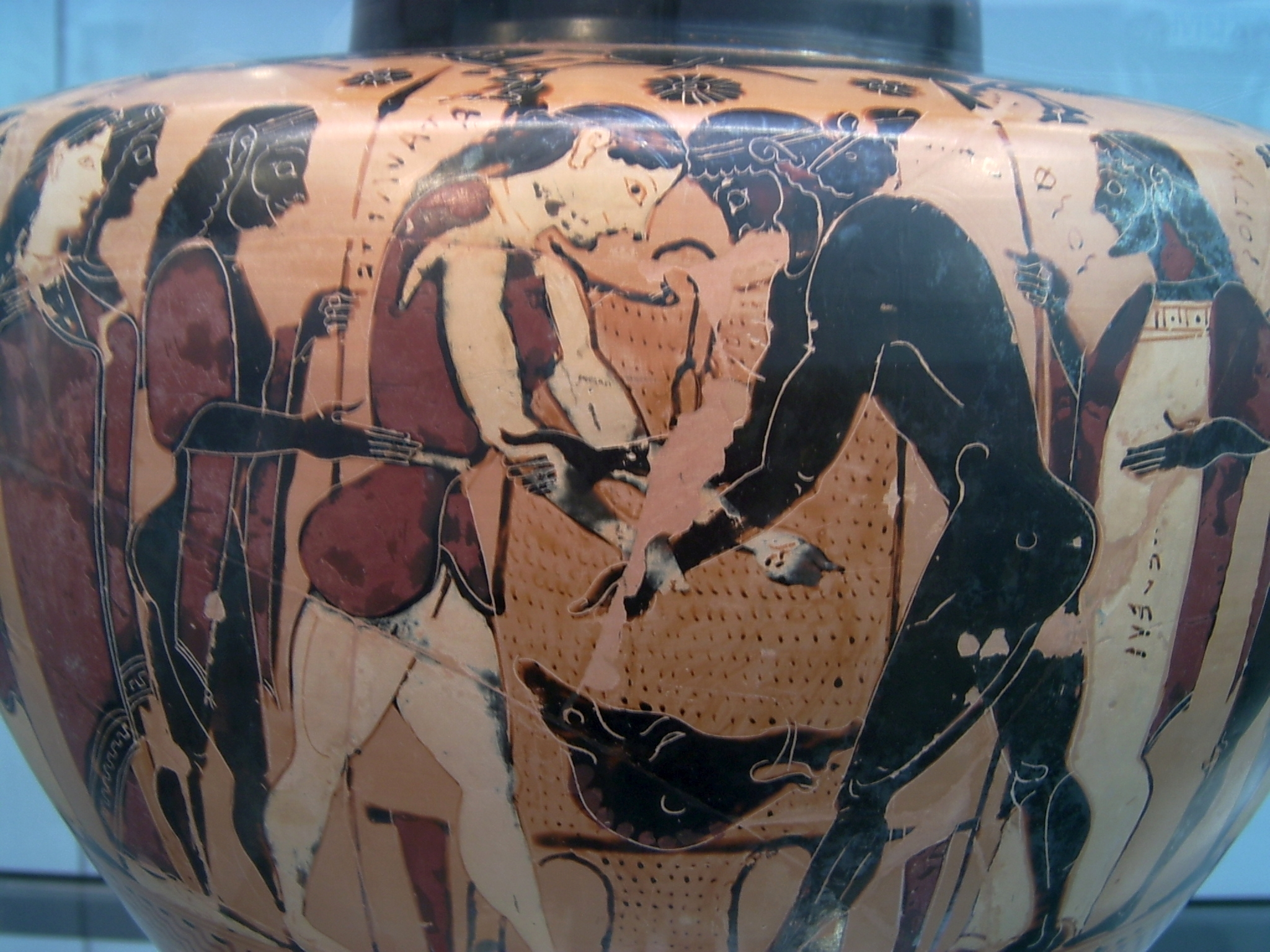
Atalante affrontant Pélée à la lutte aux jeux funèbres de Pélias.

Le cas de femmes sportives dans la mythologie grecque le plus connu est le peuple des Amazones, qui représentent un modèle de contre-féminité plutôt que de femmes sportives. Les Amazones ne sont cependant pas tout à fait fictives : des tombes de guerrières et cavalières sont retrouvées lors de fouilles archéologiques et il est possible qu'elles aient été nombreuses surtout chez les peuples nomades anciens. Leur présence est attestée dans l'empire perse, en Égypte, en Inde et en Chine. La mythologie inclut aussi Atalante, qui est connue pour ses hauts faits sportifs et pour avoir battu Pélée à la lutte. Elle épouse enfin le seul homme qui peut la battre en course à pied… en trichant et avec l'aide d'Aphrodite.
En Grèce antique, une stricte séparation des sexes est de mise dans la société, et le sport n'échappe pas à cette règle. Les femmes peuvent ainsi pratiquer librement, mais n'ont pas accès aux compétitions masculines. Les femmes vierges peuvent être spectatrices, mais les épouses des participants encourent la peine de mort si elles entrent dans les stades. Seule exception à l'interdit grec concernant les Jeux masculins, la course de chars. Cynisca est couronnée en chars à quatre chevaux en 396 av. J.-C. et 392 av. J.-C.,.
Les Héraia constituent le rassemblement sportif féminin le plus important et sont l'équivalent des Jeux olympiques en l'honneur de Héra, fondés en l'honneur du mariage de Pélops et Hippodamie. Une course à pied d'environ 160 mètres est la seule épreuve de ce rendez-vous sportif qui se tient tous les quatre ans, juste avant les Jeux masculins. La piste est adaptée pour ne mesurer que cinq sixièmes de celle du stade masculin. Les coureuses doivent toutes être vierges et sont classées en catégories d'âge. Sappho indique avoir été la monitrice d'une grande championne de course à pied. La compétition, organisée par seize femmes « vénérables » d'Élis, est probablement conçue pour les jeunes femmes de l'île et de ses environs, mais finit par attirer des compétitrices du monde grec dans son ensemble et est souvent remportée par des femmes spartiates.

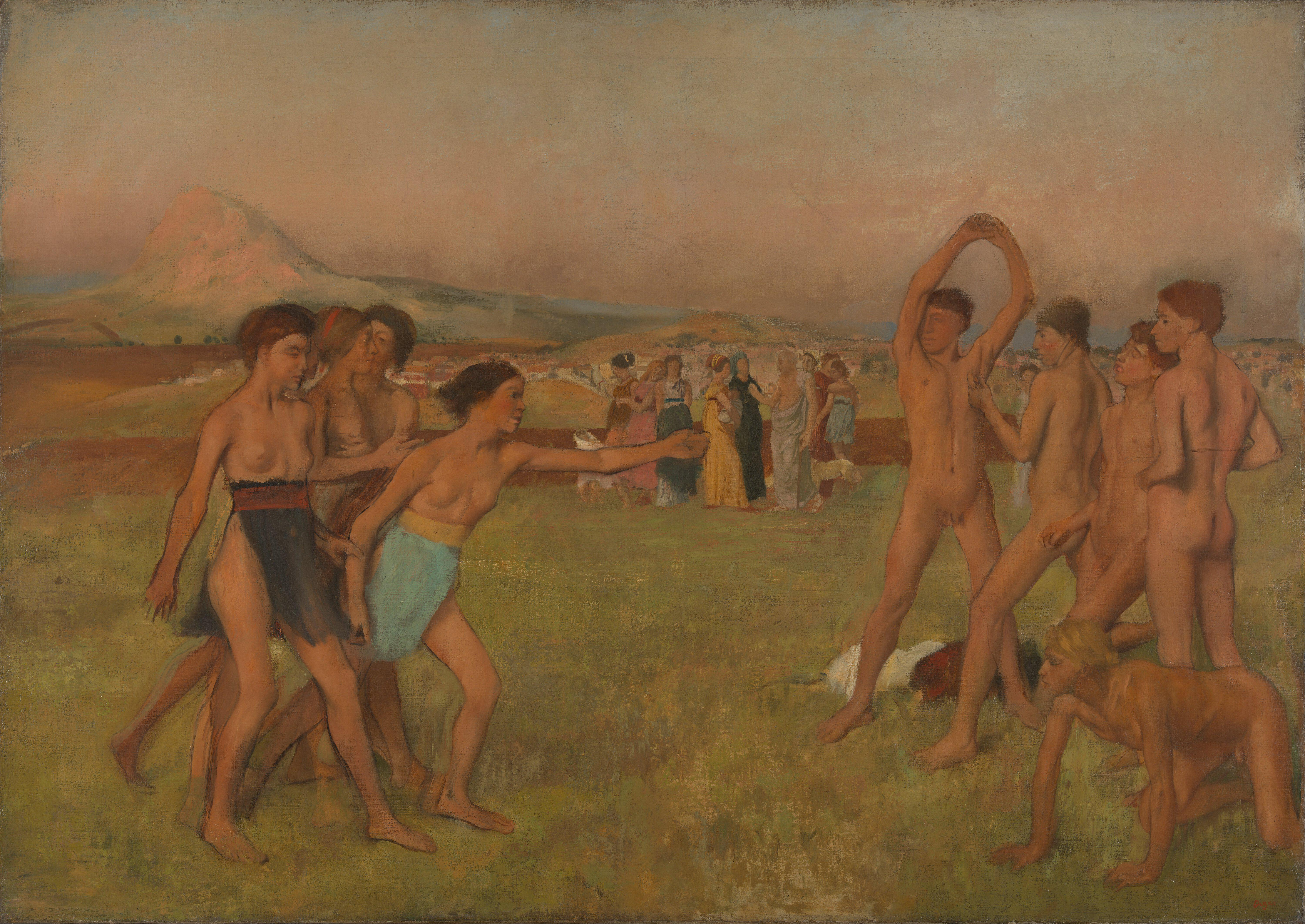
Jeunes Spartiates s'exerçant à la lutte, peinture d'Edgar Degas inspirée par la biographie de Lycurgue par Plutarque (~1860).

Plutarque raconte qu'à Sparte, le législateur Lycurgue fait faire aux jeunes filles de la course à pied, de la lutte, et du lancer de disque et de javelot pour les libérer des douleurs de l'enfantement et rendre leurs enfants plus robustes, ; ce modèle est loué par Platon et Xénophon. Il est possible que les femmes spartiates aient aussi monté à cheval, ce qui n'est pas le cas ailleurs en Grèce. Les femmes spartiates sont réputées pour leur beauté, y compris dans les régions où l'activité physique est mal vue ; Hélène est notamment spartiate, donc certainement plus musclée que les Athéniennes, et Aristophane, qui se moque du sport féminin spartiate, remarque par ailleurs dans Lysistrata que les femmes spartiates sont robustes, avec un physique désirable et une belle peau.
À la même époque, la colonie nord-africaine de Cyrène est reconnue pour ses femmes athlètes, dont la chasseuse mythique Cyrène mais aussi des coureuses à pied dont l'existence est attestée.
À Athènes, la tradition sportive n'est pas aussi développée chez les femmes, mais les filles participent néanmoins à des courses à pied en l'honneur d'Artémis dans le cadre de rites d'initiation et de purification. Les filles pratiquent communément des jeux de ballon dans le cadre domestique. Les femmes les plus riches sont communéments gymnasiarques : si elles ne gèrent pas elles-mêmes les gymnases, elles les financent et pourraient en avoir édicté certains règlements. Dans la ville phrygienne de Dorylée, un écrit indique que « Asclépiade était le gymnasiarque des hommes libres et esclaves, tandis que sa femme Antioche était gymnasiarque des femmes » : l'existence d'un gymnase de femmes laisse entendre qu'il est certainement utilisé par des femmes.
À Corinthe, en l'an 23, Lucius Castricius Regulus inaugure les concours isthmiques, qui incluent une épreuve pour les jeunes femmes non mariées. En 200, dans Les Deipnosophistes, Athénée de Naucratis raconte que sur l'île de Chios, il est agréable de se promener en regardant les garçons et les filles lutter ensemble.

#### Rome antique
À Rome, la présence des femmes en tribunes ne pose aucun problème. Quelques rares cas de femmes gladiatrices sont attestés ; des femmes de l'aristocratie s'entraînent parfois avec les gladiateurs. À l'inauguration du Colisée, en l'an 80, le programme inclut des combats opposant des femmes et des animaux.

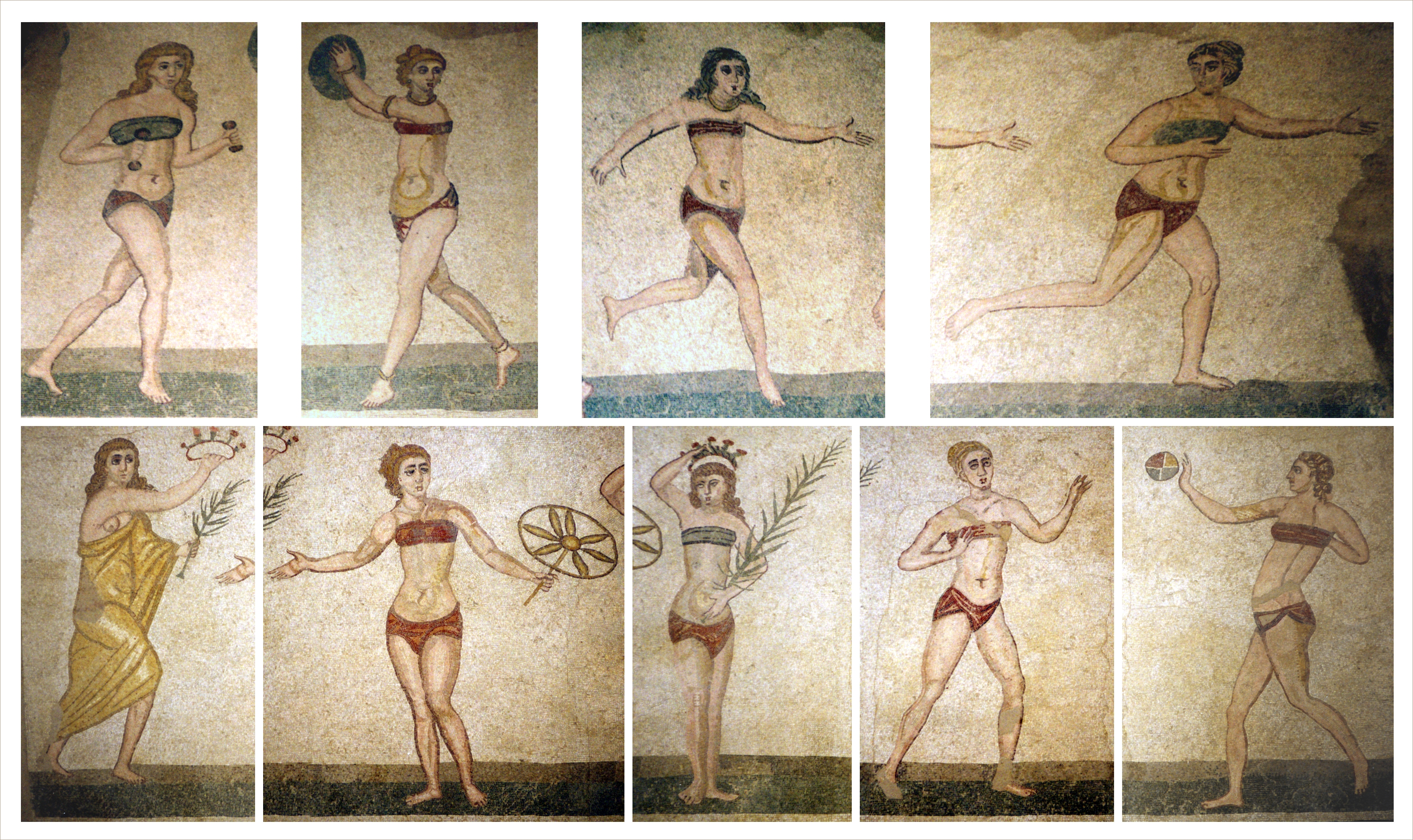
Mosaïque de la Villa romaine du Casale.

Les Jeux capitolins incluent des courses féminines. Il est très probable que les jeunes filles aient aussi pu participer aux Augustalia. Les Sébasteia peuvent avoir inclus des courses pour femmes mariées, une occurrence très rare, et incluent au moins des courses pour les filles de magistrats.
La pratique sportive des romaines est attestée par des textes et des mosaïques. Le cas le plus connu est la mosaïque de la villa romaine du Casale près de Piazza Armerina, qui représente les Bikini Girls, dix femmes vêtues d'un pagne fermé à l'entrejambe. Elles manient des instruments sportifs et se tendent des couronnes d'olivier, symboles de la victoire ; deux ont un ballon, et on voit aussi deux coureuses, une lanceuse de javelot, une lanceuse de disque et une sauteuse.

#### Peuples nomades
Claude Élien affirme que chez les nomades orientaux[Où ?], un homme souhaitant épouser une femme doit d'abord la défier en duel. Le perdant doit se soumettre au vainqueur.

### Jusqu'auXVIIIesiècle

#### Dans la sphère d'influence européenne

##### Loisirs
Le concept même de sport de loisir n'existe pas vraiment et est difficilement compatible avec la place de la femme aristocrate dans la société médiévale. L'activité physique est beaucoup moins valorisée dans le christianisme qu'à l'Antiquité ; au contraire, elle est souvent vue comme un reste de paganisme à éradiquer.
La mythologie nordique compte quelques histoires de femmes sportives. On y trouve la déesse Skadi, qui chasse à ski, et Brunehilde qui lance de lourdes pierres au loin et les rattrape en courant ; Gunther, qui souhaite l'épouser en la battant lors de trois épreuves de force, découvre qu'il faut trois hommes pour porter sa lance et douze hommes pour soulever une des pierres qu'elle lance. Il remporte les épreuves avec l'aide magique de son ami Siegfried dans ce mythe similaire à celui d'Atalante.
Au treizième siècle, des femmes font partie de troupes de saltimbanques et peuvent s'y produire comme danseuses acrobatiques. C'est le cas de Maud ou Matilda Makejoy, qui se produit plusieurs fois devant la cour d'Angleterre, y compris lors de la fête de Noël 1296 auprès d'Édouard Ier et quinze ans plus tard pour ses demi-frères.

Outre l'équitation, le jeu de paume devient un divertissement extrêmement populaire dans la bourgeoisie. À Paris, les courts se font nombreux. Des championnes naissent, dont Margot la Hennuyère (née vers 1427) ou Anne de Beaujeu, future régente de France sous le nom d'Anne de France (1461-1522). 

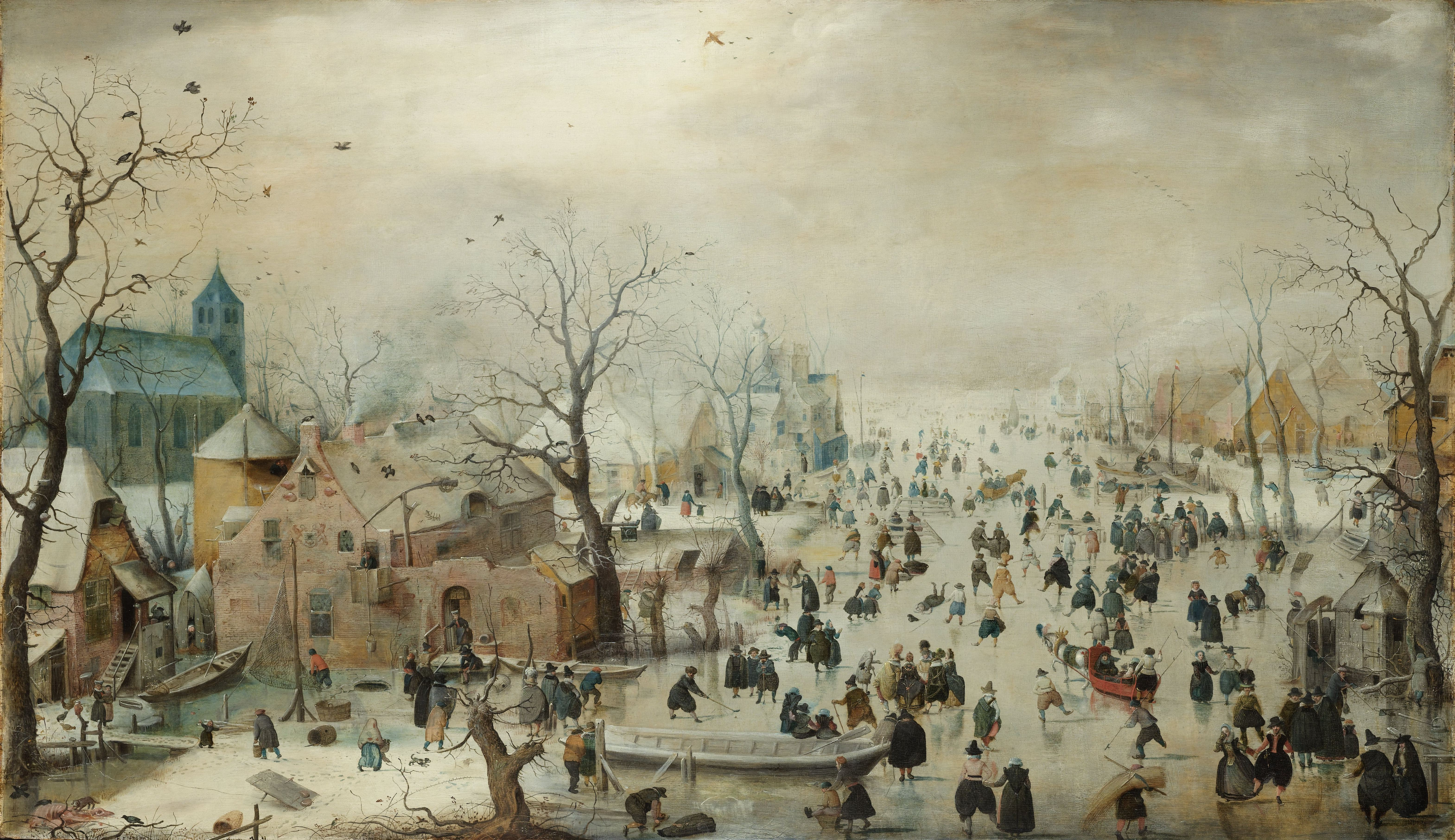
Paysage d'hiver avec patineurs par Hendrick Avercamp, vers 1608.

Pour Mardi gras, en Angleterre et en France, des compétitions de football médiéval voient les femmes mariées affronter les femmes et filles non mariées. La pratique continue jusqu'au dix-neuvième siècle à Boulogne-la-Grasse. Le stoolball est populaire en Angleterre, tandis que les femmes jouent à d'autres jeux de balle et de batte en Europe centrale et du nord. Des femmes s'affrontent aussi en course à pied. Le jeu de Trou madame gagne en popularité en Flandre, en Angleterre et en France lors des foires et des compétitions de tir à l'arc. L'hiver, le patinage sur glace est pratiqué par toutes classes de femmes, mais elles ne jouent pas lors des parties de kolf, ancêtre du golf et du hockey sur glace.
Au quinzième siècle, Juliana Berners pourrait avoir écrit le premier traité de pêche anglais et écrit d'autres livres sur la fauconnerie, la chasse et le tir à l'arc, des disciplines pratiquées par les femmes nobles,. Les femmes de basse extraction chassent aux côtés de leurs maris ; les femmes nobles doivent savoir monter à cheval, maîtriser la fauconnerie, et savoir danser. Elles ont parfois des sorties de chasse entre femmes, avec quelques hommes pour les accompagner. Catherine d'Aragon et Marie Stuart aiment tous les deux le golf, tandis qu'Elizabeth I se prend de passion pour la chasse.
Des courses de prostituées sont organisées à Rome, dont une en 1501 à la basilique Saint-Pierre par le pape Alexandre VI. Ces courses sont parfois une provocation en temps de siège ; elles sont aussi attestées à Bâle, à Pernes et à Arles. À Venise, une course de bateaux féminine se tient chaque année.

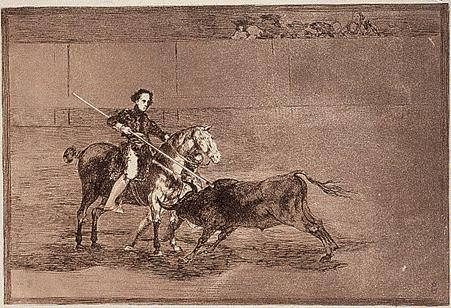
Nicolasa Escamilla, la « Pajuelera » par Goya.

Pendant la Renaissance, certains hommes s'opposent à la pratique de toute activité physique pour les femmes. Victorin de Feltre encourage quant à lui les jeunes filles sous sa tutelle à courir, monter à cheval, nager et jouer à des jeux de ballon. Antonio Scaino écrit pour sa part que certaines filles et femmes sont très douées pour les jeux de ballon à la mains ou de raquette. En 1654, un auteur espagnol affirme qu'il est commun pour les femmes d'être toreras.

##### Contexte guerrier et joutes

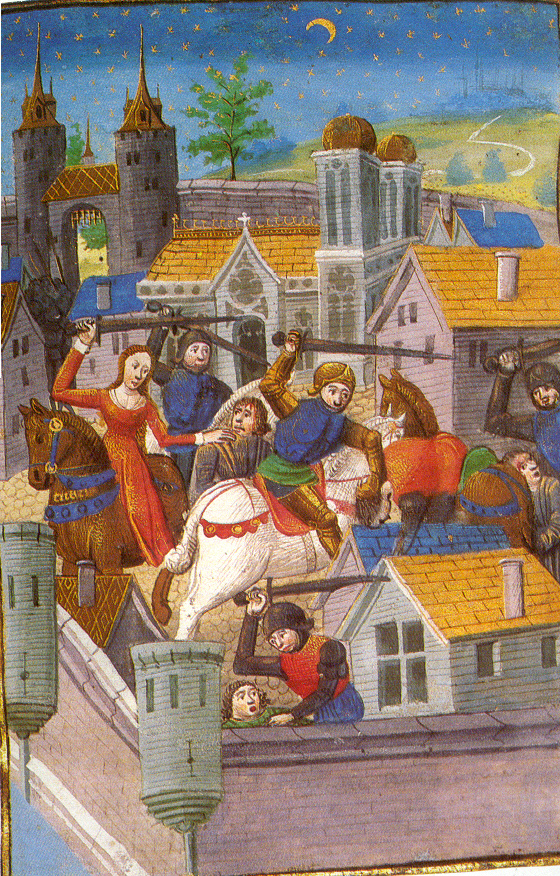
Femmes armées sur des chevaux de guerre.

Au Moyen Âge, une nouvelle masculinité naît. Le guerrier laisse la place au chevalier, qui doit exercer sa condition physique et sa virilité quand il n'est pas à la guerre : c'est l'émergence des tournois, qui simulent la guerre. Avec le temps, les tournois deviennnent des joutes, plus codifiées et spectaculaires, qui visent entre autres à séduire les femmes. Les femmes n'ont pas le droit d'y concourir, mais sont acceptées comme spectatrices. Il est possible que quelques femmes aient participé à des joutes en Italie au seizième siècle.
Certaines femmes semblent s'entraîner et combattre dans les tournois médiévaux. Les représentations de Frauentournier (« tournoi de femmes ») mettant en scène des chevaliers déguisés en femmes peuvent cependant induire en erreur. Ces événements semblent avoir été des tournois costumés, mais pourraient être complètement fictifs. De nombreuses histoires satiriques de femmes en tournoi sont retrouvées, dont le Tournoiement des Dames de Hugues III d'Oisy et le Tournoiement as Dames de Paris de Pierre Gencien. Il est probable que ces récits satiriques aient été écrits pour humilier les hommes qui ne partent pas en croisade. Des femmes participent par ailleurs aux croisades, généralement à des rôles de soutien des hommes.
Des femmes aristocrates apprennent à manier les armes afin de défendre leur propriété pendant les longues absences de leurs maris.
Si les femmes ne participent normalement pas aux joutes, il est plus commun d'en retrouver aux concours de tir à l'arc. Pendant la Renaissance, la discipline est encouragée pour les femmes parce qu'elle peut être pratiquée avec des jupes volumineuses et que la pose met le corps féminin en valeur. Diane de Poitiers pose régulièrement avec un arc et des flèches, rappelant à qui veut l'entendre qu'elle porte le nom de la déesse de la chasse ; Anne Boleyn aime tellement le tir à l'arc que Henri VIII s'en lamente dans plusieurs lettres.

### Hors influence européenne
Le Coran inclut des scènes de course à pied entre Mahomet et Aïcha, racontant qu'elle le bat à plusieurs reprises. Le texte affirme que tous les musulmans devraient être en bonne santé physique et robustes, sans différence de genre,.

En Chine, sous la dynastie Tang, les femmes jouent au polo aux côtés des hommes. Sous les dynasties Song, Yuan et Ming, les équipes professionnelles de cuju peuvent être masculines ou féminines. Les femmes jouent avec des ballons plus petits et légers et jouent sur un terrain plus petit, et elles doivent contrôler le ballon avec leur tête et leur torse plutôt qu'avec les mains et les pieds.

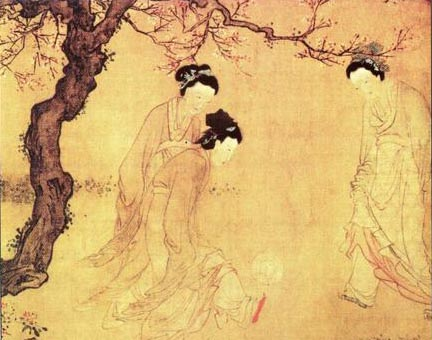
Dames chinoises jouant au cuju (dynastie Ming).
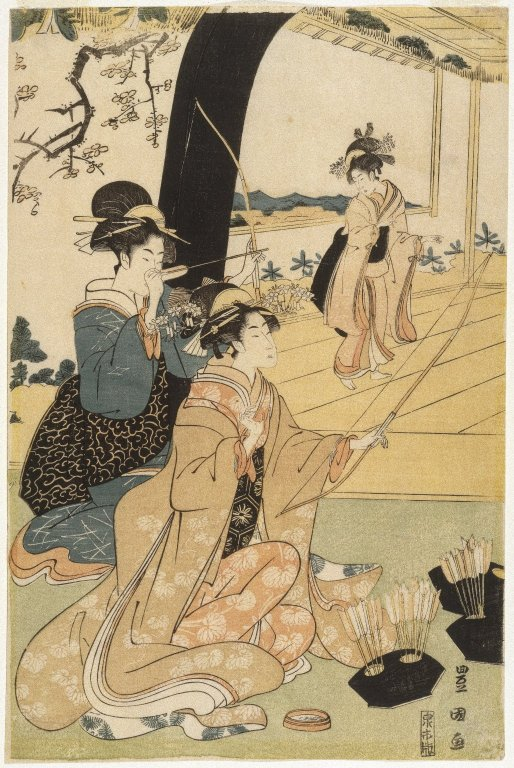
Jeune samouraï et femmes pratiquant le tir à l'arc (moitié d'un diptyque), Utagawa Toyokuni, Japon, entre 1798 et 1802.
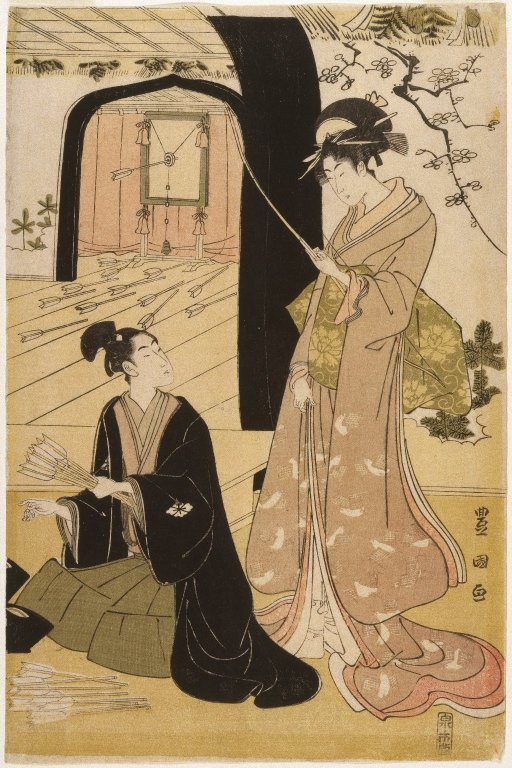
Jeune samouraï et femmes pratiquant le tir à l'arc (moitié d'un diptyque), Utagawa Toyokuni, Japon, entre 1798 et 1802.

Des compétitions de course à pied, de lutte, de boxe, de tir à l'arc ou d'équitation sont parfois organisées, partout sur Terre, pour prouver leur fertilité et préparer leur mariage. Chez les Diolas, des compétitions de lutte avec séparation des sexes sont ainsi organisées et se terminent par les fiançailles entre la championne et le champion. Chez les Yalas du Nigéria et les Njabi au Congo, les femmes et les hommes s'affrontent en lutte,.
Au vingtième siècle, en Nouvelle-Guinée, les femmes et les hommes s'affrontent en tir à la corde dans le cadre de rituels de fertilité,. L'anthropologue Alyce Taylor Cheska observe des parties de stickball (en) chez des femmes autochtones d'Amérique dans le sud des États-Unis, tandis que John Cremony (en) voit en 1868 des femmes apache et navajo s'affronter en course à pied. En 1899, Frederick Miller photographie des femmes crows participant à une compétition de monte à cru à une foire dans le Montana. Dans le Pacifique Sud, James Cook se raconte choqué d'avoir vu des boxeuses.
À la même époque, en Chine, Qiu Jin entraîne un bataillon de femmes soldates, leur enseignant l'escrime, l'équitation et la gymnastique.

### XVIIIesiècleetXIXesiècle

#### Évolution de la pratique des classes moins aisées
Au Royaume-Uni, les femmes recommencent à pratiquer des sports organisés sous Charles II après une période de puritanisme. Elles participent à de nombreuses foires, où il est commun d'avoir des courses à pied féminines, tout comme en Russie rurale. Les courses attirent un large public, surtout masculin ; un article dans The Spectator le 4 septembre 1711 observe qu'il est commun pour une jeune fille de « trouver un mari au même moment qu'elle reçoit [le prix] ». À la fin du dix-huitième siècle, les femmes des pêcheurs écossais jouent communément au golf.

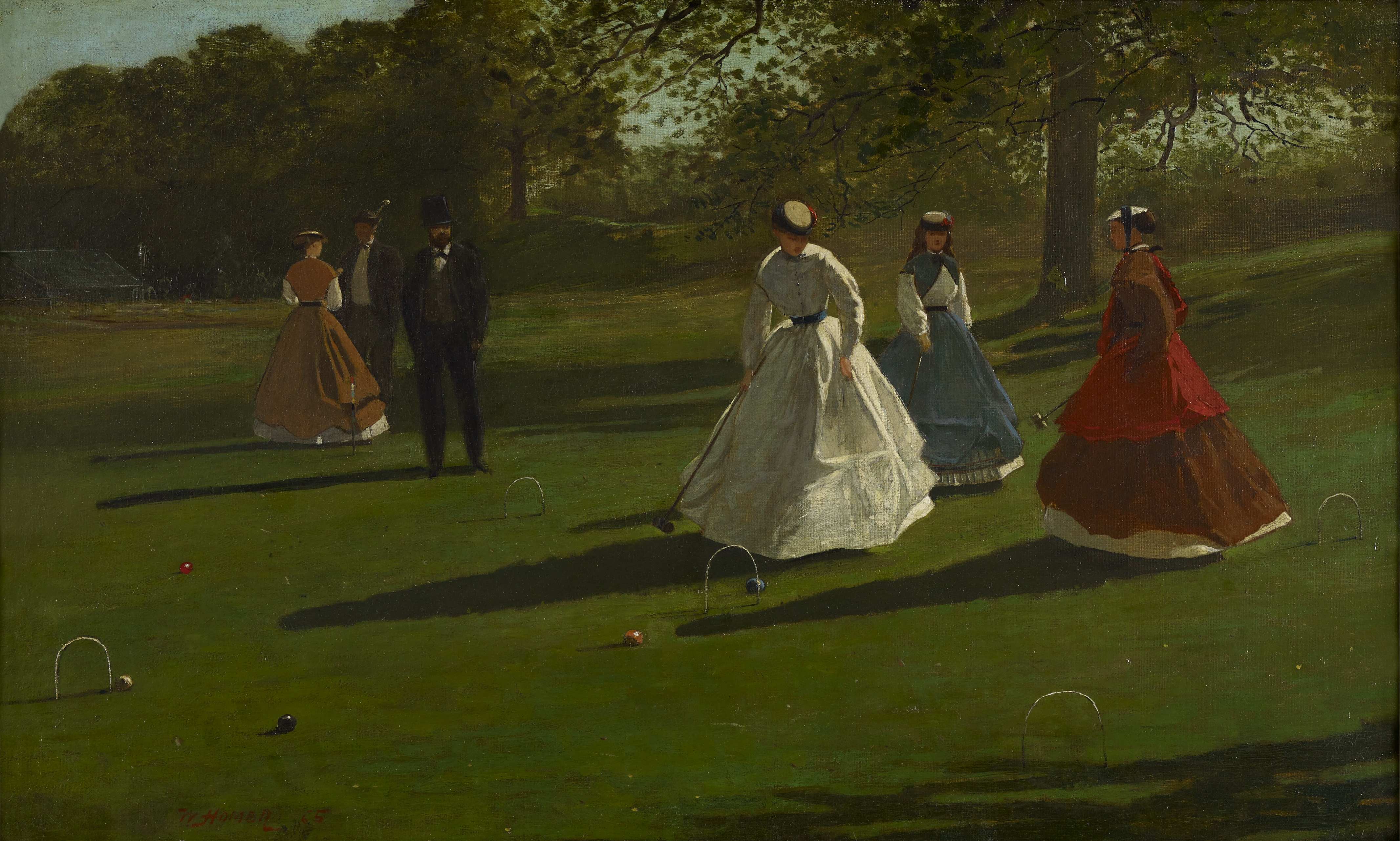
Croquet Players (Joueurs de croquet), par Winslow Homer, 1865.

Au milieu du dix-huitième siècle, les parties de cricket remplacent le stoolball. Des équipes féminines sont recensées dès l'apparition du sport ; dans certains villages, les femmes mariées affrontent les jeunes filles. Le 11 juillet 1788, S. Norcross est la première autrice connue d'un century. La première partie de femmes aristocrates connue est organisée par la comtesse de Derby en 1777 ; une joueuse y attire l'attention du duc de Hamilton, qui finit par l'épouser.

#### Boxe féminine et spectacles

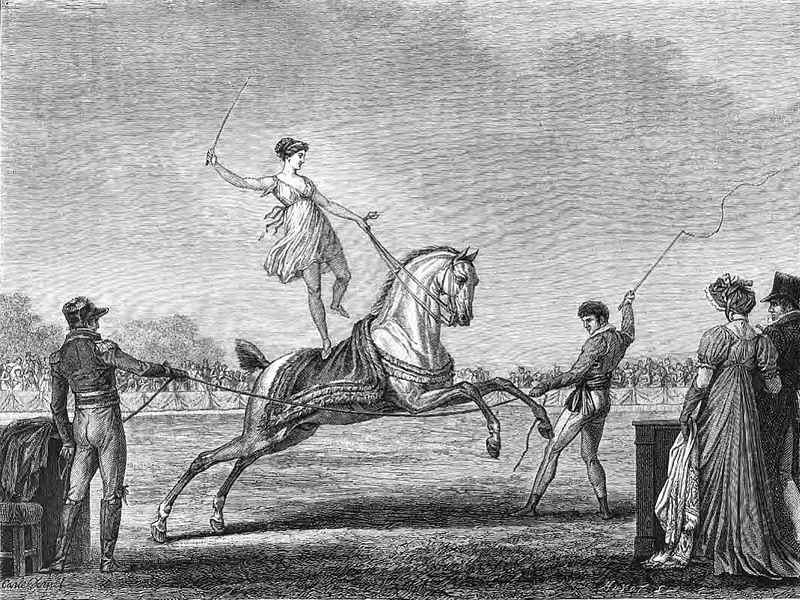
Gravure représentant un exercice d'écuyère au cirque Franconi, époque du Consulat, gravure de Debucourt, d'après H. Vernet, dans le Dictionnaire historique et pittoresque du théâtre d'Arthur Pougin (1885).

La lutte féminine est très répandue à Londres au XVIIIe siècle. Les matches semblent organisés par des hommes, et les combattantes sont extrêmement pauvres ; beaucoup d'entre elles sont des prostituées. Les matches sont vus comme une dégradation, comme les courses de prostituées du Moyen Âge, mais les championnes tirent beaucoup de fierté de leurs résultats. Les femmes jouent souvent nues ou les seins à l'air pour attirer l'attention des spectateurs masculins.
La boxeuse Elizabeth Wilkinson est aussi célèbre que son contemporain James Figg au dix-huitième siècle et ouvre une école de pugilat avec son mari et agent, James Stokes. Wilkinson joue toute habillée, ce qui est rare. Elle fait l'objet de nombreuses discussions jusqu'au milieu du dix-neuvième siècle. À cette époque, des hommes redéfinissent la boxe comme un sport purement masculin et effacent les traces de son existence. En 1880, le gouvernement britannique interdit la boxe féminine, mais quatre ans plus tôt, le premier match est organisé à New York entre deux danseuses de cabaret. En 1904, en parallèle des épreuves masculines aux Jeux olympiques à Saint Louis, des femmes organisent un match de démonstration à l'exposition universelle simultanée.
En 1725, César de Saussure raconte avoir observé une partie d'escrime entre une Anglaise et une Irlandaise, tandis que des bars se spécialisent dans les combats « de coqs, de taureaux, et d'Irlandaises ». En France, en 1754, est organisée une exposition de femmes fortes.

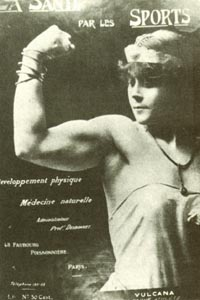
Vulcana sur la couverture de La Santé par les Sports.

Aux États-Unis, Adah Isaacs Menken se fait connaître pour ses performances acrobatiques jusqu'à faire des tournées mondiales. À partir de 1884, Etta Hattan, surnommée « Jaguarina », bat de nombreux hommes à des concours de broadsword, y compris le sergent Owen Davis en 1887. En 1905, Bernarr Macfadden organise un « Physical Culture Show » au Madison Square Garden. Les compétitrices s'y affrontent en haltérophilie, en saut en hauteur et en course à pied sur six distances allant de cinquante yards à 3 miles, en plus d'un concours de beauté plus classique ; l'événement attire 20 000 spectateurs et est remporté par Marie Spitzer. En France, Vulcana se produit en spectacle, soulève 120 livres en épaulé-jeté d'un seul bras et fait la couverture du magazine La Santé par les sports.

#### Début d'une pratique bourgeoise
Au début du dix-neuvième siècle, certains médecins encouragent l'équitation pour les femmes afin de les garder physiquement en forme, mais les normes sociales s'inversent en quelques années pour mener à une quasi-disparition de l'activité physique en Europe chez la classe moyenne, tandis que les très riches et très pauvres continuent à la pratiquer.

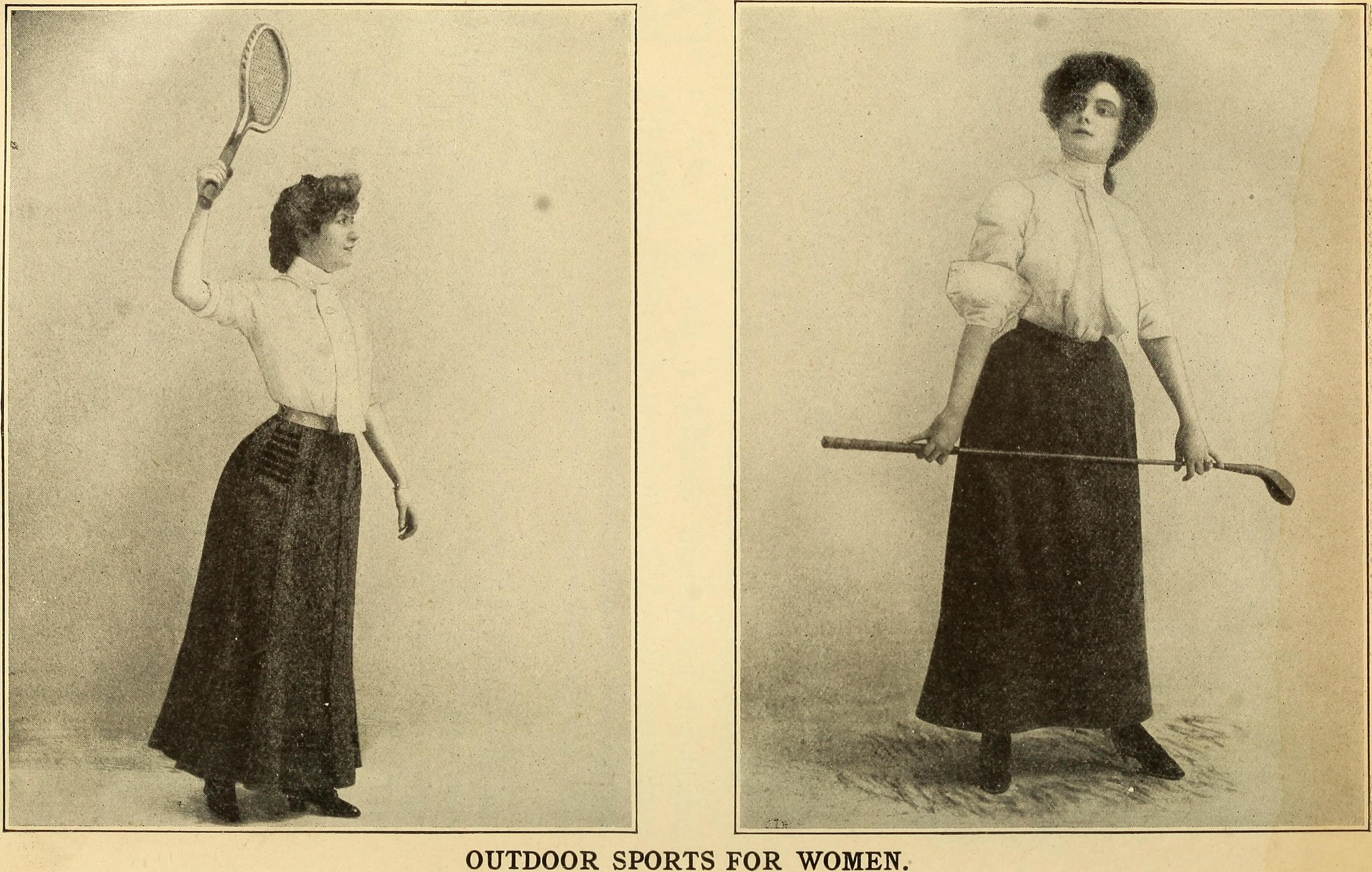
« Sports en extérieur pour les femmes », 1906 : tennis et golf.

Les bourgeoises et aristocrates pratiquent le tennis, le golf, l'équitation, la chasse et l'escrime. En Russie, elles peuvent intégrer le prestigieux club impérial de nautisme dès 1846. Les pratiques sont plutôt mixtes (tennis, équitation) dans la noblesse et non-mixtes (natation, gymnastique) dans la bourgeoisie intellectuelle et d'affaires. Le développement du sport compétitif est cependant plus laborieux : les femmes n'ont pas le droit d'intégrer l'Union des sociétés françaises de sports athlétiques (USFSA) créée en 1887. La Royal British Bowmen accepte les femmes dès 1787 et accorde un prix de tir à une certaine Harriet Boycott.
En 1885, le baron de Veaux publie l'ouvrage Les Femmes de sport dans lequel il salue l'émergence de vingt-six femmes « vaillantes », toutes aristocrates. Ces femmes pratiquent l’équitation, le yachting, l’automobile, la chasse à courre, le tir, l’épée, le fleuret, le golf, le tir à l’arc ou encore la natation. Les femmes de la haute et moyenne bourgeoisie se concentrent quant à elles sur l'escalade et la gymnastique. Le tennis et le croquet ont pour avantage principal qu'ils peuvent être pratiquées sans fatigue visible et joués en doubles mixtes, ce qui favorise le jeu de séduction entre jeunes nobles.

#### Sports de montagne

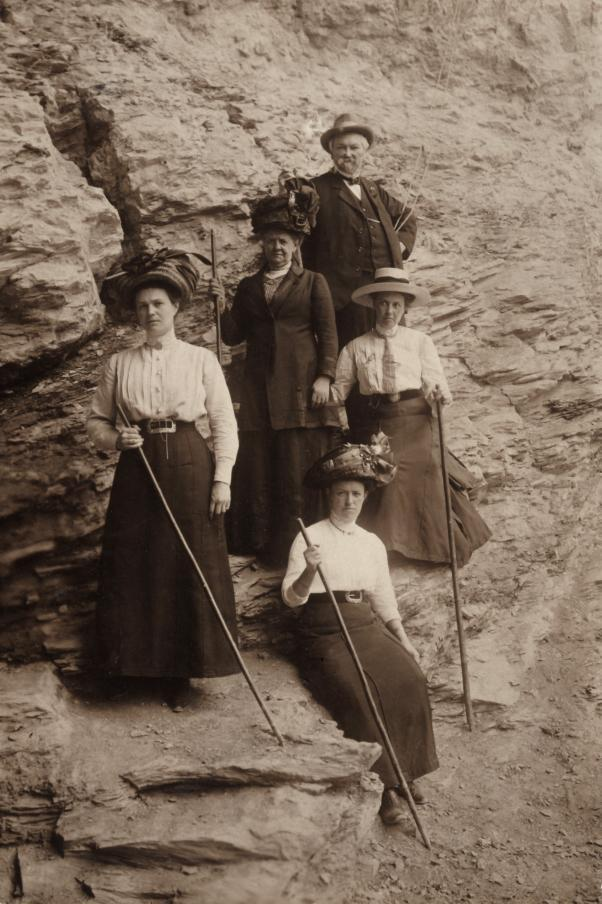
Randonnée en montagne, autour de 1910.

La randonnée pouvant être pratiquée loin du regard des hommes, le Club alpin français compte 10% d'adhérentes dans les années 1880.
Dans l'alpinisme, les femmes rompent avec le modèle de l'« excursionnisme féminin », ce type de randonnée qui laisse les prouesses physiques aux hommes pratiquant un « excursionnisme cultivé » et aux bourgeois éclairés et aristocrates l'« alpinisme sans prétention » à but uniquement touristique.
Elles commencent à s'autonomiser au début du vingtième siècle, s'initiant seules mais pratiquant toujours avec un guide masculin et un homme en tête de cordée.

#### Essor de la gymnastique
L'Allemagne encourage les femmes à pratiquer la gymnastique dès le début du XIXe siècle, longtemps avant les Britanniques et les Américains. Phokian Clias publie Kalisthenie en 1829 et y inclut déjà des femmes ; il estime dans son livre que celles-ci ne devraient par contre pas jouer aux jeux de ballons, qui déforment leurs épaules et leur poitrine. À la même époque, Johann Wolfgang von Goethe remarque l'escrimeuse italienne à succès Rosa Baglioni. En 1843, un club de gymnastique pour jeunes filles ouvre à Magdebourg, suivi quatre ans plus tard d'un club pour femmes adultes à Mannheim. La compétition, trop masculine, reste inenvisageable.
Un premier traité de gymnastique féminine est publié à Londres en 1820. Catharine Beecher suit le mouvement aux États-Unis en 1932, publiant A Course of Calisthenics for Young Ladies. La gymnastique, qui s'inscrit dans une vision hygiéniste, est encouragée parce qu'elle n'est à l'époque pas considérée comme un sport mais comme une pratique de santé ; la gymnastique est ainsi conseillée par Beecher comme une solution pour les femmes ayant des domestiques et ne pouvant donc se muscler par les tâches ménagères.

En France, comme pour les hommes, les établissements d’éducation féminine font une place de plus en plus large aux exercices physiques au cours de la Restauration et du second Empire : le succès de l’ouvrage de Clias Callisthénie pour les jeunes filles en témoigne. La Troisième République encourage le développement de la gymnastique chez les jeunes filles afin de « donner aux hommes républicains des compagnes républicaines ». En 1882, une circulaire du gouvernement impose trois sessions d'une demi-heure de sport par semaine pour les jeunes filles, mais surtout pas plus pour éviter l'épuisement. 

Quelques activités sportives pratiquées par des femmes
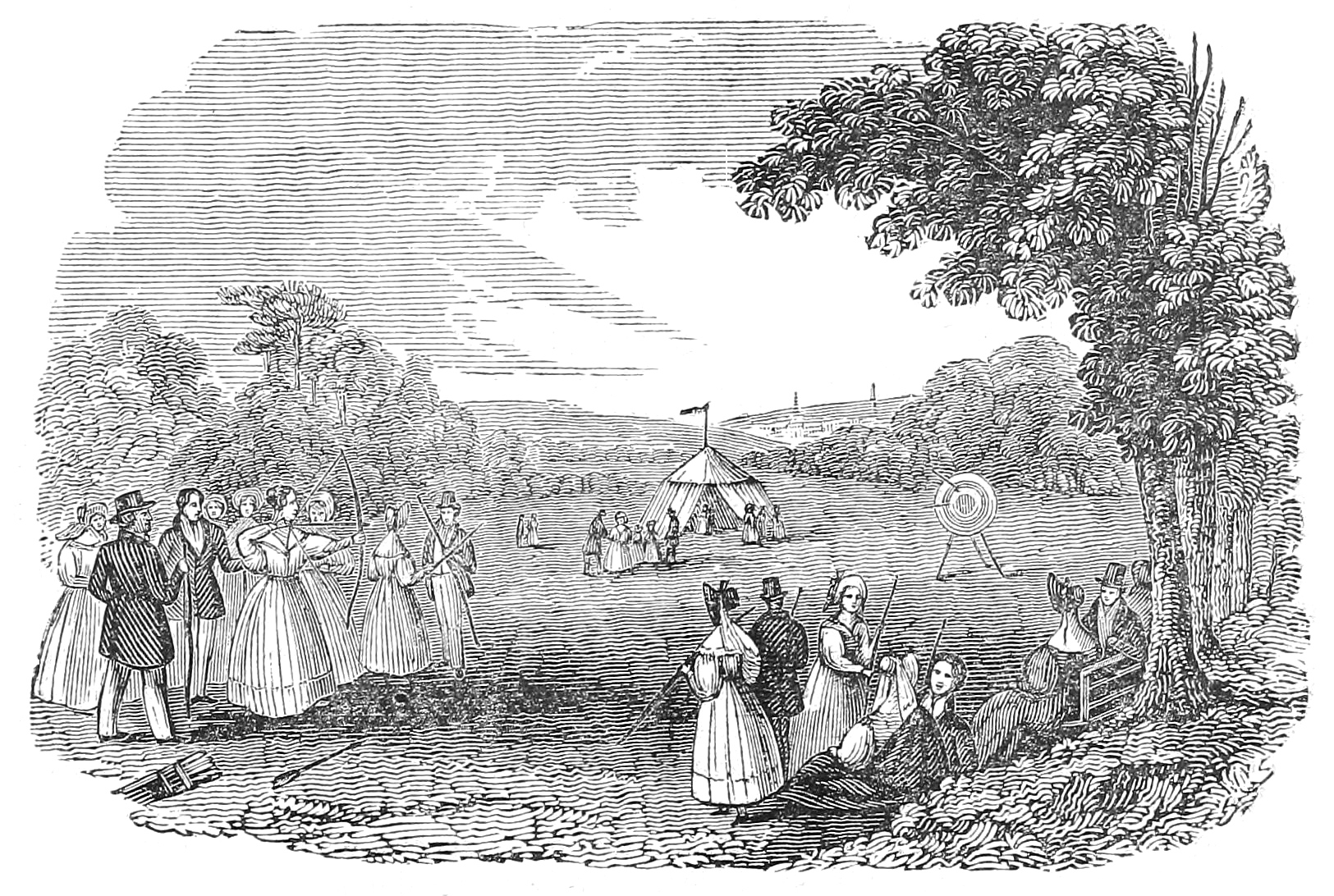
Concours de tir à l'arc féminin, Burton’s Gentleman’s Magazine, 1839.
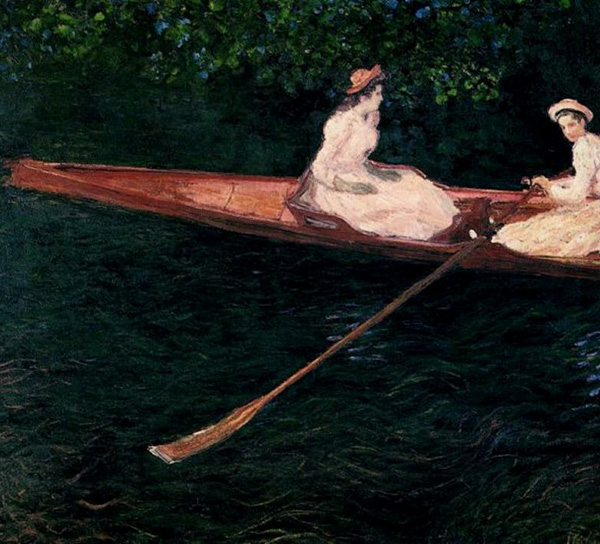
Claude Monet, peinture vers 1890.
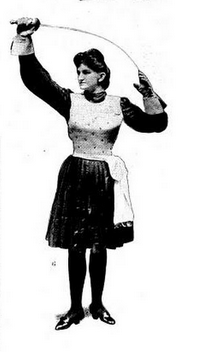
Femme pratiquant l'escrime, 1890.
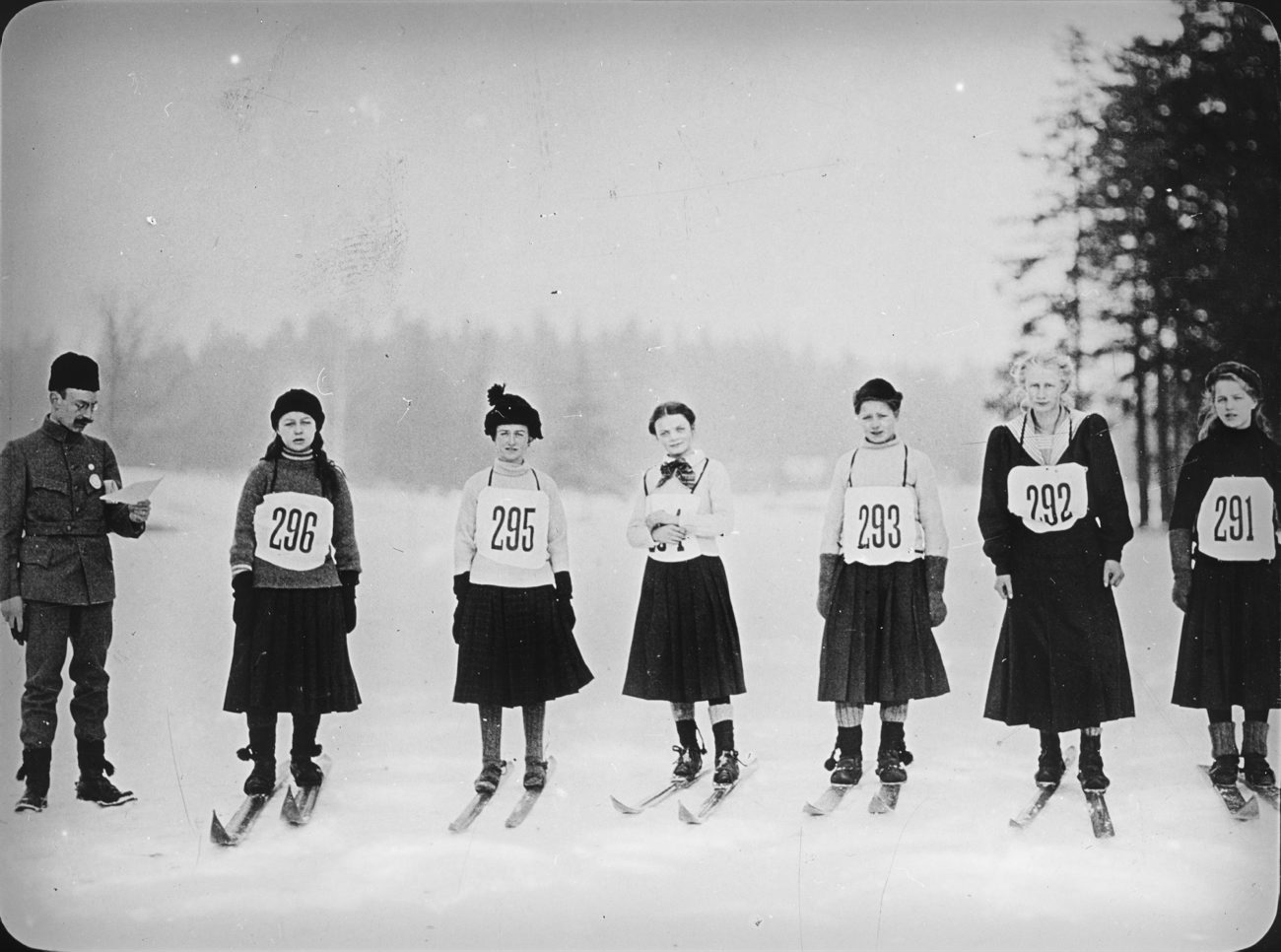
Femmes à ski lors d'une compétition, vers 1895.

#### Self-défense et féminisme
Sous l'époque victorienne, la femme idéale est parfaitement immobile. Certains médecins encouragent cependant la pratique d'une activité physique pour améliorer la santé ; de nombreuses féministes partagent cet avis. Amelia Bloomer publie des articles dans son journal The Lily pour encourager les femmes à faire du sport, et elle popularise les bloomers, un vêtement conçu pour plus de mobilité, surtout à vélo. En 1850, Harriet Martineau écrit que les jeunes filles devraient grimper aux arbres, marcher et courir, faire de l'aviron et nager. À la même époque, Frances Dana Barker Gage demande dans un essai ce qui empêche les petites filles de développer leurs « pouvoirs physiques » en pratiquant des sports athlétiques. Ces arguments sont soutenus par certains hommes dont Émile Zola.
Entre 1890 et 1920 naît un mouvement d'apprentissage de la défense personnelle sous la forme de cours de boxe, de lutte et de jiu-jitsu dans le milieu des suffragettes au Royaume-Uni et aux États-Unis. La pratique est organisée par les féministes de la première vague, mais les pratiquantes peuvent la rejoindre pour le sport et pour se protéger personnellement sans motif politique.

#### Basket-ball

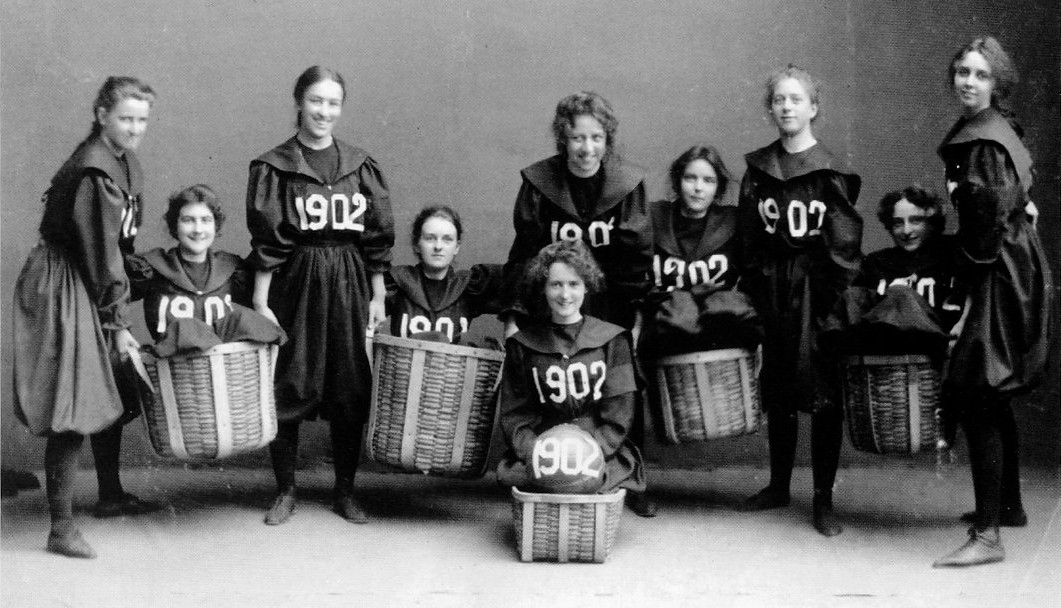
L'équipe de basket du Smith College (États-Unis) en 1902.

Aux États-Unis, sous l'impulsion des entraîneuses d'éducation physique Clara Gregory Baer et Senda Berenson Abbott, le basket-ball est adapté à la pratique féminine.
En 1892, peu après l'invention du sport par James Naismith, les premiers matchs entre femmes sont disputés avec des règles modifiées : il est interdit d'arracher le ballon à l'adversaire ou de dribbler au sol plus de trois fois, afin de ne pas « développer une tendance à la nervosité et perdre la grâce, la dignité et l'estime de soi ». Les joueuses portent le corset ainsi que de longues robes, qui les font fréquemment trébucher. Le tir devait être effectué à une seule main : tirer à deux mains était jugé disgracieux car il mettait la poitrine en avant.
En 1895, Clara Gregory Baer publie le premier recueil des règles du basket-ball féminin, alors appelé basquette. Les règles de Berenson sont publiées pour la première fois en 1899, et celle-ci réalise la première édition du Women's Basketball Guide d'Albert Spalding en 1901. On compte presque autant d'équipes universitaires féminines que masculines.
La pratique féminine est alors très mal considérée : devant le développement du sport dans les lycées, de nombreuses études tentent de prouver les effets du basket-ball sur la moralité des jeunes filles et prônent son interdiction.

#### Autres sports

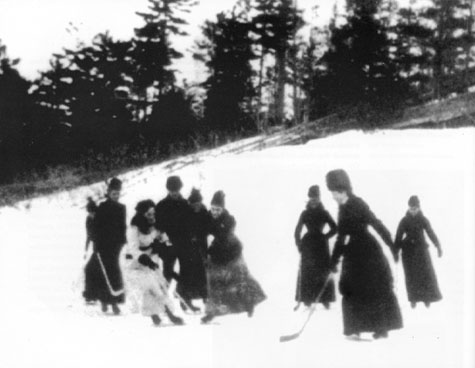
Femmes jouant au hockey sur glace à Rideau Hall, vers 1888-1893.

En 1888, des femmes des classes ouvrières participent à une course de cyclisme de six jours à Pittsburgh. En 1893, Teresa Reynolds, âgée de seize ans, fait l'aller-retour entre Brighton et Londres en huit heures et demie. Sa prestation fait polémique : le temps est remarquable et elle est vêtue « décemment », mais de nombreux commentateurs estiment qu'il ne faut pas encourager les femmes à tenter ces exploits. La pratique est rapidement rendue illégale au Royaume-Uni, et les compétitrices arrivent en masse à Paris dans les vélodromes de Tristan Bernard. Deux Danoises, Johanne Joergenson et Susanne Lindberg, battent plusieurs records nationaux masculins.
Une première compétition officielle pour patineuses sur glace se tient à Hambourg en 1885. La décennie suivante voit la multiplication du nombre de clubs de ski de fond et en 1893, une certaine Mizzi Angerer remporte une compétition de ski « cross-country ».

#### Lycées et universités

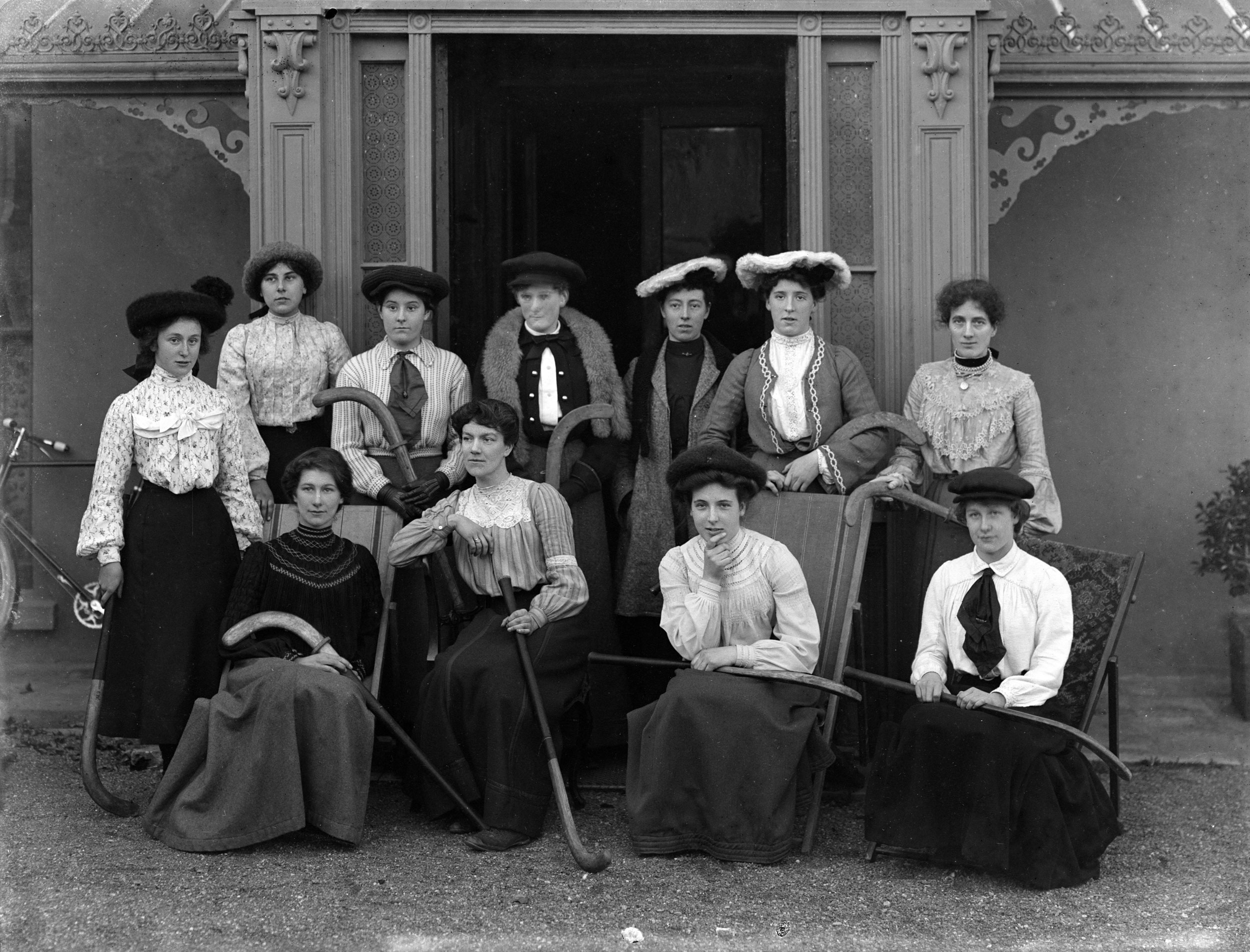
Joueuses de hockey sur gazon, Irlande, 1904.

Au Royaume-Uni et aux États-Unis, le véritable essor du sport féminin a lieu dans le milieu scolaire et universitaire d'élite à l'initiative surtout de directrices d'écoles et d'universités féministes. Cette impulsion vient notamment de Martina Bergman-Osterberg : féministe et spécialiste de gymnastique suédoise, elle forme environ 1300 enseignants à la discipline en Angleterre pendant ses cinq premières années de présence dans le pays, de 1881 à 1886.
Dorothea Beale, principale du Cheltenham Ladies' College, rend la gymnastique obligatoire tout en s'opposant aux jeux de ballon. Sous la pression de ses étudiantes et de certaines enseignantes, elle accepte finalement de les autoriser ; à sa mort, Cheltenham compte 26 courts de tennis. Elle refuse seulement la compétition entre établissements, tandis que sa successeuse, Lilian Faithfull, les encourage fortement. Elle monte des équipes de badminton, de netball et de lacrosse et crée des championnats inter-écoles de cricket, de hockey sur gazon et de tennis ; elle devient à terme présidente de l'All-England Women's Hockey Association, fondée en 1895. En 1877, Louisa Lumsden fonde St. Leonard's School à St Andrews et y prévoit 90 minutes par jour pour la pratique d'un sport. Les élèves s'affrontent trois fois par an pour des championnats de fives (en), de golf et de tennis.
En 1913, les étudiantes d'Oxford et Cambridge s'affrontent en crosse pour la première fois, apparemment encouragées par leurs pairs masculins. Le sport devient rapidement omniprésent à Vassar College.

Des équipes de baseball féminin se forment dès les années 1860 dans le milieu scolaire et universitaire. Un club féminin non scolaire opère à New York en 1869 dans le quartier de Perterboro. En 1898, Lizzie Arlington est la première femme connue à participer à un match de ligue mineure de baseball. Elle y fait un retrait sur des prises contre Babe Ruth et Lou Gehrig. Harry S. Freeman tente d'organiser un championnat féminin à New York dans les années 1880 ; sans succès. W.S. Franklin parvient à mettre sur pied le premier championnat féminin à New York en 1890. En dehors de ce championnat, l'équipe la plus significative est celle du Young Ladies Baseball Club (créé en 1883) qui effectue des tournées à travers les États-Unis. Elles affrontent régulièrement des équipes d'hommes.

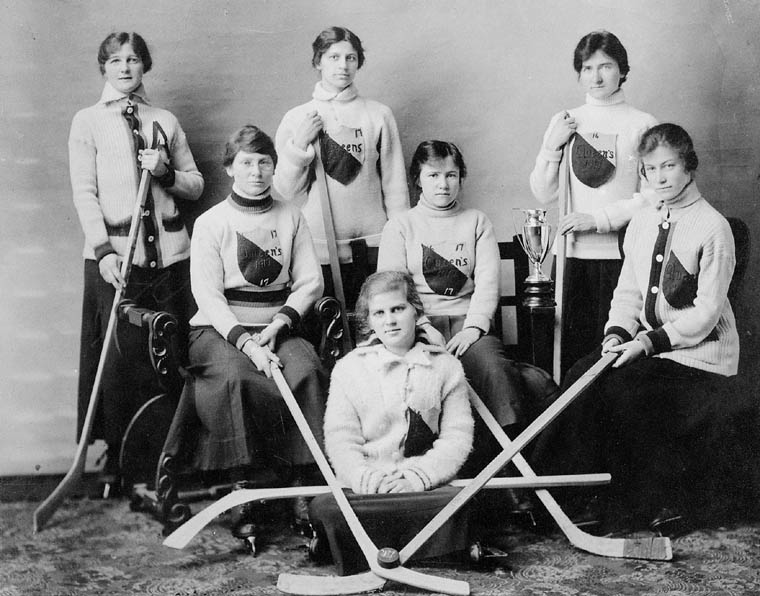
Équipe de hockey sur glace, Queen's University, Kingston, Ontario, 1917.

La première ligue féminine provinciale de hockey sur glace féminin est organisée au Québec en 1914. En finale, les joueuses de l'université de Toronto affrontent celles de l'université McGill. La ligue universitaire féminine est dissoute en 1933 en raison de la Grande Dépression et des difficultés financières des départements de sports dans les universités canadiennes.
Toutes ces pratiques continuent après le diplôme et essaiment dans le monde colonial britannique. Dans l'Europe latine et centrale, c'est l'escrime qui se diffuse. À la fin du siècle, les femmes forment le tiers des licenciés de clubs de golf en Écosse centrale.

### Critique du sport féminin entre leXIXeet leXXesiècles
L'essor d'une pratique sportive féminine donne lieu à de très virulentes réactions de certains conservateurs : « la confusion des sexes est la Grande Peur de l'homme de l'an 1880 ». Ce mouvement d'hostilité au sport féminin né au cours du XIXe siècle se poursuit au début du siècle suivant.

#### Fragilité et reproduction
Les capacités reproductrices des femmes sportives sont au cœur des critiques, s'intégrant dans la division sexuée du travail.
Dans son livre Exercises for Ladies (1836), Donald Walker affirme que l'équitation épaissit les os du bassin et de rend l'accouchement plus difficile, en plus de rendre la voix plus grave et le corps plus masculin,.
La gymnastique, qui s'inscrit dans une vision hygiéniste, est tolérée voire encouragée, au moins en partie parce qu'elle n'est à l'époque pas considérée comme un sport mais comme une pratique de santé. Même dans cette discipline, certains pédiatres allemands préconisent d'éviter la pratique après l'âge de dix ans. Les anthropologues, médecins ou philosophes reconnaissent que les femmes peuvent être admises dans une activité sportive que lorsque celle-ci met en évidence leur grâce afin de pouvoir plaire à leur futur mari ou favorise leur fécondité,.
Aux Jeux olympiques d'été de 1928, une concurrente chute à l'arrivée du 800 mètres, ce qui cause la suppression de l'épreuve considérée comme trop difficile pour l'organisme féminin jusqu'aux Jeux olympiques d'été de 1960. En France, Georges Racine écrit en 1923 que le geste de donner un coup de pied dans un ballon peut nuire aux organes des femmes ou à leur fœtus si elles sont enceintes ; d'autres pensent que la pratique pourrait les rendre stériles.

#### Indécence
Le principal sport critiqué est le cyclisme, vu comme un attribut masculin et accusé de tous les maux, dont celui d'être dangereux pour la maternité, objectif premier de la femme pour de nombreux médecins de l'époque. La bicycle face (« visage de cycliste ») est une expression fatiguée et concentrée, vue comme très peu désirable et donc à éviter à tout prix.
Des injonctions normatives leur sont imposées, notamment au niveau de leur tenue morale et de leur costume. Ainsi, le port du pantalon par une femme est permis en gymnastique mais la jupe reste obligatoire pour les sports féminins qui se pratiquent dans un lieu public (vélo, sport équestre). De nombreuses femmes portent un béret pour cacher leurs cheveux, par exemple dans les années 1910 en football.

#### Perte de féminité
Les femmes sportives sont rapidement accusées de se « masculiniser » en pratiquant une activité. Surtout à l'époque victorienne, la beauté passe par la fragilité et la pâleur, ce qui exclut le sport, d'autant plus en plein air.
Arabella Kenealy, médecin et autrice, publie l'essai Woman as an Athlete en 1899. Elle y raconte l'histoire de Clara, qu'elle décrit comme cycliste et joueuse de tennis et de hockey sur gazon assidue. Elle décrit ensuite en détail toutes les façons dont Clara a perdu son charme : ses articulations sont trop saillantes, ses mouvements trop brusques, sa voix trop forte. La cause avancée par Kenealy est que Clara utilise trop ses capacités physiques et ne laisse plus d'énergie pour son cerveau et ses organes reproductifs.
Pierre de Coubertin est peu enclin à accueillir les femmes aux Jeux olympiques : « Aux Jeux olympiques, leur rôle devrait être surtout, comme aux anciens tournois, de couronner les vainqueurs » car « une olympiade femelle est impensable, elle serait impraticable… ». Cette position s'appuie alors sur les réserves de la Faculté quant aux effets de l'effort violent sur la physiologie féminine : « …peu importe la force de la sportive, son organisme n'est pas fait pour supporter certains chocs ». En 1922 l'éminent docteur Boigey rappelle encore que : « La femme n'est pas faite pour lutter mais pour procréer ». En 1935, Coubertin ajoute que « Le véritable héros olympique est à mes yeux l'adulte mâle individuel ».

### Démocratisation de la pratique sportive féminine auXXesiècle

#### Clubs sportifs et Jeux olympiques

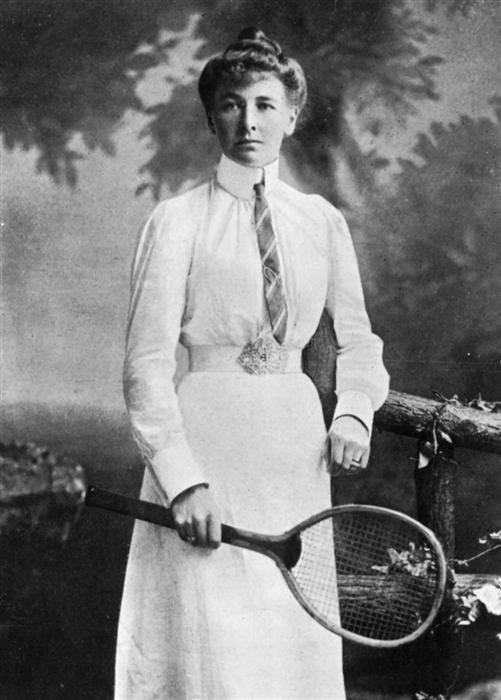
La joueuse de tennis anglaise Charlotte Cooper, première médaille d'or féminine aux Jeux olympiques de 1900.

Les Jeux olympiques de 1900 tenus à Paris voient l'entrée en lice d'une vingtaine de femmes, malgré les efforts de Pierre de Coubertin dans le sens contraire. Des épreuves féminines de golf et de tennis sont organisées et quelques femmes participent à des épreuves mixtes en voile, en croquet et en équitation,. Charlotte Cooper y obtient la première médaille d'or féminine en tennis, tandis que Margaret Abbott, de Chicago, remporte le golf.
L'aéronautique devient une activité prisée de certaines femmes. Le premier aéroclub féminin, la Stella, est fondé par Marie Surcouf en 1909, trois ans après qu'elle a organisé le premier vol avec un équipage entièrement féminin. Amelia Earhart s'illustre aux États-Unis.

En 1902, Madge Syers participe au championnat du monde de patinage artistique après avoir constaté qu'aucune règle n'interdit l'inscription des femmes, bien que tous les compétiteurs jusque-là aient été des hommes. Elle finit deuxième sur quatre. L'année suivante, l'Union internationale de patinage amende son règlement pour interdire la participation des femmes. Deux ans plus tard, la fédération crée une compétition féminine, et en 1908, le sport devient olympique pour les hommes, les femmes, et pour une épreuve de couple mixte. Syers remporte la compétition.

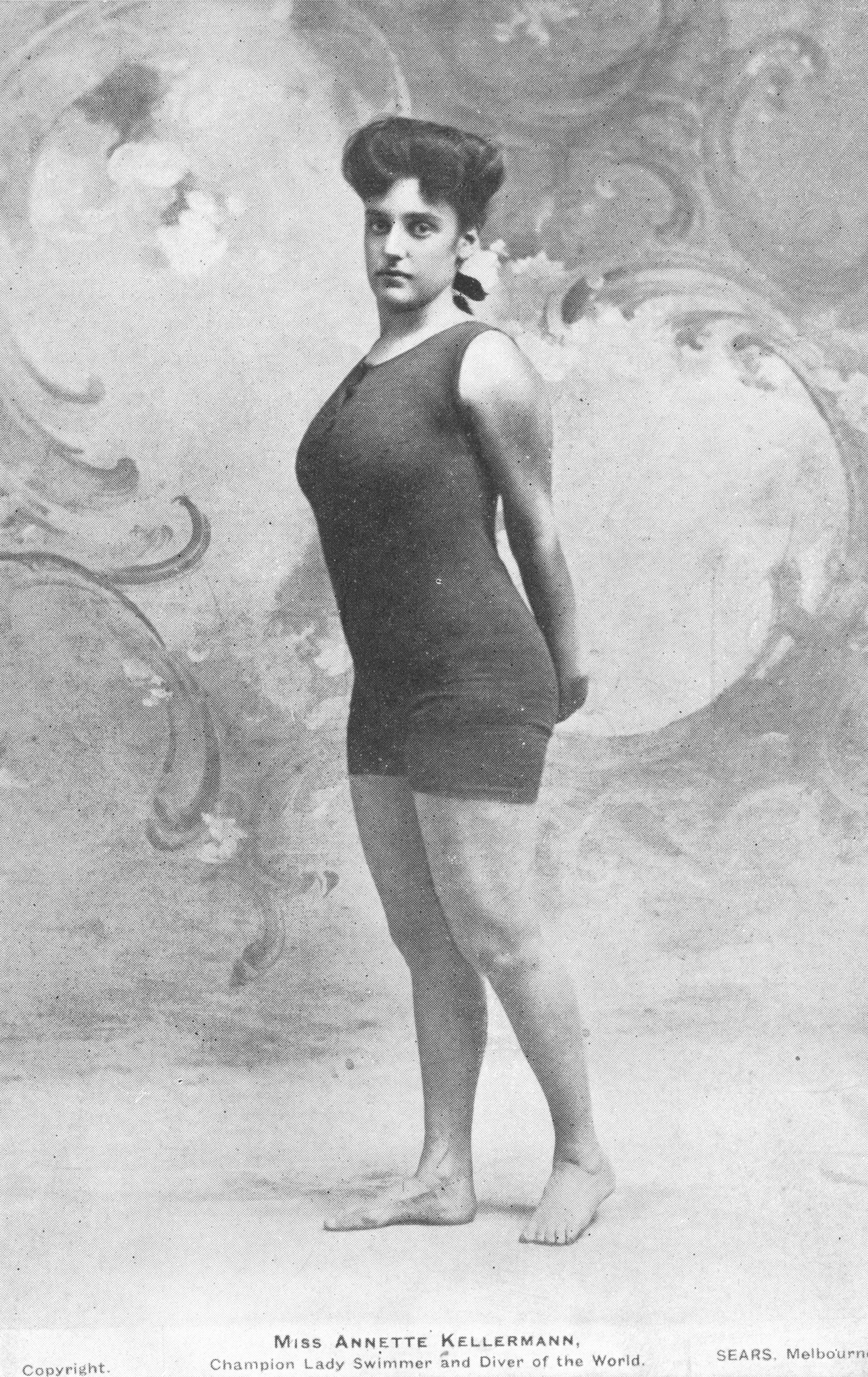
La championne de natation Annette Kellermann dans les années 1900, avec un maillot de bain de sa conception.

En 1903, la Marche des midinettes, une course allant des Tuileries à Nanterre, rassemble plus de 1 000 participantes. La natation est en plein essor, comme l'illustre Annette Kellermann, qui est également à l'origine du maillot de bain une pièce moderne en 1905. En 1926, Gertrude Ederle devient la cinquième personne et première femme à effectuer la traversée de la Manche à la nage, battant le record masculin de plus de deux heures.
En 1912 sont fondés les clubs sportifs français Fémina Sport et En Avant, ainsi que la Fédération féminine française de gymnastique et d'éducation physique. À la même époque, les premières sections féminines de gymnastique apparaissent à Paris, Valenciennes, Le Havre puis Lyon un peu plus tard. L’Union française de gymnastique féminine (UFGF) les fédère lors d'une assemblée tenue à Lyon le 21 avril 1912 et celle-ci est déclarée à la préfecture du Rhône le 21 novembre. Sous la présidence masculine de Monsieur Podestat (puis Amy à partir de 1921) elle comptabilise 80 associations affiliées en 1914.
En 1916, l'Amateur Athletic Union organise le premier championnat féminin des États-Unis de natation.
La principale opposition aux sports féminins à cette époque en Europe vient de l'église catholique, surtout en France, en Italie et en Pologne. Cela retarde son introduction dans les programmes scolaires, ce qui ne ralentit pas vraiment l'expansion de la pratique : en Europe, elle se fait plutôt en clubs privés que dans les paroisses ou établissements scolaires comme aux États-Unis.

#### Première guerre mondiale
La Première Guerre mondiale signe l'émancipation des femmes européennes, qui remplacent les hommes à l'usine et en tirent des nouvelles formes de sociabilité. Elles se mettent notamment à l'athlétisme et au football féminin, presque inexistants jusque-là.

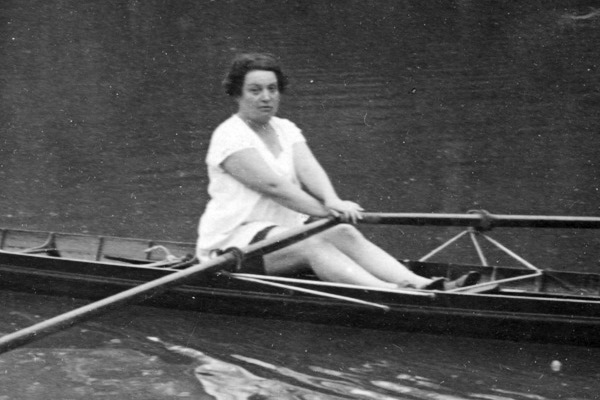
Alice Milliat, sportive française et cofondatrice et présidente de la Fédération des sociétés féminines sportives de France, ici pratiquant l'aviron, vers 1913.

En 1916, Fémina Sport organise un premier championnat de France féminin d'athlétisme. Les compétitions féminines se calquent systématiquement sur les pratiques masculines, tandis que les pratiques en dehors du cadre compétitif peuvent beaucoup plus s'éloigner des cadres conçus pour les hommes, par exemple avec la gymnastique.

Le sport féminin proprement dit se développe au sein de l'Union des sociétés françaises de sports athlétiques (USFSA). À la fin de l'année 1916 deux associations parisiennes, Femina Sports et Académia, fondent une fédération dissidente destinée clairement à contrebalancer l'influence de l'UFGF : la Fédération des sociétés féminines sportives de France (FSFSF). Celle-ci est déclarée officiellement le 18 janvier 1918 et Alice Milliat en devient présidente l'année suivante. À partir de 1921 elle poursuit son chemin sous le sigle simplifié de Fédération féminine sportive de France (FFSF).

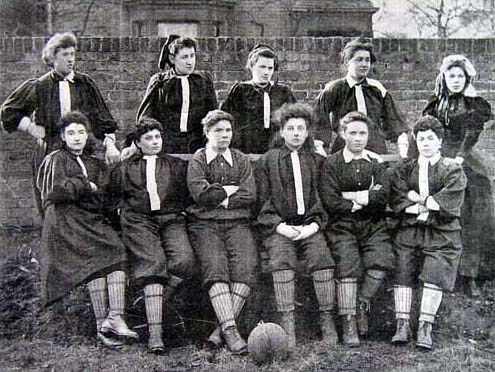
L'équipe de football féminin de North London (Londres Nord), le 23 mars 1895.

En 1894, Nettie Honeyball publie une annonce de recrutement de joueuses dans un journal. Quelques semaines plus tard, une trentaine de femmes montent le British Ladies' Football Club. Le football féminin britannique prend réellement son essor entre 1914 et 1918, alors que la ligue masculine est interrompue : 150 clubs ouvrent leurs portes. En 1917, des rencontres sportives féminines inter-usines sont organisées en France et en Angleterre. Le premier match de football féminin est disputé en France le 30 septembre 1917. Les recettes de la billetterie de leurs matches est reversée à des organismes de bienfaisance. En 1921, le sport est au plus haut, et la Football Association interdit le football féminin pour ne pas faire de la concurrence à la ligue masculine beaucoup moins suivie, jusqu'en 1971.
En avril 1918, des fédérations féminines organisent un cross-country lors duquel les 42 participantes sont vêtues de la même tenue sportive que les hommes. Malgré les critiques trouvant qu'il s'agit d'une tenue indécente, l'événement est soutenu par L'Auto et L'Écho des sports. Anne de Tinguy remporte la compétition.
Le sport catholique féminin s'organise également en France à partir de 1919, avec la création du Rayon sportif féminin, et Marie-Thérèse Eyquem en devient une des grandes figures. Il se structure ensuite rapidement pour devenir une des premières fédérations sportives féminines françaises et revendiquer à la veille de la Seconde Guerre mondiale un effectif de 60 000 gymnastes réparties sur tout le territoire national.
En Amérique du Nord, deux mouvements s'opposent dans les premières décennies du vingtième siècle : le sport féminin perd de son importance dans les instances éducatives d'élite, tandis que la compétition se généralise dans les milieux ouvriers. Cette baisse de popularité dans les universités est en partie causée par plusieurs scandales de corruption dans les établissements et circuits masculins, convaincant les organisatrices que le problème vient du format compétitif ; quelques alternatives naissent, dont des journées du sport avec d'autres écoles lors desquelles les équipes sportives mélangent des étudiantes de plusieurs établissements pour empêcher la concurrence inter-écoles et la recherche de performance à long terme. Les étudiantes elles-mêmes continuent à apprécier les compétitions inter-écoles : en 1924, celles de Wellesley College votent 237 à 33 en faveur de ces concours. Une exception notable à cette baisse de la compétitivité est l'université Tuskegee, dont les étudiantes remportent des concours amateurs ; Alice Coachman remporte les Jeux olympiques en 1948.

#### Fédérations féminines dans les années 1920
Les clubs féminins se multiplient dans les années 1920 : en France, on en compte onze en 1920 et plus d'une centaine deux ans plus tard.
En 1921, les sections féminines qui participent depuis 1917 aux compétitions d'athlétisme de l'USFSA en cours de dissolution se regroupent quelque temps au sein d'une éphémère Fédération féminine française des sports athlétiques (FFFSA) avant de fusionner avec l'UFGF au sein d'une Fédération féminine française de gymnastique et sports (FFFGS) qui devient dans l'année même Fédération féminine française de gymnastique et d'éducation physique (FFFGEP). La Fédération des sociétés féminines sportives de France poursuit son activité sous le sigle simplifié de Fédération féminine sportive de France (FFSF).

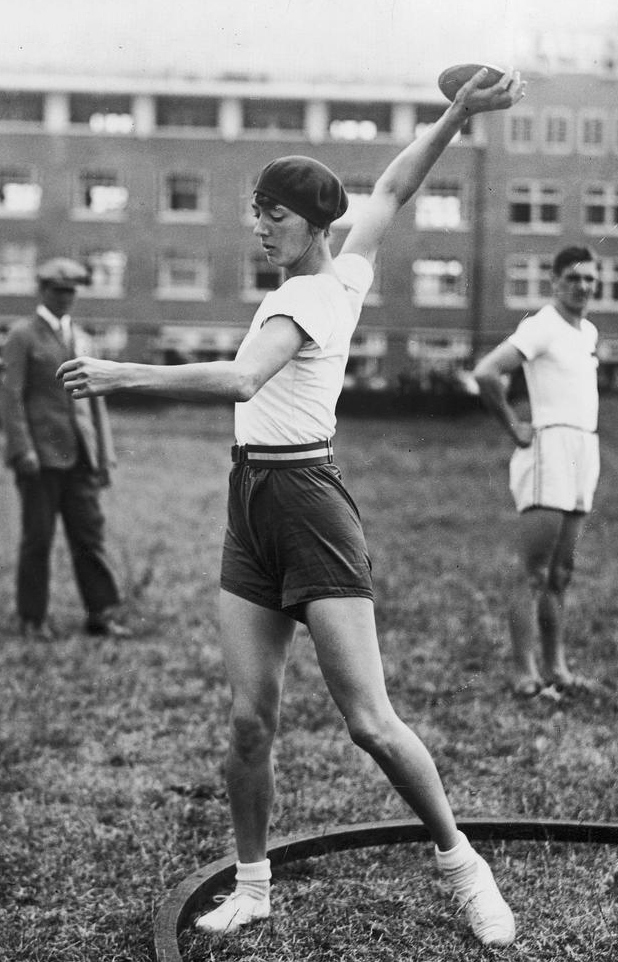
L'athlète polonaise Halina Konopacka aux Jeux olympiques d'Amsterdam en 1928.

Mademoiselle Le Grand, présidente de la FFSF après Alice Milliat, veut faire disparaître la compétition pour encourager une simple activité physique et souhaite minimiser l'athlétisme et le cyclisme, sans grand succès face à l'opposition de Milliat. Cette dernière siège à plusieurs comités de la Fédération internationale d'athlétisme.
En 1920, un meeting international d'éducation physique féminine, connu sous le nom d'Olympiade féminine, a lieu à Monte-Carlo. De 1922 à 1934, sous l'action d'Alice Milliat à la tête de la Fédération sportive féminine internationale qu'elle a créée, des Jeux olympiques féminins sont organisés à quatre reprises. La première édition est organisée en août 1922 au stade Pershing, tout comme la seconde deux ans plus tard. L'édition suivante se tient à Göteborg en août 1926, puis à Prague en 1930.
En 1925, Henri de Baillet-Latour succède à Pierre de Coubertin à la tête du comité international olympique et ouvre les épreuves d'athéltisme aux femmes à partir des Jeux olympiques d'été de 1928, ; toutes disciplines confondues, 9,6% des participants sont des femmes, soit plus du quadruple de l'édition précédente. En athlétisme, cinq épreuves leur sont ouvertes ; elles sont majoritairement remportées par les Canadiennes, en l'absence des Britanniques favorites mondiales qui refusent de se déplacer pour si peu d'épreuves. À ces jeux, une concurrente chute au 800 mètres, ce qui cause une polémique, alors que des journaux exigent la suppression de l'épreuve, jugée trop dure pour des femmes. Cette suppression n'est levée qu'aux Jeux olympiques d'été de 1960.

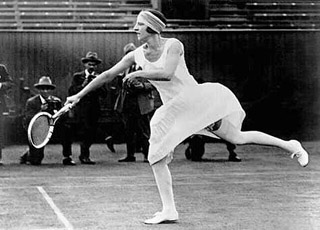
« La divine » Suzanne Lenglen.

La natation est de plus en plus pratiquée également. Gertrude Ederle est la première nageuse à traverser la Manche le 5 août 1926. Suzanne Lenglen change la perception du tennis féminin avec ses performances, poussant aussi à alléger les uniformes sportifs et étant une des premières championnes à jouer chevilles et bras nus.

#### Fédérations mixtes et influences politiques dans les années 1930 et 1940
Sous la pression des instances internationales et notamment anglo-saxonnes, plusieurs fédérations jusque-là masculines s'ouvrent aux femmes à partir des années 1930, dont la natation. Ce moyen de mieux contrôler l'évolution du sport féminin se développe malgré les initiatives d'Alice Milliat et d'autres sportives féministes plutôt que grâce à elles. Ainsi, la Finlande fonde des fédérations mais refuse d'envoyer ses athlètes femmes aux Jeux olympiques de 1928 et 1932, tandis que les Finlandaises envoyées aux Olympiades ouvrières en reviennent avec une panoplie de médailles.

##### Socialisme et communisme

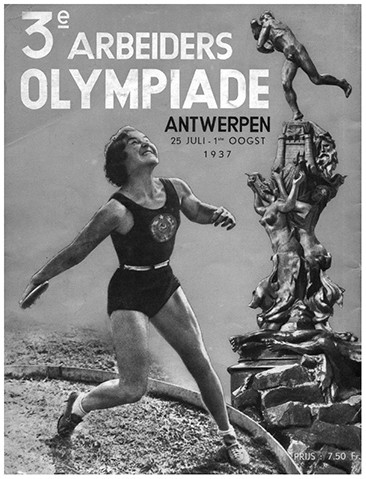
Revue du Comité d’organisation de la 3e Olympiade ouvrière.

En 1893, les socialistes d'Allemagne fondent l'Arbeiter Turnerbund. En 1895, 2% des membres sont des femmes ; en 1912, elles sont 8.9%. Le sport féminin s'effondre avec la montée du nazisme et la fermeture de ces fédérations socialistes. En 1934, sous la République espagnole, la championne Anna Maria Martínez Sagi devient la première femme dirigeante d'un grand club de football européen, le FC Barcelone. En France, l'arrivée du Front populaire au pouvoir marque une démocratisation des loisirs sportifs en ville, à la mer et à la montagne. De nombreuses organisations de travailleurs incluent des sections sportives mixte ou féminines partout en Europe, et elles restent rares en Amérique du Nord. En 1937, les Olympiades ouvrières se tiennent à Anvers et l'affiche de la compétition représente une lanceuse de disque, alors même que le comité international olympique hésite encore à accepter les femmes en athlétisme.
Après la révolution russe, le gouvernement bolchevique souhaite créer l'homme socialiste parfait. Il développe rapidement un programme sportif très large. Le 7 mai 1918, le gouvernement crée le Vsevobuch, le bureau de la supervision de l'éducation physique, qui est remplacé en 1923 par le conseil suprême de l'éducation physique. À ses débuts, le sport est mis en avant, mais pas la compétition, considérée comme une illustration du laissez-faire et de la concurrence capitalist. En 1928, sous la pression populaire, le gouvernement organise les premières Spartakiades, une alternative socialiste mixte aux Jeux olympiques, et en 1931, le pays suit l'exemple allemand jusqu'à créer le titre de Maître émérite du sport de l'URSS et distribue d'importantes primes aux athlètes qui s'illustrent sur la scène internationale.

##### Entreprises
Aux États-Unis, le sport est plutôt organisé par des entreprises. Le Chicago Evening American organise des tournois de bowling très populaires chez les ouvrières, tandis que la Philadelphia Tribune sponsorise une équipe de joueuses noires de basketball dans laquelle évolue Ora Washington, sept fois championne nationale entre 1929 et 1935. 38.3% des entreprises américaines ont des clubs de sports pour leurs employés en 1940. Les équipes féminines jouent généralement au bowling et au softball, ainsi qu'au tennis dans 10% des programmes. Mildred Didrikson Zaharias s'illustre dans le club d'une entreprise d'assurances à Dallas avant de rejoindre le circuit international et de remporter les Jeux olympiques de 1932.

##### Fascismes
Dans les années 1920 et 1930, Benito Mussolini encourage la pratique sportive du peuple italien. Les garçons participent à de nombreuses compétitions à partir de 1934, tandis que les jeunes filles sont éloignées de la compétition mais encouragées à pratiquer la danse, la natation, la gymnastique et le tir à l'arc. Des concours nationaux existent malgré l'opposition de l'église catholique, mais l'activité est surtout présentée comme une façon de produire des enfants plus robustes. En compétition internationale, les femmes perdent moins à rater une compétition qu'à perdre leur dignité et leur beauté en essayant trop de gagner. Dans les rares cas où elles obtiennent d'excellents résultats, comme aux Jeux féminins de Prague en 1930, elles sont photographiées pour célébrer la beauté italienne plutôt que leur victoire. L'Italie fasciste n'envoie aucune femme aux Jeux olympiques d'été de 1932.
Dans les années 1910, les Nazis affirment que le sport est trop universel et les performances ne reposent pas assez sur la pureté du sang de l'athlète, qu'il n'est pas une expression du peuple germanique mais une invention internationale, et que le concept de compétition est trop individualiste. Ces arguments disparaissent rapidement lorsqu'il devient évident qu'ils sont aussi un outil de nationalisme et participent au soft power d'un pays ; en 1933, Adolf Hitler est l'invité d'honneur des championnats nationaux de gymnastique. Là encore, l'activité sportive est mise au service de la maternité sur un modèle directement inspiré de celui de Sparte. Les sportives allemandes écrasent leurs compétitrices françaises et britanniques aux Jeux féminins de 1930 et 1934. Aux Jeux olympiques d'été de 1936, les Allemands autorisent Helene Mayer à concourir alors qu'elle est à moitié juive et vit aux États-Unis, mais l'interdisent à Gretel Bergmann, détentrice du record national de saut en hauteur et elle aussi juive, mais brune aux yeux foncés.

En France, sous le régime de Vichy, les tournois de football féminin et compétitions de cyclisme sont interdits à partir de 1941.

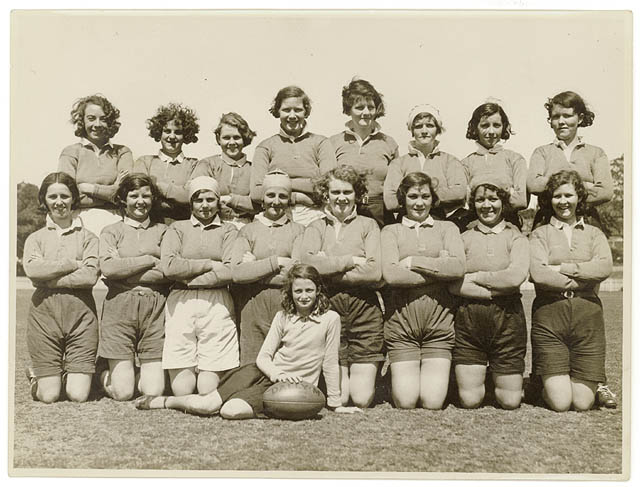
Équipe de rugby féminin, Nouvelle-Galles du Sud, Australie, vers 1930.
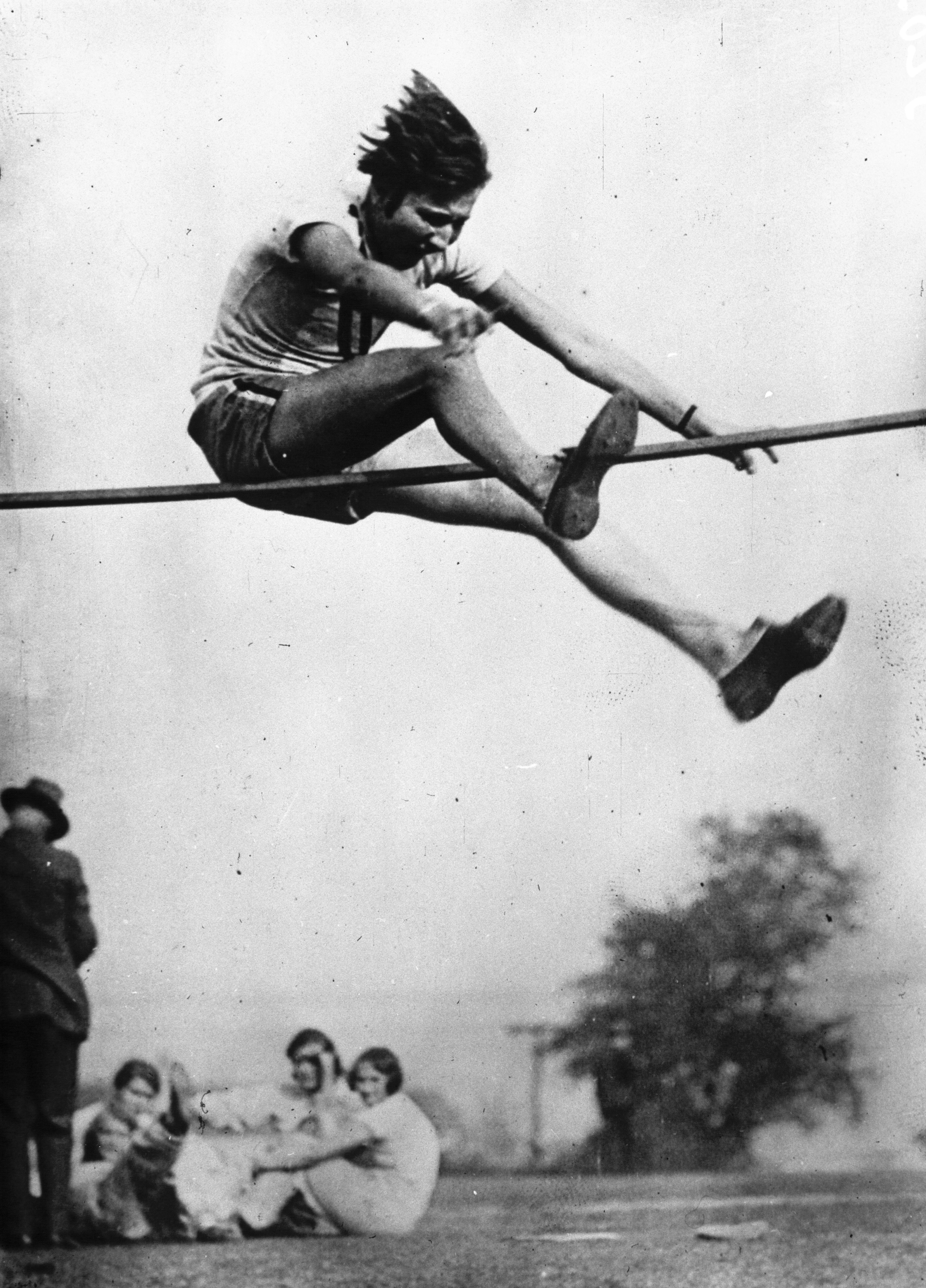
La championne de saut en hauteur américaine Jean Shiley aux Jeux olympiques de 1932.
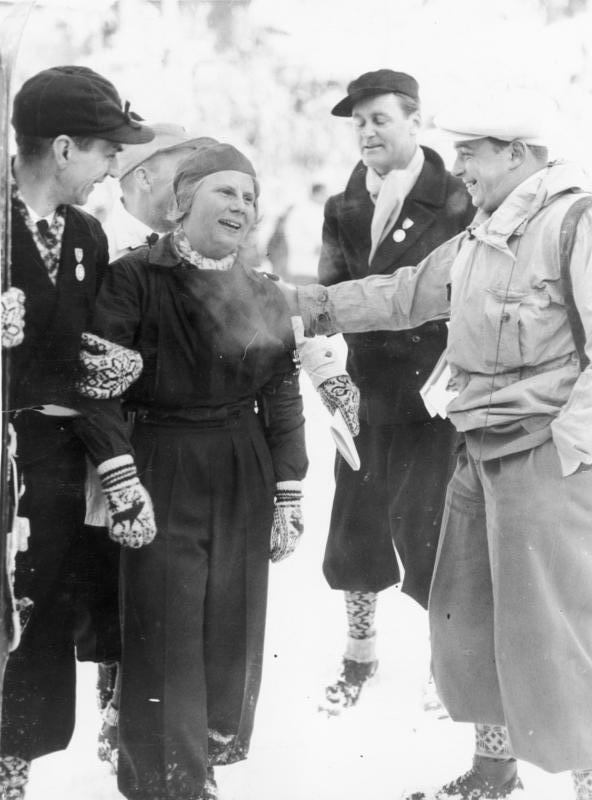
La sportive norvégienne Laila Schou Nilsen lors des Jeux olympiques d'hiver de 1936, où elle remporta une médaille de bronze en combiné (ski alpin).
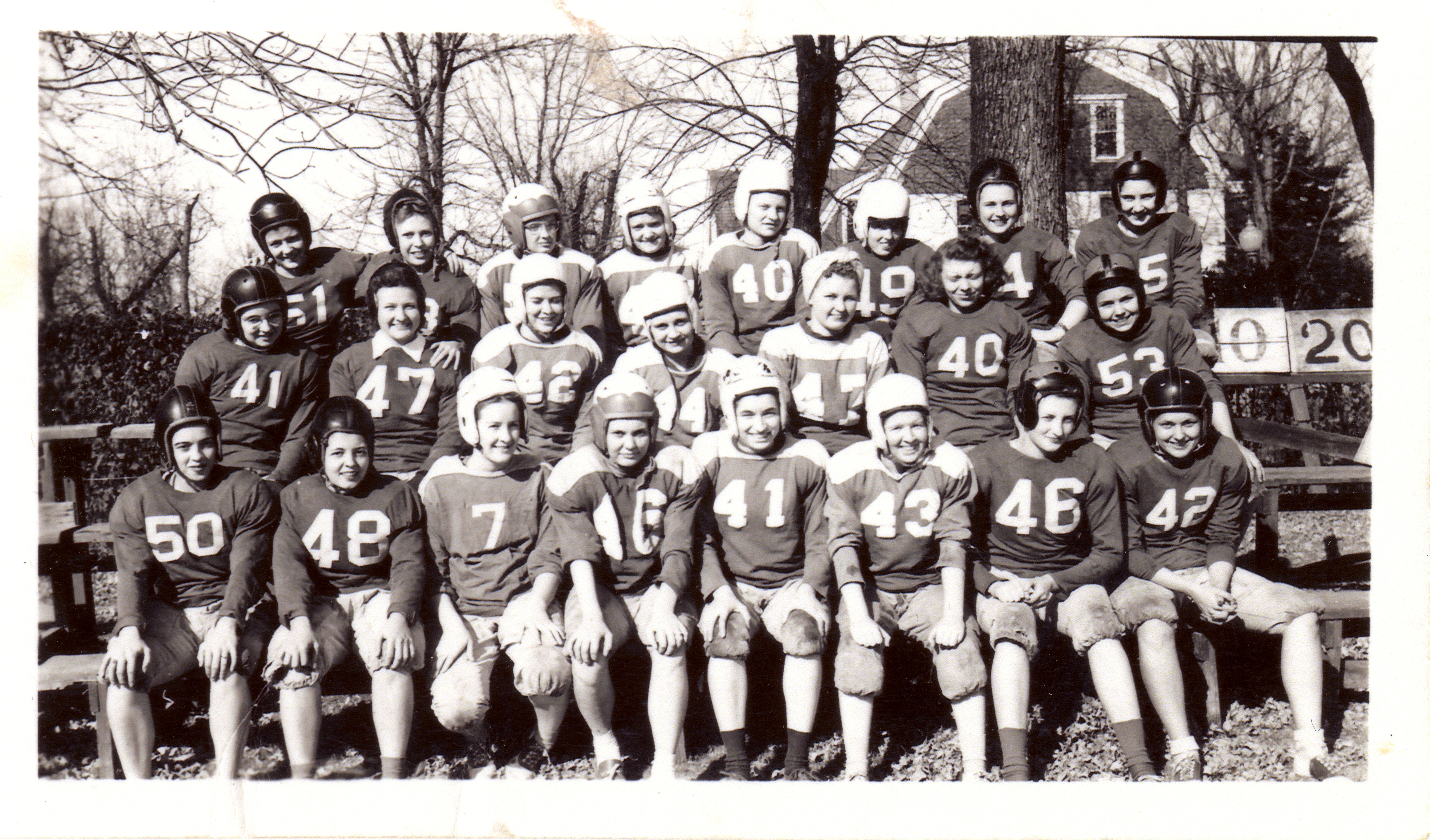
Une équipe féminine de football américain, 1945.

### Seconde moitié duXXesiècleet naissance du sport de haut niveau

#### Approches du bloc communiste
L'arrivée de l'URSS dans l'Association internationale des fédérations d’athlétisme en 1947 marque un rapide développement des épreuves féminines, le pays étant très en avance au niveau du sport féminin sur les pouvoirs occidentaux historiques. Cette avance lui vient en particulier d'un accès facile à la professionnalisation.
Dès la première participation de l'URSS aux Jeux olympiques, en 1952, le conseil sportif national ne fait aucun mystère de son objectif : montrer la supériorité athlétique des soviétiques sur celle des capitalistes. Tous les lieux de travail et d'éducation en URSS ont des clubs sportifs, dont certains plus importants que d'autres : Dinamo, le club de la police secrète et des garde-frontières, représente le tiers de l'équipe nationale aux Jeux olympiques d'été de 1972, dont Lyudmila Turishcheva. Au niveau national et international, les femmes ont exactement le même traitement que les hommes, mais en loisirs et à bas niveau, elles restent sous-représentées dans les clubs, notamment dans les républiques soviétiques à majorité musulmane.
D'autres pays du bloc communiste adoptent des approches très différentes. En Pologne, le gouvernement affirme que la pratique physique féminine devrait se cocnentrer sur « une bonne performance technique et des facteurs liés à la beauté » plutôt que sur la compétition et les records. L'approche hongroise est similaire, tandis que l'Allemagne de l'Est se targue d'avoir une culture physique égalitaire : les femmes est-allemandes sont celles qui remportent plus de médailles olympiques et mondiales malgré la population limitée du pays.

En Chine, les premiers grands succès sportrifs arrivent au début des années 1980 après la mort de nombreuses athlètes pendant la révolution culturelle. La première victoire internationale significative du pays est une médaille d'or à la Coupe du monde féminine de volley-ball 1981. La Chine devient rapidement leader dans les sports féminins, surtout aux Jeux olympiques, ; les femmes remportent environ 60% des médailles olympiques chinoises entre 2000 et 2016.

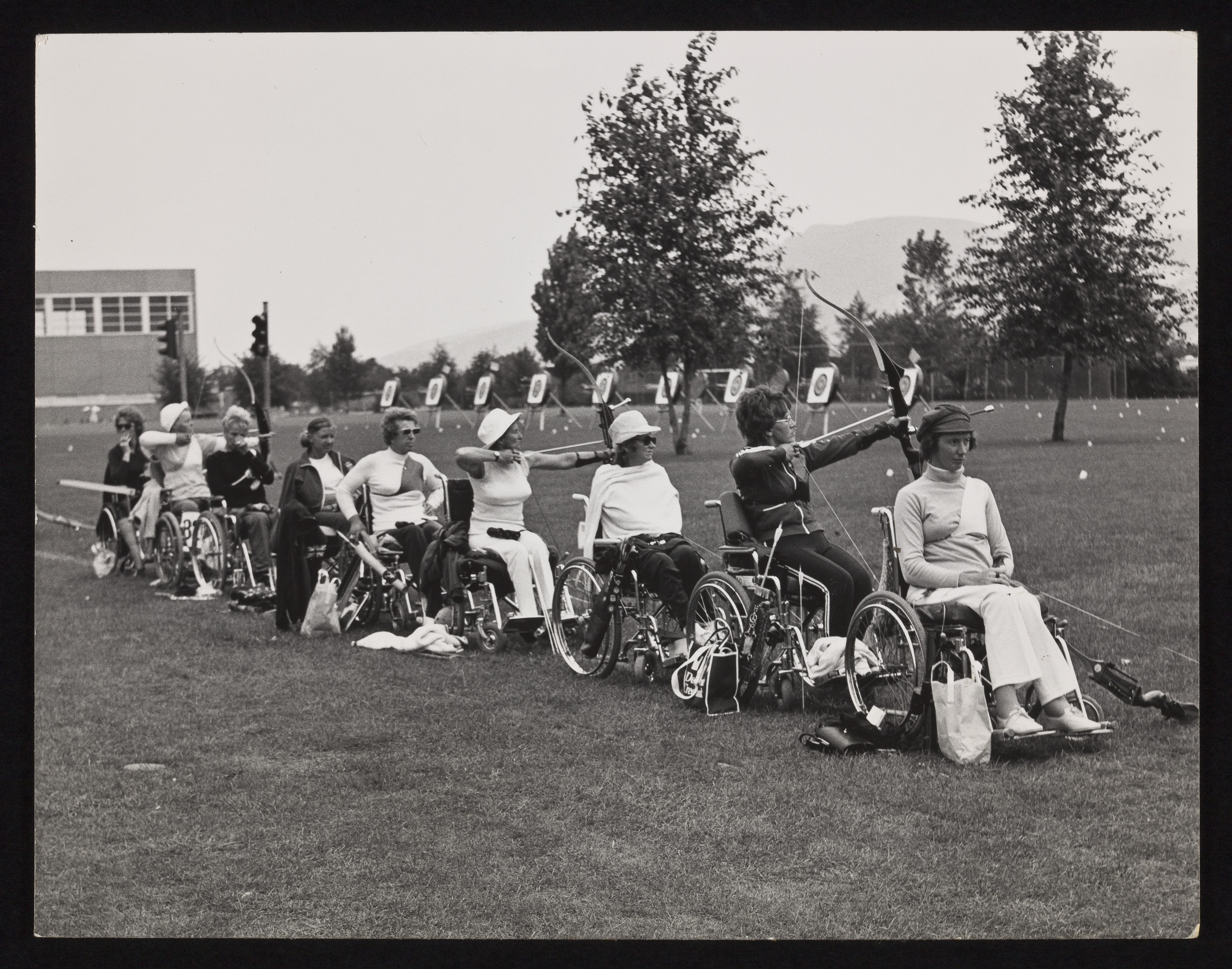
Carte postale présentant des sportives en fauteuil roulant pratiquant le tir à l'arc.

#### Démocratisation du sport féminin dans le bloc capitaliste
Après la seconde guerre mondiale, de nombreuses infrastructures sportives ont été détruites en Europe de l'Ouest et leur reconstruction n'est pas une priorité. Les sports en souffrent, et les ressources limitées continuent à être largement attribuées aux hommes. En parallèle, la pratique explose aux États-Unis, où les infrastructures sont intactes et où les femmes ont beaucoup gagné en autonomie lors de l'effort de guerre et de l'absence de leurs maris.
Dans les années 1960, le nombre de licenciées augmente très rapidement en France et le public des grands centres d'entraînement sportifs comme l'INSEP se féminise. Cela est dû en partie au fait que l'éducation physique devient sportive et obligatoire jusqu'à 16 ans.
En 1950, Althea Gibson devient la première femme noire à participer à l'US Open de tennis. Après sa carrière en tennis, elle se met au golf où elle devient la première personne non-blanche à participer au LPGA Tour en 1964. En 1953, Toni Stone (en) est la première femme en Negro League. En 1969, Diane Crump (en) est la première femme jockey dans une course de pari mutuel ; elle doit s'y rendre sous escorte policière.

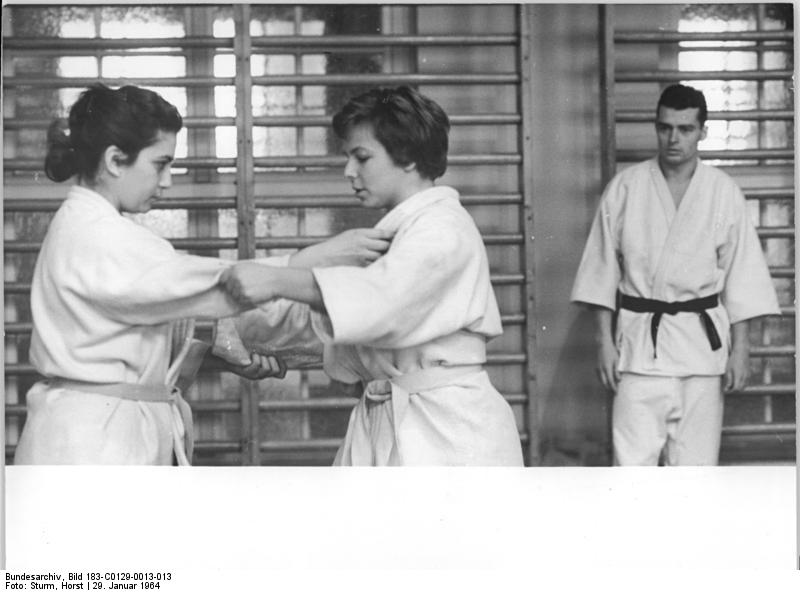
Entraînement de judo à Leipzig en 1964.

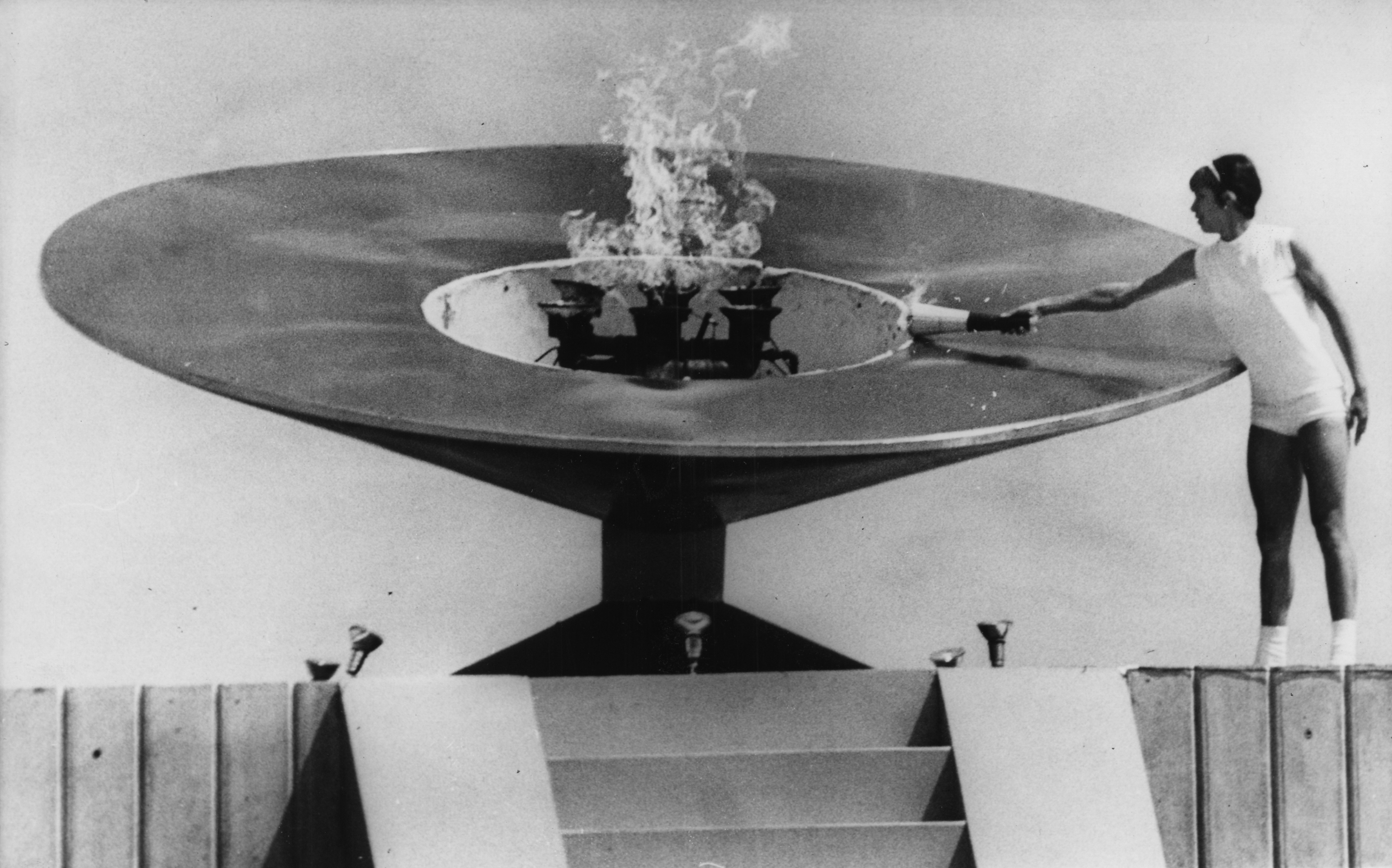
En 1968, Enriqueta Basilio devient la première femme à allumer la vasque olympique.

En avril 1967, Kathrine Switzer participe au marathon de Boston. Elle est la première femme à participer et la compétition n'a aucune règle interdisant formellement les femmes, la possibilité n'ayant pas été envisagée. Elle s'inscrit sous le nom K. Switzer afin de ne pas être reconnue comme femme avant le départ de la course. De nombreux autres participants l'encouragent au début de la course et elle court avec son petit ami. Quelques kilomètres plus loin, l'organisateur de la compétition Jock Semple la remarque et tente de lui arracher son dossard. Elle parvient à terminer la course. Plus tard, elle affirme y avoir été forcée par le fait qu'un abandon ferait d'autant plus reculer la cause des femmes dans le sport. Le même jour, Bobbi Gibb participe à la course ; elle finit une heure devant Switzer, sans encombre. Après la compétition, les femmes sont formellement interdites de participation jusqu'à la création d'un marathon féminin parallèle en 1972.
Billie Jean King remporte neuf tournois majeurs de tennis entre 1966 et 1975. Elle milite activement pour l'égalité des sexes dans le sport, y compris lors de la bataille des sexes très médiatisée en 1973. La même année, elle fonde avec d'autres joueuses le WTA Tour.

#### Titre IX
Le 23 juin 1972, le Titre IX est adopté aux États-Unis. Il interdit la discrimination sexiste dans le système éducatif et dans toute organisation recevant des fonds fédéraux sous peine de perdre cette source de financement ; cela signifie que toute équipe masculine d'un sport doit avoir un pendant féminin. Cette avancée permet le développement de compétitions sportives féminines dans les universités américaines. De 1971 à 1975, le nombre de lycéennes inscrites à une activité sportive aux États-Unis passe de 250 776 tous sports confondus à 405 000 uniquement en basket-ball. L'augmentation est encore plus visible dans le milieu universitaire, avec la création de la Women's National Basketball Association et de la National Women's Soccer League.
La mesure est poussée par l'Organisation nationale pour les femmes. Cette dernière écrit en 1974 s'opposer à toute régulation qui ne vise pas à l'intégration à long terme des femmes et des hommes dans les mêmes compétitions, soutenant la séparation des sexes comme mesure temporaire le temps qu'une culture sportive équivalente à celle des hommes s'installe chez les femmes. Un mémo du département de la santé encourage l'année suivante les équipes séparées par sexe, estimant qu'elles encouragent la participation féminine.

#### Années 1980 et 1990
En France, la dernière fédération sportive à accepter les femmes est celle de la boxe en 1986, tandis que l'année suivante, la Fédération française d'athlétisme autorise les femmes à participer au saut à la perche, au lancer de marteau, au triple saut et au 3 000 mètres steeple.
La proportion des femmes aux olympiades augmente. Elle passe de 2 % du total des athlètes en 1912 à 30 % en 1992. À ces Jeux olympiques, 35 délégations ne comptent aucune femme. En 1996, on en compte 26, puis huit aux Jeux olympiques de 2000. À partir des années 1980, le rythme d'ajout d'épreuves féminines augmente rapidement.
Deux ans plus tard naît l'International working group on women and sport, fondé par 280 personnes de 82 pays à la déclaration de Brighton.
En 1997 naît la Women's National Basketball Association, qui est en 2017 la ligue professionnelle la plus pérenne de l'histoire du sport féminin.
En 2001, Jutta Kleinschmidt remporte le Paris-Dakar, mythique rallye-raid automobile,. En 2008, le Qatar, l'Arabie saoudite et Brunei sont les trois délégations olympiques à ne jamais avoir envoyé de femme aux Jeux olympiques.

### Parité discutée

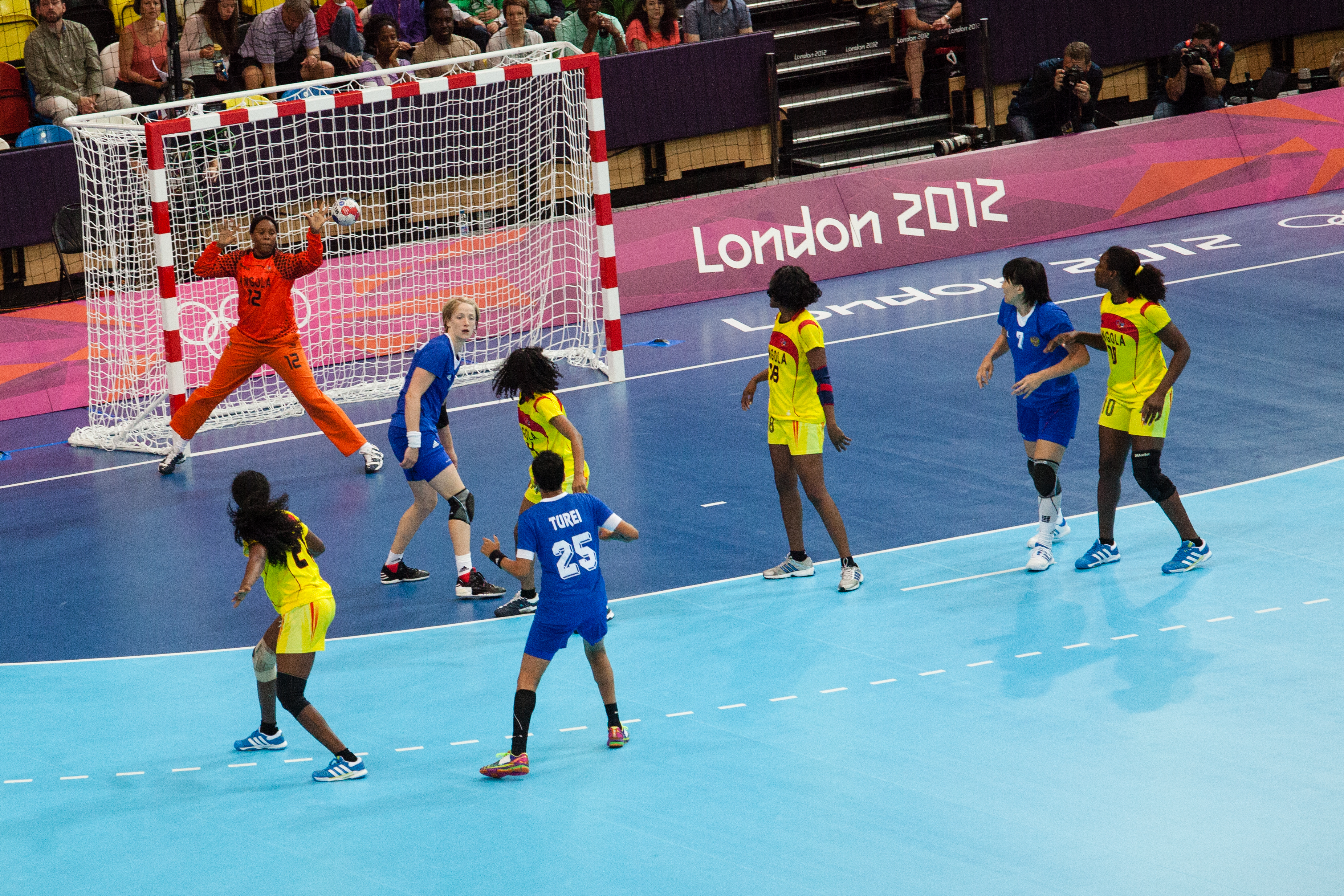
Match de handball féminin aux Jeux Olympiques de 2012.

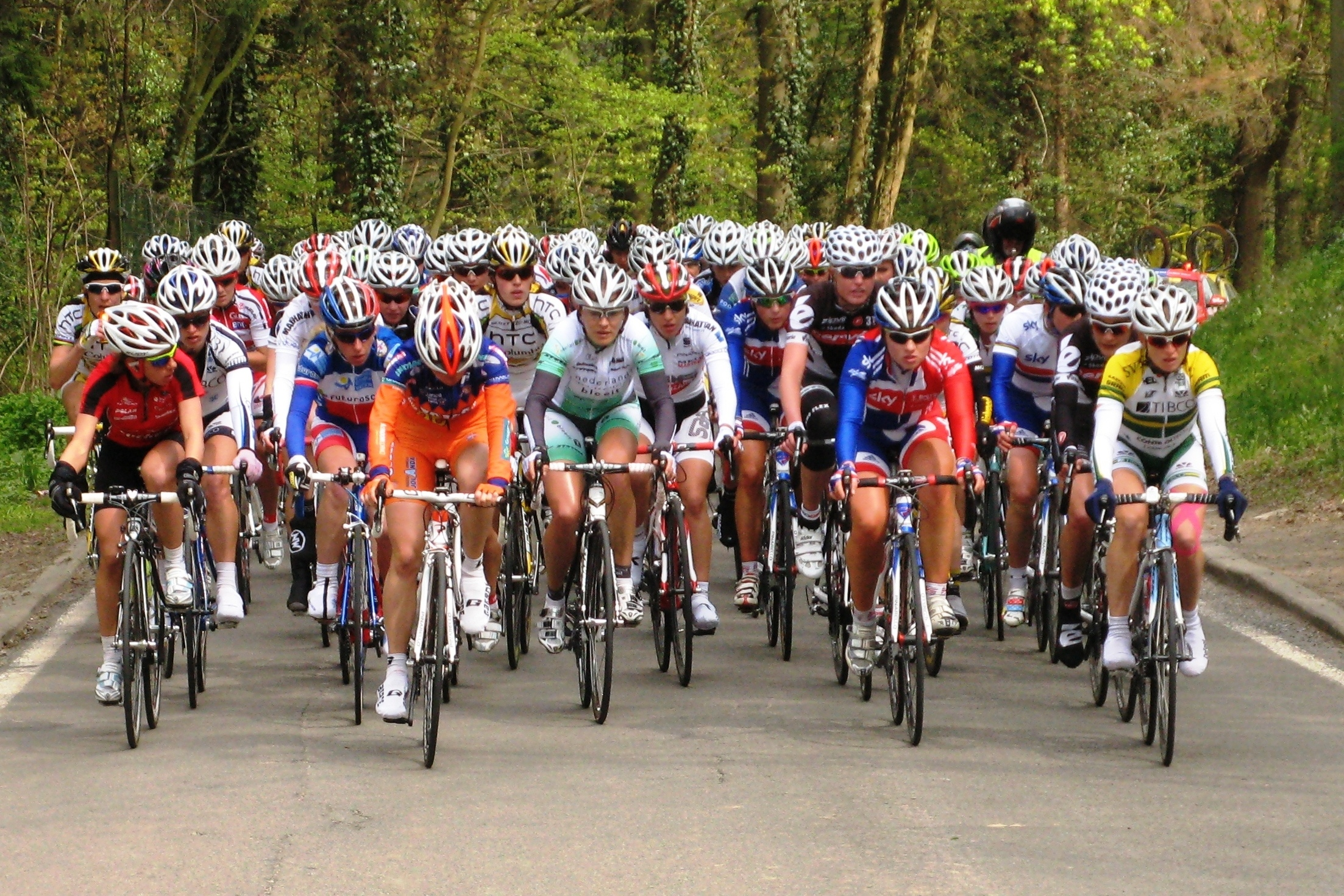
Le peloton des dames lors de La Flèche Wallonne féminine 2010 dans la côte de Ben Ahin.

Les Jeux olympiques de 2012 à Londres sont les premiers à comporter des épreuves de boxe féminine. Les sports féminins y sont de plus 50% des épreuves aux meilleures audiences. Il faut attendre les Jeux olympiques d'hiver de 2014 à Sotchi pour voir les femmes admises au concours olympique de saut à ski, 90 ans après le premier concours olympique masculin à Chamonix en 1924.
En 2014, Kacy Catanzaro est la première participante d'American Ninja Warrior à terminer le circuit, conçu pour favoriser le haut du corps, souvent plus développé chez les hommes, et la grande taille. Le système est mis à jour en 2018 pour imposer un quota de femmes qualifiées à chaque étape, ce qui est considéré comme positif pour certaines compétitrice et décrié par d'autres qui estiment que leur mérite est moins évident, d'autant plus que de plus en plus de femmes parviennent à se qualifier de façon classique. Toujours en 2014, Mo'ne Davis fait la Une de Sports Illustrated. À 13 ans, elle est la première membre de la très masculine Little League Baseball à faire la Une du magazine.
Aux États-Unis, le match féminin le plus regardé de l'histoire est la finale de la Coupe du monde féminine de football 2015, remportée par l'équipe américaine, avec 26,7 millions de téléspectateurs. La même année, Sports Illustrated nomme Ronda Rousey, championne olympique de judo et pratiquante d'arts martiaux mixtes, athlète de l'année.
En 2016, le Conseil de l'Europe fait de la féminisation des instances dirigeantes un principe de bonne gouvernance. Le président des Jeux olympiques de 2021 Yoshirō Mori est poussé à la démission après avoir dit que « les CA avec beaucoup de femmes prennent beaucoup de temps » et qu'il faut limiter leur temps de parole. Les Jeux olympiques de 2024 à Paris sont les premiers au cours desquels autant de femmes que d'hommes participent,.

## Accès des filles et femmes au sport

### Socialisation genrée
Pour des enfants de 5 à 6 ans, les jouets sportifs comme les vélos, cordes à sauter ou patinettes de roller sont déjà un marqueur de genre. De nombreuses différences existent, entre autres dans le choix des couleurs, la présence d'une décoration avec le visage d'un personnage genré, la présence d'accessoires (oreilles de lapin sur les poignées d'une corde à sauter par exemple). En maternelle, les garçons reconnaissent mieux les objets sportifs que les filles et sont plus précis dans la domination des sports : les garçons reconnaissent un ballon de rugby tandis que les filles voient un ballon, et ils sont plus susceptibles d'identifier correctement un club de golf. Tout cela témoigne d'une socialisation précoce des jouets et des sports.
Les enfants garçons participent par ailleurs plus aux activités sportives, non parce qu'ils ont des meilleures performances mais parce qu'ils croient en avoir ; cette confiance en eux peut leur donner des meilleures performances. Chez des enfants de huit à dix ans pratiquant la natation en milieu mixte, les performances sont les mêmes, mais les filles et garçons adoptent des comportements genrés : ainsi, des garçons peuvent se plaindre par principe de jouer contre des filles tout en admettant que certaines soient plus rapides qu'eux.
Historiquement, chez les garçons, la pratique sportive fait partie d'un rite de passage à l'adolescence, tandis que les jeunes filles ont tendance à abandonner leur activité à la puberté.

### Séparation des sexes

#### Séparation des sexes en compétition

##### Historique
Dans l'entre-deux-guerres, certaines compétitions de bobsleigh imposent la présence d'au moins une femme dans toute équipe de quatre bobeurs.
Durant les Jeux olympiques de Barcelone en 1992, l'épreuve de skeet (tir sportif) voit la victoire de la chinoise Zhang Shan. Ces Jeux olympiques sont également les derniers qui accueillent une épreuve de tir mixte,, la fédération internationale décidant de séparer les sexes dès l'année suivante. Cette évolution est vue par des historiennes du sport comme une réponse directe à la victoire d'une femme.
En 1974, dans le cadre du Titre IX, l'Organisation nationale pour les femmes soutient la séparation des sexes uniquement comme mesure temporaire le temps qu'une culture sportive équivalente à celle des hommes s'installe chez les femmes. Un mémo du département de la santé encourage l'année suivante les équipes séparées par sexe, estimant qu'elles encouragent la participation féminine, comme l'a préconisé Alice Milliat au début du siècle.

##### Situation dans les années 2020
La compétition sépare le plus souvent les sexes. Certaines disciplines ne s'adressent qu'aux hommes ou qu'aux femmes, et certains pays interdisent aux femmes de pratiquer un sport compétitif. De nombreux sports séparent les filles et garçons dès le plus jeune âge, différenciant leur socialisation à l'enfance. Pourtant, les capacités des enfants sont identiques jusqu'à la puberté, autour de douze ans. Cette séparation se fait y compris sur les sports non compétitifs et à bas niveau, là où il n'y a pas d'enjeu économique ou de mérite qui pourrait expliquer cette différence.
Quelques sports considérés comme purement féminins sont ouverts aux hommes. Ils ont par exemple le droit de participer à la gymnastique rythmique, ce qui reste extrêmement rare : le seul pays où les compétitions masculines existent en 2017 est le Japon. De même, les équipes de natation artistique deviennent officiellement mixtes pour les Jeux olympiques d'été de 2024, mais aucun homme ne participe à la compétition.
Les compétitions non-mixtes dans des sports mixtes comme l'athlétisme peuvent viser à augmenter la visibilité des femmes, en s'assurant qu'elles ne sont pas cachées par les performances masculines. Elles sont cependant parfois accusées de faire reculer la parité dans les compétitions ouvertes à tout le monde plutôt que d'encourager le sport féminin à proprement parler, bien que ce ne soit pas un argument appuyé par des études ou des chiffres.

#### Règles adaptées à la version féminine
Les compétitions sportives sont parfois adaptées à la morphologie féminine.

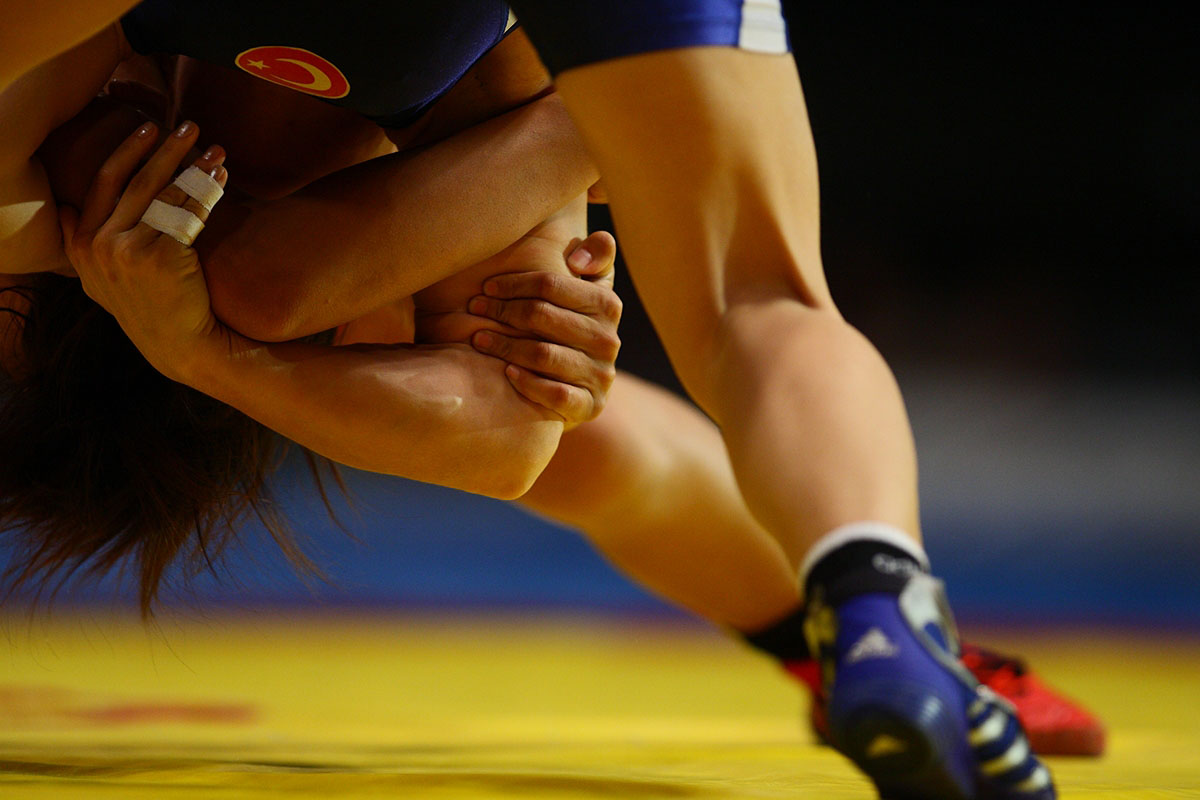
Championnat du monde de lutte, exclusivement féminin, en 2008.

En basket-ball féminin, le ballon est de taille 6 (avec une circonférence de 72,5 cm), alors que taille 7 est utilisée dans les compétitions masculines (circonférence de 75 centimètres). Le ballon de handball est également plus petit. Au tennis, les matchs sont joués en général en deux sets gagnants au lieu de trois. En 400 mètres haies, les barres sont 15 centimètres en dessous de celles des hommes, tandis que les femmes disputent le 100 mètres haies pour 110 mètres pour les hommes. En tir sportif, les épreuves disponibles sont moins nombreuses et différenciées entre femmes et hommes au nombre de coups ou de cibles. En boxe, les juges tendent à décider de la victoire plus souvent et à moins attendre le K-O que chez les hommes, rendant les résultats plus subjectifs.
En gymnastique, si la discipline est officiellement mixte, les épreuves ne sont pas les mêmes entre les genres et chaque engin privilégie des traits physiologies plutôt masculins ou féminins. Par exemple, les femmes au centre de gravité plus bas en raison de leur plus petite taille s'affrontent sur la poutre, tandis que les hommes qui ont plus de force dans le haut du corps participent à l'épreuve des anneaux. En dehors de ces changements dus à la physionomie des sportifs, d'autres règlements s'appliquent : les femmes doivent par exemple faire leur épreuve du sol avec de la musique et d'inclure des mouvements de danse qui font partie du barème final, tandis que les hommes n'ont pas de musique et peuvent se concentrer sur leurs figures acrobatiques.
En patinage artistique, les hommes sont traditionnellement plutôt évalués sur leurs sauts et les femmes sur leur grâce et leur chorégraphie. Ce modèle change au XXIe siècle, alors que les femmes font des sauts de plus en plus difficiles et que le barème repose plus lourdement qu'avant sur la chorégraphie et les costumes pour les hommes.
Pour la chercheuse indépendante Pauline Londeix, si elle peut être moins rapide que les chez les hommes, la pratique féminine du football peut être plus plaisante par un jeu offensif recourant plus aux passes et aux combinaisaisons, tout comme pour le football américain, le flag football est plus comparativement soucieux de l'intégrité physique et limitant les placages et les contacts tout en valorisant « les feintes de corps, les interceptions, la réactivité et l’explosivité, l'anticipation et la tactique ».

### Critiques de la séparation des sexes
La création de compétitions féminines au début du XXe siècle, plutôt que l'acceptation de femmes dans les disciplines, peut avoir transformé la nature de ces sports. Le patinage artistique est un exemple clair des conséquences de cette ségrégation : le système de scores est basé essentiellement sur les sauts, qui désavantagent les femmes. Or, à la création du sport, les sauts ne sont pas un facteur essentiel. La journaliste Katie Barnes suggère que ne pas ségréguer les genres aurait créé un barême différent et plus équilibré, tandis que le système adopté en 1905 pousse à un système identique dans les deux catégories, mais qui favorise les hommes dans l'absolu.
Il existe des sports où les femmes peuvent avoir des performances au moins égales aux hommes. Ainsi, les femmes sont avantagées sur de longs efforts comme en ultra-trail, ce qu'on voit quand Jasmin Paris bat le record masculin d'un ultra-trail de 420 kilomètres en 2019.
D'autres solutions sont possibles, comme le relais mixte ou les doubles mixtes. Une autre solution est la constitution d'équipes dans lesquelles plusieurs rôles coexistent : c'est le cas en cheerleading par exemple, où les hommes sont plutôt porteurs et les femmes plutôt voltigeuses. C'est aussi un avantage en aviron, où une personne du sexe opposé peut mener un bateau à partir de mars 2017. C'est un avantage dans les équipes masculines qui recrutent une barreuse plus légère que les rameurs, mais aussi dans les équipes féminines, l'équipe d'aviron à huit néo-zélandaise remportant la coupe du monde 2017 avec un barreur.

### Personnes trans et intersexes dans le sport

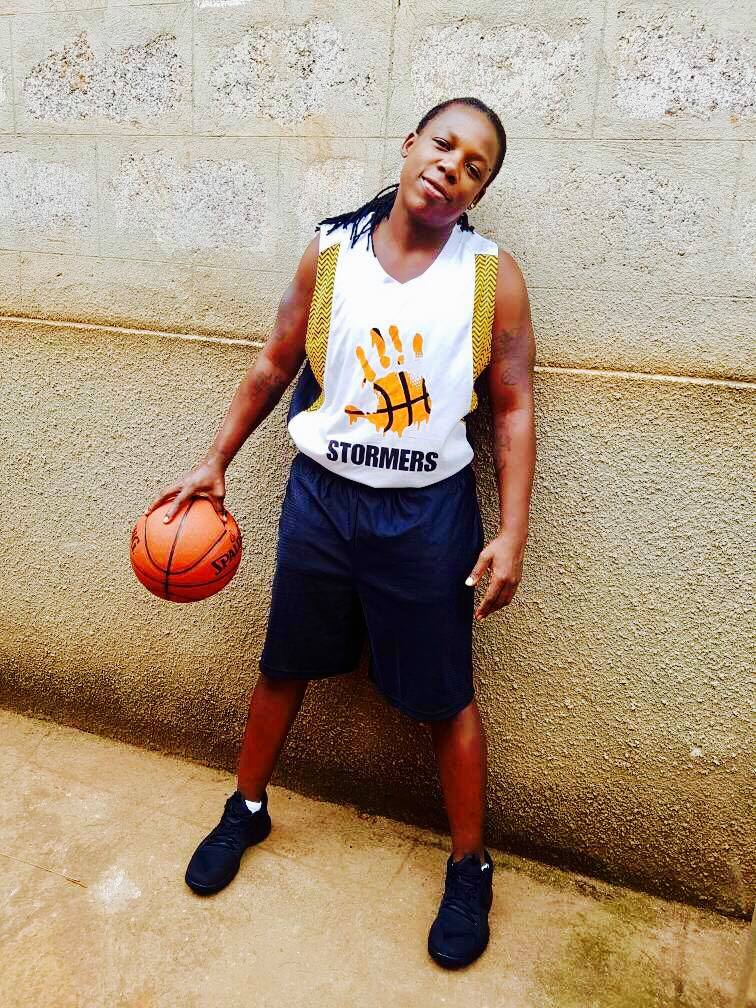
Jay Mulucha, homme trans ougandais jouant en ligue féminine.

L'inclusion des personnes trans dans le sport est traitée différemment selon le sport concerné et la fédération internationale dont il relève.
Les opposants soutiennent que les femmes transgenres ont un avantage injuste sur les autres femmes dans les sports de compétition et peuvent les mettre en danger en raison des différences sexuelles dans la physiologie humaine, et que ces différences ne sont pas suffisamment inversées par les transitions hormonales. Les défenseurs des athlètes transgenres soutiennent que les bloqueurs de puberté et les œstrogènes prescrits par un médecin suppriment les niveaux de testostérone et réduisent la masse musculaire des femmes transgenres, réduisant ainsi les éventuels avantages concurrentiels,.
Les méta-analyses montrent un manque d'études pour statuer sur les performances dans le sport entre personnes transgenre et cisgenre. Les auteurs révèlent l'hétérogénéité des conclusions et indiquent des résultats non concluants,,. Les quelques études menées semblent montrer que les différences de genre assignées à la naissance ont un impact différent selon les sports pratiqués.
L'environnement est considéré comme inconfortable et peu inclusif pour les personnes transgenres ainsi qu'une inadéquation des réglementations sportives aux besoins des personnes transgenres,. De manière générale, le sport, en particulier les sports pour les jeunes, a un effet positif sur le sentiment d'appartenance, le bien-être et la socialisation. Ainsi des hommes trans choisissent de pratiquer la musculation afin de redessiner leur corps et conforter leur genre. L'American Medical Association déclare que la législation interdisant aux femmes trans de pratiquer des sports féminins nuit à la santé mentale des personnes transgenres.
En compétition, les règlements des fédérations s'appliquent de la même façon aux personnes transgenres et aux personnes intersexes. Le cas récent le plus connu est celui de l'athlète sud-africaine Caster Semenya, qui subit sa première suspension en 2010 et dont le cas est encore en cours de traitement en novembre 2023.
Les tests de féminité apparaissent dans les années 1970 en réponse au dopage systématique à la testostérone ou aux stéroïdes anabolisants dans les pays de l'Est et sont abolis aux Jeux olympiques d'été de 2000, considérés comme trop chers, peu fiables et néfastes pour les sportives. Les partisans de ces réglementations les considèrent comme nécessaires pour assurer une concurrence loyale et la sécurité des femmes,,. Les opposants ont critiqué ces réglementations comme étant discriminatoires à l'égard des femmes transgenres et intersexes, affectant de manière disproportionnée les femmes non blanches et causant des violations de l'éthique médicale,,,,,.

## Santé
La recherche sur le sport s'intéresse peu aux enjeux des corps féminins. En 2023, 9 % des études sur le sport concernent exclusivement les femmes, 71 % exclusivement les hommes.

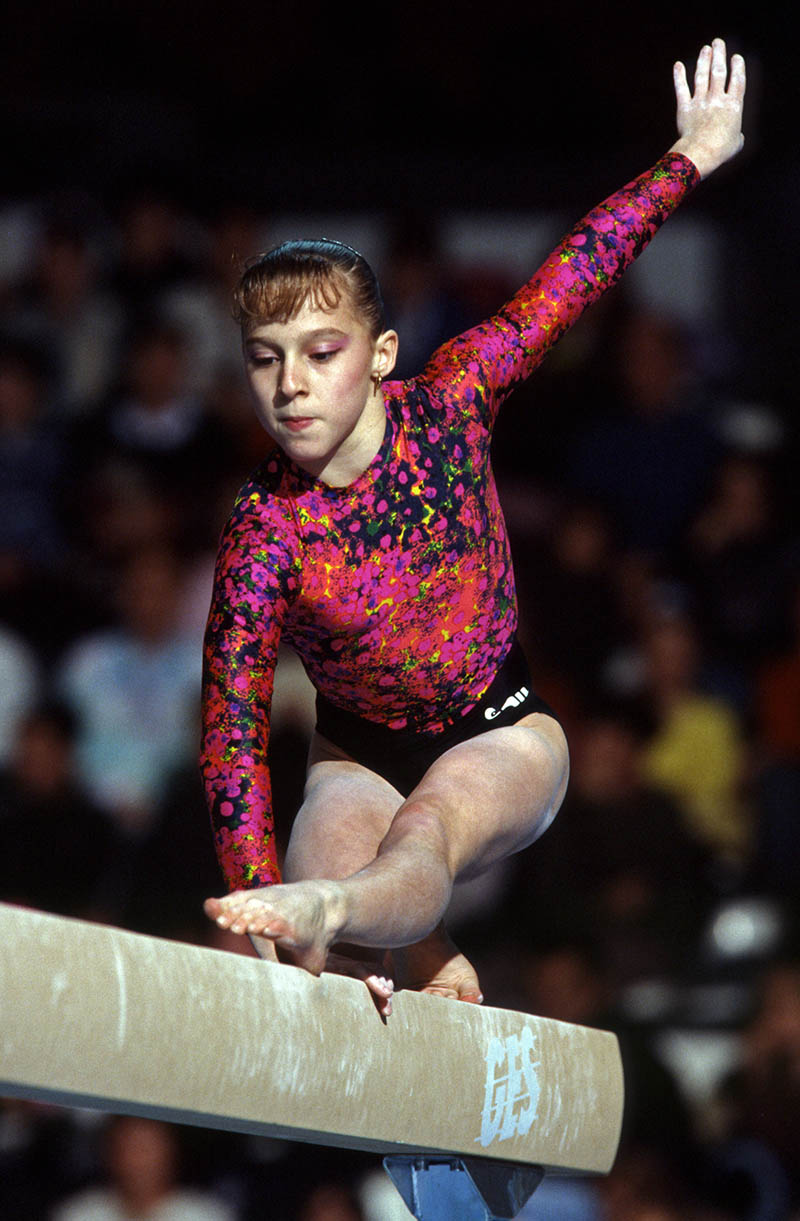
Élodie Lussac prend sa retraite sportive à quinze ans, gravement blessée à cause de sa pratique à haut niveau.

Certains sports sont dangereux mais ne sont pas perçus comme tels en raison de leur mise en avant de la grâce féminine. C'est notamment le cas de la natation artistique, discipline dans laquelle les commotions cérébrales sont courantes, mais qui n'applique aucun des protocoles mis en place pour les sports de contact comme le rugby. Ces commotions tendent à être plus graves et à avoir des effets plus durables sur les femmes que sur les hommes,.
Un entraînement intensif dès le plus jeune âge peut avoir des conséquences graves sur la santé, comme dans le cas d'Élodie Lussac, gymnaste artistique gravement blessée et forcée à prendre sa retraite sportive à 15 ans. Les jeunes filles sont particulièrement à risque pour plusieurs raisons, dont les contraintes sur leur silhouette et le fait que la période maximale d'entraînement se fasse pendant leur puberté, plus précoce que celle des garçons, alors que pour eux cette phase maximale advient plutôt à la fin de la puberté.
Chez les sportives de haut niveau, et surtout pendant la puberté et dans les sports dits de silhouette ou d'apparence comme la gymnastique, la triade de la femme sportive (anorexie, aménorrhée, ostéoporose) est un risque. Cette triade se retrouve cependant surtout en compétition : les femmes pratiquant du sport pour leur bien-être ont au contraire souvent un meilleur rapport à l'alimentation et une meilleure hygiène de vie que les femmes sédentaires. Chez les femmes plus âgées, la pratique d'un sport réduit au contraire les effets de l'ostéoporose.
Les sportives de haut niveau sont plus susceptibles de se faire une déchirure du ligament croisé antérieur que les hommes,,,,. Cela est expliqué en partie par des facteurs physiologiques,,, qui peuvent être compensés par des chaussures spécialisées.

## Dopage
Dans les années 1970, un dopage systématique à la testostérone ou aux stéroïdes anabolisants des sportives dans les pays de l'Est est avéré.

## Médiatisation

### Journalistes sportives
Les journalistes candidates sont peu nombreuses ; en France, elles sont entre 10% et 15%, qui ont 13% du temps de parole à la télévision pour parler de sport. Les journalistes femmes à la télévision sont plus nombreuses, mais souvent mises dans des rôles de présentatrices où elles doivent annoncer les résultats sans avoir l'occasion de fournir des analyses. Elles sont parfois recrutées dans des écoles de mannequinat plutôt que de journalisme. Elles sont très rarement recrutées pour le commentaire sportif en direct.

### Couverture médiatique des sportives
La presse féminine médiatise beaucoup le sport féminin individuel, pratiqué pour la minceur et la grâce, sans s'intéresser à la pratique compétitive. 

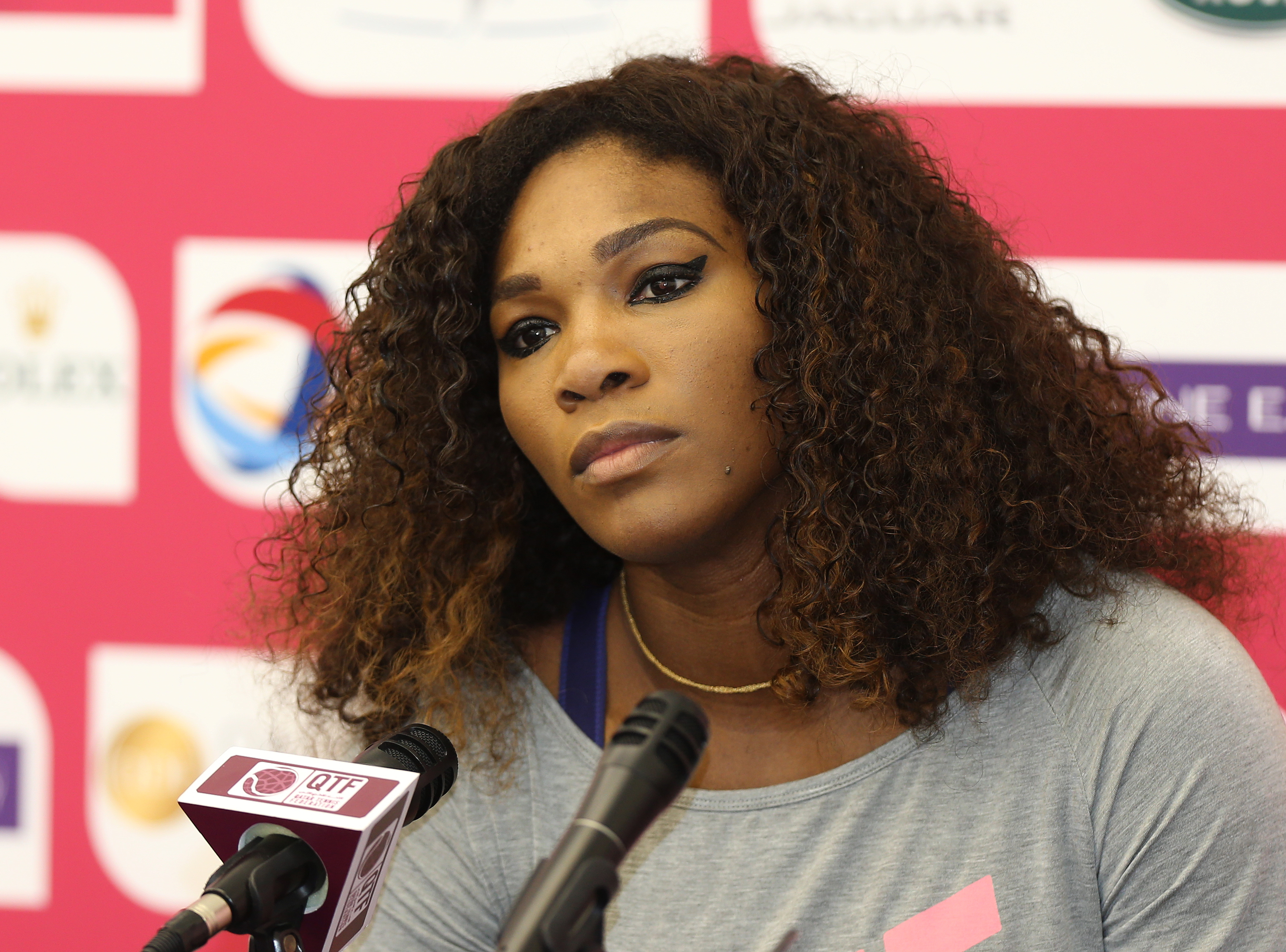
Serena Williams est l'athlète féminine la mieux rémunérée de tous les temps au moment de sa retraite sportive et joue un rôle important dans la visibilité du sport féminin.

Les journalistes et anciens joueurs, des hommes en large majorité, ne sont pas forcément ouverts à l'arrivée de femmes au sein des rédactions et peuvent créer un environnement plus difficile pour ces dernières,. Ils ne sont de plus pas forcément eux-mêmes intéressés par le sport féminin, l'ignorant donc au profit d'autres sujets. La presse quotidienne régionale est une exception, les sportives locales y étant tout aussi reconnues que les hommes. Une autre exception est la presse en ligne, notamment via des blogs spécialisés. On remarque une forte tendance à constamment comparer le sport féminin à celui masculin.
En 2017, les hommes font la une du quotidien L'Équipe 355 fois (cinq fois pour le sport mixte, quatre pour les femmes avec deux pour l'Olympique lyonnais, une pour l'équipe de France féminine de handball et une sur Tessa Worley). Ce déséquilibre se retrouve dans le monde entier, y compris en Chine,. En 2022, aux États-Unis, 16% de la couverture médiatique sportive est consacrée aux femmes alors que 70% des spectateurs de sport regardent du sport féminin,. Même les magazines féminins parlent régulièrement de sportifs masculins pour commenter leur actualité, leur style ou leurs échanges avec d'autres femmes, mais couvrent rarement les sportives de haut niveau. En Australie en 2014, les femmes de l'équipe nationale masculine de cricket reçoivent plus d'attention médiatiques que les joueuses de l'équipe nationale féminine. La médiatisation des femmes dépend aussi des performances des hommes : une bonne performance masculine peut complètement éclipser une réussite féminine, qui est plus valorisée en cas d'échec chez les hommes.
Les exploits sportifs voient souvent une couverture médiatique qui ramène la sportive à des rôles masculins. Ainsi, Florence Arthaud, qualifiée de « petite fiancée de l'Atlantique » au départ de la Route du Rhum 1990, est un « vrai mec » sur la Une du Parisien le jour de sa victoire et l'agence Reuters demande d'Amélie Mauresmo Who is this guy? (« Qui c'est, ce mec ? ») après sa victoire à l'Open d'Australie 1999. Des femmes qui réussissent dans un sport « masculin » sont aussi plus médiatisées que les championnes d'un sport plus mixte, voire à majorité féminine : ainsi, Ellen MacArthur, Jeannie Longo et Margot Laffite sont mises en avant par opposition au milieu dans lequel elles évoluent.
Au sein d'un article, le traitement est lui aussi différent. Les femmes sont beaucoup plus souvent appelées par leur prénom dans les articles que les hommes, qui voient leur nom de famille utilisé. Ce traitement est considéré comme infantilisant par Anita DeFrantz, qui dirige la commission Sport et femmes du CIO en 2010. Elles sont aussi jugées sur leur grâce et leur féminité plutôt que seulement sur leur performance.
Plusieurs femmes sportives de haut niveau sont victimes de féminicides. La couverture médiatique de ces cas peut occulter leur carrière pour se concentrer sur leur famille, ou dans le cas où le coupable serait un conjoint lui aussi sportif de haut niveau comme pour Melissa Hoskins, sur le palmarès du meurtrier.
En 2018, le Comité international olympique donne comme directive aux médias de proposer une « représentation égalitaire des genres », enjoignant dans un communiqué de presse à penser « attrait sportif plutôt que sex-appeal ». La couverture télévisée s'améliore au cours des années 2000 et 2010 avec une réalisation de meilleure qualité, incluant plus de ralentis et une meilleure qualité vidéo.

## Représentations culturelles
Les représentations des femmes sportives se font plus fréquentes à partir des années 1980, un cas classique étant Jeanne et Serge dans lequel on voit une jeune fille être l'égale de ses coéquipiers. De 2000 à 2020, on compte deux fois plus de films mettant en scène des sportives que dans les 70 années qui précèdent.
Dans les années 2010, de plus en plus de sportives publient des autobiographies ou font l'objet de biographies. Ce mouvement s'accélère après la Coupe du monde féminine de football 2019.

## Enjeux spécifiques aux sportives de haut niveau

### Cycle menstruel
La question des menstruations a longtemps été un tabou, y compris dans la sphère médicale. En 2021, 55 % des sportives de haut niveau présentent pourtant un trouble du cycle menstruel et en 2008-2009, 64 % des sportives pensent que le syndrome prémenstruel diminue significativement leur performance.
Dans les années 2010, de plus en plus de pratiquantes s'expriment publiquement à leur sujet. Les deux premières mentions publiques des règles par des sportives de haut niveau sont Heather Watson, qui dit en 2015 avoir sous-performé à l'Open d'Australie à cause d'un « truc de filles », et la nageuse chinoise Fu Yuanhui qui se dit particulièrement fatiguée à cause de ses règles pendant les Jeux olympiques d'été de 2016. Le fait que le personnel médical et d'encadrement soit essentiellement masculin reste un problème, les empêchant de s'exprimer librement à ce sujet,. En 2017, l'équipe de France féminine de football commence à adapter les entraînements aux cycles hormonaux de ses membres. Leur entraîneur remarque cependant qu'il est difficile de parfaitement personnaliser les sessions dans le cadre d'un sport collectif. Les règles posent d'autres problèmes : en 2022, les joueuses de football de l'équipe d'Angleterre demandent à leur équipementier de ne plus leur fournir de shorts blancs, tandis que Sarah Ourahmoune raconte avoir été réprimandée à une pesée en stage en raison de la rétention d'eau, qui ne peut être contrôlée.

### Maternité
Les sportifs de haut niveau tendent à se marier et à avoir des enfants seulement après leur carrière sportive pour ne pas nuire à celle-ci. C'est surtout le cas chez les femmes, puisque la paternité n'empêche pas physiquement la pratique sportive. Les affirmations répandues selon lesquelles les sportives sont plus sujettes aux fausses couches, aux accouchements prématurés et aux césariennes sont fausses.
Du côté de la maternité, un enfant signifie le plus souvent une fin de carrière au vingtième siècle, une situation qui commence à changer dans les décennies suivantes avec la création d'un entraînement adapté avant et après l'accouchement et d'une couverture sociale dans certains pays, ; il devient habituel de faire une pause compétitive pendant deux ans avant de revenir à haut niveau. Cette interruption n'est cependant pas rémunérée, et il est possible que les femmes éloignées du circuit compétitif perdent leur sponsor.
La pause sportive dure le plus souvent un an, de la fin du premier trimestre de grossesse à six mois après la naissance ; il ne s'agit cependant pas d'un arrêt total de l'activité physique, qui cause une fonte musculaire et une importante prise de poids. Les sportives continuent donc l'entraînement avant le terme, se limitant à 70% de leur fréquence cardiaque maximale, jusqu'à quatre mois et demi pour la course, six mois de grossesse pour le cyclisme ou encore huit mois et demi pour la natation. L'état des recherches scientifiques sur le sport pendant la grossesse reste insuffisant pour formuler des recommandations claires. Quelques recherches suggèrent que dans certains sports d'endurance, avoir accouché d'un enfant pourrait augmenter les capacités physiques, ou n'a du moins pas d'impact significatif. Le mythe du dopage par l'avortement persiste,.
Après la naissance, la question se pose de la garde de l'enfant. Certains centres d'entraînement ouvrent des crèches pour permettre aux mères de s'entraîner sans cette contrainte.

### Place de l'entraîneur
Les femmes sportives de haut niveau peuvent être infantilisées par leur entraîneur. Des pères champions sportifs peuvent continuer à s'impliquer dans la carrière de leur fille, là où les garçons tendent à se séparer de l'engagement parental après l'adolescence. L'entraîneur peut également avoir un contrôle complet sur sa sportive, un cas illustré par la relation entre Laure Manaudou et son entraîneur Philippe Lucas, devenue conflictuelle quand il lui impose un déménagement de Melun à Canet-en-Roussillon.
Les sportifs hommes sont plus valorisés et entraîner une équipe féminine peut être vu comme un déclassement. Ainsi, dans les années 1980, la Fédération française de judo tire au sort l'entraîneur de l'équipe féminine en l'absence de candidatures.

### Violences sexuelles
Les sportives de haut niveau, surtout celles qui se consacrent pleinement à la discipline dès le plus jeune âge, sont très susceptibles d'avoir une relation fusionnelle avec leur entraîneur et de ne pas avoir été sensibilisées aux normes des relations entre enfants et adultes. L'entraîneur, pour montrer les bons mouvements, doit avoir un contact physique avec elles. En cas d'abus sexuels, elles ne savent pas forcément ce qui n'est pas acceptable, ni n'ont d'espace pour partager ce qu'elles vivent, n'étant en contact qu'avec leur propre milieu sportif. Plusieurs obstacles se présentent même si les parents sont prévenus : en plus des barrières habituelles au fait de signaler un abus sexuel, ils peuvent avoir honte de ne pas avoir été à la hauteur de leur enfant, ou ne pas parvenir à faire le deuil des espoirs sportifs au regard des sacrifices qui ont déjà été consentis.
Les sports individuels sont les plus à risque, le groupe protégeant un peu plus les pratiquants de ceux collectifs. Les principales victimes sont des jeunes filles (à 83% des filles, très majoritairement mineures, dans l'affaire du patinage artistique français des années 2010), et le plus souvent, les criminels sont des entraîneurs et cadres hommes — un constat renforcé par la faible prévalence de femmes dans les métiers d'encadrement sportif. Les médecins peuvent aussi être coupables, comme en témoigne l'affaire Larry Nassar, contre qui témoignent des gymnastes dont McKayla Maroney, ly Raisman et Maggie Nichols. Un cas très médiatisé est celui de Catherine Moyon de Baecque, qui témoigne avoir subi un viol par plusieurs athlètes de haut niveau, encouragés par leur entraîneur national, lors d'un stage en 1991. Il est commun que les cadres dirigeants cherchent à couvrir leurs employés plutôt qu'à protéger les sportives.
L'agression sexuelle et l'atteinte sexuelle touchent majoritairement les sportives, tandis que le harcèlement sexuel s'applique plutôt aux hommes ; le plus souvent, la personne accusée est un autre sportif, dans 90% de sexe masculin, et beaucoup plus rarement un entraîneur.

## Finances du sport féminin à haut niveau
En 2019, 3% des montants investis dans le sport le sont pour du sport féminin, principalement en tennis et en football.

### Rémunérations
En 2011, une seule femme, Maria Sharapova, figure dans le top 50 des sportifs les mieux payés au monde. L'essentiel de ses revenus provient d'un partenariat avec Nike. La même année, Forbes indique que les dix sportives les plus rémunérées au monde reçoivent 113 millions de dollars en un an, contre 449 millions pour les dix hommes les mieux rémunérés.
Entre 2004 et 2012, trois femmes intègrent le classement des sportifs français les plus payés : Amélie Mauresmo de 2004 à 2008, Mary Pierce en 2006, et Laure Manaudou en 2008 et 2009. La présence de deux joueuses de tennis n'est pas surprenante : l'US Open applique une rémunération égale dès 1973, suivi par les autres tournois du Grand Chelem graduellement jusqu'en 2007, notamment en raison du militantisme de Billie Jean King. En 2012, un joueur moyen de Ligue 1 remporte 45 000 euros par mois, tandis que la rémunération mensuelle la plus élevée au Paris Saint Germain féminin la même année est de 1 500 euros, et que Lotta Schelin, joueuse la mieux payée de l'Olympique lyonnais, reçoit 12 000 euros par mois.
Cathy Engelbert, à la tête de la Women's National Basketball Association (WNBA), affirme que moins d'1% de l'argent des contrats de sponsoring est alloué au sport féminin, et que l'essentiel de cet argent revient à des sportives individuelles comme Serena Williams et Naomi Osaka plutôt qu'aux sports collectifs.
Les sports les plus « féminins », comme la gymnastique et la natation synchronisée, ont tendance à avoir un modèle économique moins développé que les autres disciplines. Le manque de rémunération est d'autant plus flagrant, comme chez les hommes, chez les handisportives.

### Statut professionnel
Le sport professionnel, même quand il est évident chez les hommes comme en football, ne l'est pas chez les femmes.
En 2020, les footballeuses de l'équipe des États-Unis perdent un procès contre leur fédération exigeant la fin des discriminations salariales. La fédération déclenche un tollé en expliquant que ces disparités sont justifiées, les joueurs masculins ayant selon elle plus de responsabilités, et leur pratique exigeant un niveau plus élevé de compétences, exprimées en vitesse et en force. Finalement, un accord d'égalité salariale est conclu en 2022 pour les joueurs et joueuses en sélection. L'Équipe du Nigeria féminine de football remporte la Coupe d'Afrique des nations féminine de football 2016 mais ne reçoit pas les primes promises en cas de victoire. L'équipe de Jamaïque féminine de football indique en septembre 2019 ne pas avoir reçu leurs salaires pendant la coupe du monde et se met en grève jusqu'à les recevoir les mois suivants,. La même année, leurs compatriotes classées quatrièmes mondiales en netball doivent financer leur participation à la coupe du monde par un financement participatif. Après avoir remporté le premier ballon d'or féminin, Ada Hegerberg refuse de jouer en sélection nationale, estimant que les salaires de l'équipe de Norvège féminine de football sont trop bas par rapport à ceux des hommes et que la fédération norvégienne manque de respect aux joueuses,. En 2019, l'équipe de Suède féminine de hockey sur glace boycotte la Coupe des quatre nations en raison de salaires trop bas par rapport à ceux des hommes et à des conditions d'entraînement et de voyage insatisfaisantes, dont le fait d'utiliser des uniformes masculins,.
Les footballeuses de l'Olympique lyonnais, club précurseur en France, deviennent professionnelles en 2009. En club, les écarts de rémunération sont cependant encore plus importants qu'en sélection nationale.
En conséquence, les femmes tendent à beaucoup mieux vivre leur début de retraite sportive que leurs homologues masculins. En effet, leur carrière étant plus précaire, elles continuent leurs études, voire conservent un travail pendant la carrière pour la plupart d'entre elles, en parallèle des compétitions.
Les sportives professionnelles sont beaucoup moins syndiquées que leurs homologues masculins.

### Revenus liés à la féminité
L'image féminine et gracieuse des sportives joue un rôle dans leur carrière, entre autres via leur médiatisation et leur accès à des sponsors et contrats de mannequinat.
Des sportives peuvent par ailleurs jouir d'une très grande médiatisation et d'excellents partenariats économiques sur la base de leur apparence plutôt que sur celle de simples résultats : c'est par exemple le cas d'Anna Kournikova, qui tire moins de 7% de ses revenus de ses performances pendant sa carrière et remporte en 1999 deux fois plus d'argent que les sœurs Williams, au palmarès bien plus fourni. Plusieurs femmes après Kournikova bénéficient comme elle de contrats avec des marques de lingerie ou sont invitées à poser en sous-vêtements pour des magazines et publicités, ce qui est parfois leur seul accès à une médiatisation suffisante pour couvrir leurs frais d'entraînement.

## Image féminine et sexualisation

### Instrumentalisation du corps sportif
Privées de sponsors, de nombreuses sportives considérées comme trop grandes ou trop musclées ont un handicap dans leur image publique avant même de participer aux compétitions. Cette discrimination est particulièrement visible dans quelques sports dont le surf, où les compétitions sont presque toutes organisées par des sponsors qui n'ont pas intérêt à pousser des stars peu photogéniques ; c'est le cas de Silvana Lima, championne du Brésil mais jamais sponsorisée en treize ans de carrière. La surfeuse Cori Schumacher lance une pétition pour demander à la marque Roxy de cesser de sexualiser les femmes dans ses campagnes marketing. La sexualisation des sportives dans les médias peut être un avantage pour trouver des sponsors à des montants suffisants, mais l'absence de consentement peut être très difficile à vivre, comme en témoigne la perchiste Allison Stokke après qu'une photo d'elle en compétition devient virale en 2007.
Des fédérations avancent une corrélation entre l'activité d'un sport et l'image sexy des joueuses, ce qui est décrié par des sociologues comme un prolongement de la peur historique que la pratique ne les « masculinise ». Des compétitions sportives utilisent souvent pour la communication les atouts esthétiques des femmes, montrant par exemple des sportives en talons aiguilles ou en tenues suggestives ; l'efficacité de ces techniques n'est pas prouvée.
En 2009, une campagne de la Fédération française de football fait polémique : sur les posters, quatre joueuses posent nues avec le texte « faut-il en arriver là pour que vous veniez nous voir jouer ? ». L'année suivante, la top model Adriana Karembeu est la principale ambassadrice de la fédération, bien qu'elle soit femme de footballeur et non elle-même compétitrice. Cette initiative est soutenue par certaines sportives dont Sonia Bompastor, qui estime qu'elle rassure les parents inquiets que leur fille perde sa féminité en s'intéressant à un sport perçu comme masculin. En volley-ball, le Racing Club de Cannes pose pour un calendrier inspiré des Dieux du Stade, une idée inspirée par sa présidente Anny Courtade. La capitaine Victoria Ravva estime qu'il s'agit d'une initiative positive pour l'estime de soi des joueuses de volley-ball, souvent accusées d'être trop grandes, masculines et musclées. D'autres sportives regrettent d'avoir posé pour des photos suggestives à des fins de marketing, comme Mélissa Plaza qui pose pour des photos pour donner de la visibilité au club de football de Montpellier et qui se considère piégée par le résultat final, Gaëtane Thiney qui refuse de poser nue après une première expérience en 2009 ou encore Anne-Flore Marxer. En 2022, la Fédération européenne de handball exige dans son cahier des charges que les organisateurs des championnats d'Europe féminins aient une communication centrée sur « le glamour ».
La discrimination sur l'apparence s'accomapgne souvent d'autres discriminations. Les reportages sur les sportives qui mettent le plus en avant leur beauté ne représentent que des femmes minces, jeunes, et elles sont très souvent blanches : lors d'un reportage de Paris Match en mai 2016, 17 des 27 femmes représentées sont blondes.

### Injonction à la féminité
Des entretiens menés en France avec des footballeuses, des boxeuses et des haltérophiles de 1995 à 1999 identifient quatre catégories de féminités sportives : les « vraies » femmes, qui prouvent leur appartenance de sexe par une apparence très féminine ; les femmes « quand même féminines », qui se définissent comme ne voulant pas ressembler aux hommes mais ne recherchent pas les critères de beauté des mannequins ; les femmes « présentables », qui n'essaient pas d'être féminines mais veulent donner une bonne image en public et enfin, les femmes « dans leur tête », qui se savent et se sentent femmes mais ne tentent pas d'adopter une apparence répondant aux critères de beauté féminins. Christine Mennesson identifie un écart entre les deux premiers et les deux derniers groupes, évaluant que chacun estime que l'autre nuit à la cause des femmes sportives (superficielles d'un côté, peu respectables de l'autre). Il s'agit alors de montrer qu'on reste des femmes quelle que soit la pratique, surtout en milieu masculin.
La rugbywoman Safi N'Diaye, en entretien, raconte avoir convaincu ses coéquipières de faire les magasins plutôt que de porter un jogging pendant leurs temps de repos. Elle conclut que « C'est important de préciser que ce n'est pas parce qu'on fait du rugby qu'on est des garçons manqués ». De 2004 à 2008, l'équipe d'Afrique du Sud féminine de football obtient des résultats mitigés en raison de l'absence d'un entraîneur permanent. La fédération nationale affirme que le problème est en réalité leur manque de féminité et leur impose des cours d'étiquette, des uniformes plus féminins et l'obligation de se coiffer de façon « féminine ». Les joueuses répondent à ce nouveau règlement par une grève jusqu'au retour de l'uniforme d'origine.
Certaines sportives revendiquent leur corps musclé. Ronda Rousey, surnommée « Miss Man » (mademoiselle l'homme) pour sa carrure pendant sa carrière de judokate, répète que son corps est travaillé « pour remporter les Jeux olympiques, pas pour un concours de beauté ». D'autres se limitent dans leurs choix vestimentaires pour ne pas attirer l'attention sur leurs muscles saillants ou leurs épaules larges. Des joueuses de tennis racontent en 2015 limiter leurs séances de musculation par peur de prendre trop de muscle et de sortir des canons de beauté classiques.
Dans les années 2010 et 2020, certaines sportives remarquent la féminisation des jeunes athlètes. Elles la comparent aux sportives des années 1980, à cheveux courts et vêtements pratiques. Dans les années 2010, les jeunes judokates de haut niveau tendent à porter du maquillage, des bijoux et du vernis à ongles à l'entraînement, tandis que la génération précédente suit le règlement de compétition (qui interdit les trois) dans leur vie quotidienne également.

### Lesbianisme
Les sportives lesbiennes sont souvent invisibilisées, en partie en raison de la sexualisation subie dans le sport de haut niveau et des pressions des dirigeants et des sponsors. Cette situation est paradoxale, les sportives pouvant être associées au lesbianisme en raison de leur image masculine supposée et de nombreuses sportives lesbiennes étant en effet en tête des classements mondiaux dans des sports comme le golf et le tennis.
La peur d'être vues comme lesbiennes peut pousser certaines sportives à adopter des comportements hyper-féminisés. Le lesbianisme est vu comme une figure repoussoir ; dans certains sports collectifs, une suspicion peut naître envers toute sportive qui n'a pas de petit ami officiel et visible.
En Espagne, Anna Maria Martínez Sagi, compagne de l'artiste Elisabeth Mulder, est la première femme dirigeante du FC Barcelone sous la Seconde République en 1934. Au début des années 1980, Martina Navrátilová perd plusieurs sponsors après son coming-out.
Sports Illustrated publie régulièrement des classements des couples les plus puissants dans le sport : ces couples sont le plus souvent hétérosexuels, très rarement lesbiens, et en 2017 aucun n'a encore été composé de deux hommes.

### Vêtements
Aux débuts des sports féminins, la norme est de se couvrir le plus possible. De nombreuses femmes transgressent cependant ces normes. Dès 1880, des alpinistes critiquent le port inconfortable et dangereux de la jupe longue, suivies par les aviatrices. La joueuse de tennis espagnole Lilí Álvarez fait scandale lorsqu'elle joue en short en 1931 à Wimbledon, tandis que Violette Morris, qui refuse de porter autre chose qu'un pantalon, est interdite de participer aux Jeux olympiques de 1928 par la Fédération des sociétés féminines sportives de France. La question du vêtement devient un point central de la critique.
Dans l'entre-deux-guerres, les femmes commencent à porter des jupes-culottes longues et bouffantes puis des shorts et des tee-shirts. Le 28 avril 1918, au cross de Chaville, des femmes concourent pour la première fois en short et maillot. En 1922, des maisons de couture dont Rochas, Lanvin et Hermès créent des départements consacrés aux « costumes du sport », privilégiant l'élégance mais apportant une certaine liberté de mouvement. Dans les années 1940 et 1950, les joueuses de l'All-American Girls Professional Baseball League doivent jouer en jupe courte qui entrave leurs mouvements et elles doivent suivre des cours de charme et de maquillage.
Les costumes deviennent de moins en moins couvrants avec le temps et les contraintes se relâchent progressivement.

#### Soutien-gorge
La brassière de sport est vendue à partir des années 1970. Elle a un maintien renforcé qui permet plus de stabilité du corps sur des mouvements amples ou des actions à impact comme un saut, permettant une meilleure performance et plus de confort,.

#### Uniformes sportifs

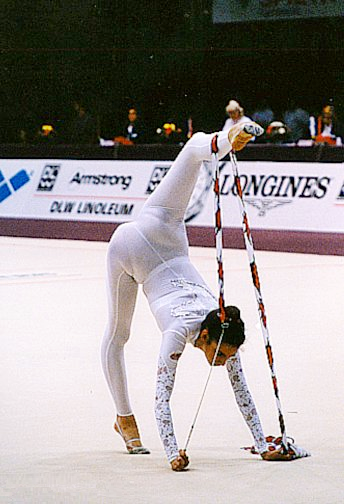
La gymnaste espagnole Almudena Cid en unitard aux championnats du monde de 1999.

Les choix vestimentaires des sportives sont limités par les règlements des fédérations internationales, les normes sociales, les propositions des équipementiers de certaines équipes et l'influence des sponsors.
Les costumes les plus échancrés, comme les justaucorps de gymnastiques, peuvent perturber la performance des gymnastes. Un faux mouvement peut exposer leur pubis et la ficelle d'un tampon peut dépasser du vêtement. Les tenues claires sont particulièrement exposées aux taches pendant les menstruations, ce qui mène à des protestations en football et en handball,.
En gymnastique, les femmes doivent porter un justaucorps ou un unitard, porté notamment par les Allemandes aux Jeux olympiques d'été de 2021. Le règlement de la fédération internationale interdit de porter un justaucorps descendant à plus de 2 centimètres de la base des fesses, tandis que les hommes doivent porter un pantalon de survêtement et des chaussettes. En handball de plage, les Norvégiennes reçoivent une amende en 2021 pour avoir joué en short plutôt qu'en bikini, puis le règlement est amendé pour autoriser un débardeur et un short ajustés,. La Fédération mondiale de badminton tente sans succès d'imposer la jupe pour les joueuses, suivie de l'Association internationale de boxe amateur en 2012, officiellement afin de différencier les boxeurs et les boxeuses quand la boxe féminine entre au programme des Jeux olympiques la même année. Ce projet, vivement critiqué par les compétitrices, est lui aussi annulé.

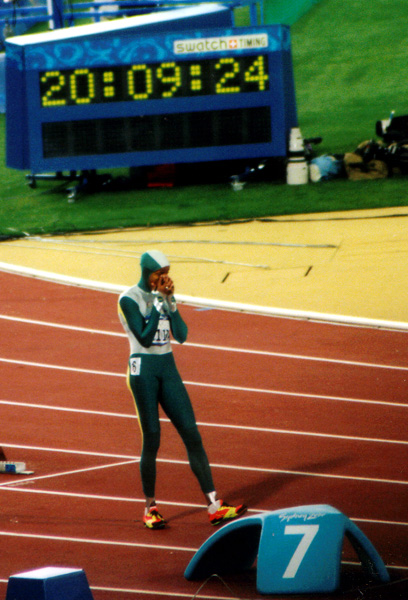
Cathy Freeman au départ de la finale du 400 m des Jeux olympiques de Sydney, en 2000.

Dans d'autres sports, le règlement autorise les mêmes vêtements pour les femmes et les hommes, mais la pratique montre d'importantes différences. C'est notamment le cas de l'athlétisme, où les femmes concourent le plus souvent dans un ensemble brassière-culotte. Des exceptions sont remarquées, comme l'athlète australienne aborigène Cathy Freeman qui concourt aux Jeux olympiques d'été de 2000 en combinaison intégrale. En tennis, la jupette n'est pas obligatoire, mais Amélie Mauresmo venue en short et Serena Williams portant une tenue intégrale sont toutes les deux très critiquées pour avoir dérogé aux règles. De même, tous les vêtements d'été sont autorisés en beach-volley, avec la possibilité de se couvrir plus largement pour respecter des croyances culturelles ou religieuses.
Les vêtements sont les mêmes pour tous les sexes en handball, malgré une tentative de rendre la jupe obligatoire en 2013, mais les équipementiers ne créent pas forcément des uniformes adaptés aux morphologies féminines, ce qui crée une gêne pour certains mouvements. En judo, le kimono est le même et les femmes sont seulement enjointes à porter un t-shirt blanc sous le kimono ouvert.

#### Port du voile
Certaines sportives portant le foulard et refusant de porter des uniformes légers sont interdites de compétitions nationales et internationales. À l'inverse, aux Jeux olympiques de 1992, l'Algérienne Hassiba Boulmerka concourt en short et sans hidjab et reçoit des menaces de mort la poussant à l'exil.
En 1996, la tireuse à la carabine iranienne Lyda Fariman (en) est la première femme à porter le hidjab aux Jeux olympiques. La pratique est autorisée par le comité international olympique. Quatorze délégations incluent des femmes portant le foulard aux Jeux olympiques d'été de 2008.
Aux Jeux olympiques de 2012, Sarah Attar participe au 800 mètres avec un voile intégral qui lui permet d'être la première athlète saoudienne en compétition olympique ; elle estime que sa participation peut donner envie aux jeunes femmes de s'impliquer dans le sport. Deux ans plus tard, le Conseil consultatif saoudien recommande au ministère de l'Éducation d'autoriser le sport pour les jeunes filles en école publique.
Une affaire du voile islamique naît, notamment en France : les opposants estiment que ce vêtement est un signe religieux ostentatoire ou un instrument de prosélytisme, tandis que les défenseurs estiment qu'il est important de permettre à toutes les femmes de pratiquer librement leur sport. D'autres encore remarquent que les gestes religieux auxquels se livrent des sportifs en compétition ne semblent poser problème à personne.
La FIFA interdit le hidjab en 2011 avant de revenir sur sa décision, tandis que la Fédération internationale de basket-ball continue à l'appliquer.

### Féminisme et sport féminin
Les femmes sportives osent rarement tenir un discours féministe dans l'histoire du sport féminin, tandis que les militantes féministes s'intéressent souvent peu au sport qu'elles peuvent considérer comme une simple distraction ou comme un symbole de la virilité dominante, et de la sexualisation des femmes. Les mobilisations féministes et anti-sexistes sont donc rares dans le milieu du sport par rapport à d'autres domaines, malgré la domination masculine qui s'y exerce.
Les éléments qui favorisent l'émergence d'une conscience politique dans le cadre familial sont souvent peu présentes dans les milieux dont sont issues de nombreuses sportives. Leur volume d'entraînement limite leur capacité d'engagement dans des associations à vocation sociale ou humanitaire et leur pratique culturelle. La tradition sportive peut aussi inclure une forme d'anti-intellectualisme qui éloigne certains modes d'engagement associés aux classes dominantes. Enfin, l'engagement féministe peut mener à des attaques directes de la part de dirigeants masculins et du monde médiatique, comme c'est le cas de Nicole Abar, éloignée des instances sportives pour avoir dénonce le sexisme de façon trop véhémente.
L'absence d'engagement féministe formel chez les sportives s'accompagne cependant d'une conscience généralement claire des mécanismes sexistes du milieu sportif.

### Women's sports. A History, Alan Guttmann (1991)
1. 1 2  Guttmann 1991, p. 194.
2. ↑  Guttmann 1991, p. 198.
3. ↑  Guttmann 1991, p. 196.
4. 1 2 3 4  Guttmann 2019, p. 8.
5. ↑  Guttmann 2019, p. 9.
6. 1 2  Guttmann 2019, p. 10.
7. 1 2  Guttmann 2019, p. 11.
8. ↑  Guttmann 2019, p. 13.
9. ↑  Guttmann 2019, p. 14.
10. ↑  Guttmann 2019, p. 14-15.
11. ↑  Guttmann 2019, p. 15.
12. 1 2  Guttmann 2019, p. 26.
13. ↑  Guttmann 2019, p. 20.
14. ↑  Guttmann 2019, p. 24.
15. ↑  Guttmann 2019, p. 25.
16. ↑  Guttmann 2019, p. 28.
17. ↑  Guttmann 2019, p. 18.
18. ↑  Guttmann 2019, p. 29.
19. ↑  Guttmann 2019, p. 30.
20. ↑  Guttmann 2019, p. 40.
21. 1 2  Guttmann 2019, p. 38.
22. ↑  Guttmann 2019, p. 41.
23. ↑  Guttmann 2019, p. 42.
24. ↑  Guttmann 2019, p. 44.
25. ↑  Guttmann 2019, p. 51-52.
26. 1 2  Guttmann 2019, p. 47.
27. ↑  Guttmann 2019, p. 63.
28. 1 2  Guttmann 2019, p. 48.
29. ↑  Guttmann 2019, p. 62.
30. 1 2  Guttmann 2019, p. 50.
31. 1 2  Guttmann 2019, p. 49.
32. ↑  Guttmann 2019, p. 59-60.
33. ↑  Guttmann 2019, p. 64-65.
34. ↑  Guttmann 2019, p. 65.
35. 1 2 3  Guttmann 2019, p. 58.
36. 1 2  Guttmann 2019, p. 59.
37. ↑  Guttmann 2019, p. 45-46.
38. ↑  Guttmann 2019, p. 51.
39. ↑  Guttmann 2019, p. 61.
40. ↑  Guttmann 1991, p. 71.
41. 1 2  Guttmann 1991, p. 172.
42. ↑  Guttmann 1991, p. 73.
43. 1 2  Guttmann 1991, p. 74.
44. ↑  Guttmann 1991, p. 78.
45. ↑  Guttmann 1991, p. 79.
46. ↑  Guttmann 1991, p. 75.
47. ↑  Guttmann 1991, p. 77.
48. ↑  Guttmann 1991, p. 97.
49. ↑  Guttmann 1991, p. 98.
50. ↑  Guttmann 1991, p. 99.
51. 1 2 3  Guttmann 1991, p. 2.
52. ↑  Guttmann 1991, p. 80.
53. ↑  Guttmann 1991, p. 92.
54. 1 2  Guttmann 1991, p. 91.
55. ↑  Guttmann 1991, p. 93.
56. 1 2  Guttmann 1991, p. 90.
57. 1 2  Guttmann 1991, p. 132.
58. ↑  Guttmann 1991, p. 101.
59. 1 2  Guttmann 1991, p. 102.
60. ↑  Guttmann 1991, p. 106.
61. ↑  Guttmann 1991, p. 110.
62. ↑  Guttmann 1991, p. 108.
63. ↑  Guttmann 1991, p. 109.
64. ↑  Guttmann 1991, p. 114.
65. ↑  Guttmann 1991, p. 117-118.
66. ↑  Guttmann 1991, p. 120.
67. ↑  Guttmann 1991, p. 121.
68. ↑  Guttmann 1991, p. 88.
69. ↑  Guttmann 1991, p. 95.
70. ↑  Guttmann 1991, p. 134.
71. ↑  Guttmann 1991, p. 146.
72. 1 2  Guttmann 1991, p. 155.
73. ↑  Guttmann 1991, p. 135.
74. ↑  Guttmann 1991, p. 136.
75. ↑  Guttmann 1991, p. 137.
76. ↑  Guttmann 1991, p. 140.
77. ↑  Guttmann 1991, p. 141.
78. ↑  Guttmann 1991, p. 171.
79. ↑  Guttmann 1991, p. 168.
80. ↑  Guttmann 1991, p. 169.
81. ↑  Guttmann 1991, p. 162.
82. ↑  Guttmann 1991, p. 160.
83. ↑  Guttmann 1991, p. 163.
84. ↑  Guttmann 1991, p. 142.
85. ↑  Guttmann 1991, p. 161.
86. ↑  Guttmann 1991, p. 172-173.
87. 1 2  Guttmann 1991, p. 174.
88. ↑  Guttmann 1991, p. 143.
89. ↑  Guttmann 1991, p. 144.
90. ↑  Guttmann 1991, p. 181.
91. ↑  Guttmann 1991, p. 182.
92. ↑  Guttmann 1991, p. 183.
93. ↑  Guttmann 1991, p. 184.
94. ↑  Guttmann 1991, p. 186.
95. ↑  Guttmann 1991, p. 187.
96. ↑  Guttmann 1991, p. 180.
97. ↑  Guttmann 1991, p. 174-175.
98. ↑  Guttmann 1991, p. 175.
99. 1 2  Guttmann 1991, p. 178.
100. ↑  Guttmann 1991, p. 176.
101. ↑  Guttmann 1991, p. 192.
102. ↑  Guttmann 1991, p. 133.

### Le sport féminin, Fabienne Broucaret (2012)
1. ↑  Broucaret 2012, p. 52.
2. 1 2  Broucaret 2012, p. 54.
3. ↑  Broucaret 2012, p. 39.
4. ↑  Broucaret 2012, p. 40.
5. 1 2  Broucaret 2012, p. 55.
6. ↑  Broucaret 2012, p. 238.
7. ↑  Broucaret 2012, p. 199.
8. ↑  Broucaret 2012, p. 247.
9. ↑  Broucaret 2012, p. 249.
10. ↑  Broucaret 2012, p. 253.
11. ↑  Broucaret 2012, p. 255.
12. 1 2  Broucaret 2012, p. 258.
13. ↑  Broucaret 2012, p. 53.
14. ↑  Broucaret 2012, p. 14.
15. ↑  Broucaret 2012, p. 12.
16. 1 2  Broucaret 2012, p. 17.
17. 1 2 3  Broucaret 2012, p. 16.
18. 1 2  Broucaret 2012, p. 21-22.
19. 1 2  Broucaret 2012, p. 22.
20. ↑  Broucaret 2012, p. 15.
21. 1 2 3  Broucaret 2012, p. 13.
22. ↑  Broucaret 2012, p. 17-18.
23. 1 2  Broucaret 2012, p. 18.
24. 1 2  Broucaret 2012, p. 19-20.
25. 1 2  Broucaret 2012, p. 19.
26. 1 2  Broucaret 2012, p. 23.
27. ↑  Broucaret 2012, p. 20.
28. 1 2 3  Broucaret 2012, p. 21.
29. ↑  Broucaret 2012, p. 24.
30. 1 2 3  Broucaret 2012, p. 25.
31. ↑  Broucaret 2012, p. 26.
32. ↑  Broucaret 2012, p. 27.
33. 1 2 3  Broucaret 2012, p. 28.
34. ↑  Broucaret 2012, p. 33.
35. ↑  Broucaret 2012, p. 66.
36. ↑  Broucaret 2012, p. 62-64.
37. ↑  Broucaret 2012, p. 117.
38. ↑  Broucaret 2012, p. 267.
39. ↑  Broucaret 2012, p. 270.
40. ↑  Broucaret 2012, p. 273.
41. ↑  Broucaret 2012, p. 127.
42. 1 2  Broucaret 2012, p. 84.
43. ↑  Broucaret 2012, p. 123.
44. ↑  Broucaret 2012, p. 76.
45. ↑  Broucaret 2012, p. 89.
46. ↑  Broucaret 2012, p. 44.
47. ↑  Broucaret 2012, p. 96.
48. ↑  Broucaret 2012, p. 98.
49. 1 2  Broucaret 2012, p. 212.
50. ↑  Broucaret 2012, p. 218.
51. ↑  Broucaret 2012, p. 217.
52. ↑  Broucaret 2012, p. 219.
53. ↑  Broucaret 2012, p. 200-201.
54. ↑  Broucaret 2012, p. 201.
55. ↑  Broucaret 2012, p. 206.
56. ↑  Broucaret 2012, p. 209.
57. ↑  Broucaret 2012, p. 159-160.
58. ↑  Broucaret 2012, p. 184.
59. ↑  Broucaret 2012, p. 161-163.
60. ↑  Broucaret 2012, p. 193.
61. ↑  Broucaret 2012, p. 186.
62. ↑  Broucaret 2012, p. 168.
63. ↑  Broucaret 2012, p. 167.
64. 1 2  Broucaret 2012, p. 164.
65. ↑  Broucaret 2012, p. 176-177.
66. ↑  Broucaret 2012, p. 131.
67. ↑  Broucaret 2012, p. 130.
68. ↑  Broucaret 2012, p. 132.
69. ↑  Broucaret 2012, p. 131-132.
70. ↑  Broucaret 2012, p. 133.
71. 1 2  Broucaret 2012, p. 135.
72. ↑  Broucaret 2012, p. 137.
73. ↑  Broucaret 2012, p. 141-142.
74. ↑  Broucaret 2012, p. 226.
75. 1 2 3  Broucaret 2012, p. 229.
76. ↑  Broucaret 2012, p. 221.
77. ↑  Broucaret 2012, p. 222.
78. ↑  Broucaret 2012, p. 224.

### Autres références
1. ↑  Catherine Louveau, « Sexuation du travail sportif et construction sociale de la féminité: », Cahiers du Genre, vol. n° 36, no 1,‎ 1er juin 2004, p. 163–183 (ISSN 1298-6046, DOI 10.3917/cdge.036.0163, lire en ligne, consulté le 25 octobre 2023).
2. 1 2 3 4 5 6 7 8 9 10  Barbusse 2022, p. 285-356.
3. 1 2 3 4 5 6 7 8 9 10 11 12 13 14 15 16 17 18  Barbusse 2022, p. 97-136.
4. 1 2 3 4 5 6 7 8 9 10 11 12 13 14 15  Barbusse 2022, p. 208-284.
5. ↑  (en-US) Jesse Porter et Kirsty Spence, « Unpacking the invisible, gendered labour of women coaches », sur The Conversation, 22 août 2023 (consulté le 9 septembre 2024).
6. ↑  Hall 2017, p. 38.
7. 1 2 3 4  (en-US) « Muslim Women in Sport », sur Soccer Politics / The Politics of Football, 1er décembre 2009 (consulté le 24 juillet 2023).
8. 1 2 3 4  T-AbdulRazak Maesam et al., « The Perspective of Arabic Muslim Women toward Sport Participation », Journal of Asia Pacific Studies, vol. 1, no 2,‎ 2010, p. 364–377 (lire en ligne).
9. 1 2  Awista Ayub, « A Closer Look at FIFA's Hijab Ban: What it Means for Muslim Players and Lessons Learned », SAIS Review of International Affairs, vol. 31, no 1,‎ 14 avril 2011, p. 43–50 (ISSN 1945-4724, DOI 10.1353/sais.2011.0010, S2CID 153894518).
10. 1 2 3 4 5 6 7 8 9 10 11 12 13 14 15 16 17 18 19 20 21 22 23 24 25 26 27 28 29 30 31 32 33 34 35 36 37 38 39 40  Mary Anne Case, « Heterosexuality as a Factor in the Long History of Women's Sports », Law and Contemporary Problems, vol. 80, no 4,‎ 2017, p. 25–46 (ISSN 0023-9186, lire en ligne, consulté le 9 septembre 2024).
11. ↑  Sappho, frag. 66, citée par Violaine Vanoyeke, La naissance des jeux olympiques et le sport dans l'Antiquité, Les Belles Lettres, 1992 (ISBN 978-2-251-33812-5, lire en ligne), p. 31.
12. ↑  Bernard Merdrignac, « Le deuxième sexe », dans Le sport au Moyen Âge, Presses Universitaires de Rennes, 2005, 120-125 p..
13. ↑  Jean-Michel Mehl, Les jeux au royaume de France du XIIIe au début du XVIe siècle, Paris, Fayard, 1990, p. 216.
14. ↑  (en) Allen Guttmann, Sports : The First Five Millennia, Univ. of Massachusetts Press, 2007, p. 55.
15. ↑  Régine Pernoud, La femme au temps des croisades, Paris, Livre de Poche, 1990, 404 p. (ISBN 2-253-06152-2), p. 32.
16. ↑  « Cuju – Ancient Chinese Football » [archive du 20 novembre 2013], sur Cultural-China.com (consulté le 14 avril 2017).
17. ↑  Lihe Chen, « The Sports Cultural Analysis of Ancient Chinese Ceramics », DEStech Transactions on Social Science, Education and Human Science,‎ 7 décembre 2017 (DOI 10.12783/dtssehs/hsmet2017/16468, S2CID 149163463).
18. ↑  Mangan, J. A. et Fan, Hong, Freeing the female body : inspirational icons, London, F. Cass, 2001 (ISBN 0714650889, OCLC 45363183).
19. 1 2  Emmanuel Laurentin, « Sport féminin » dans l'émission La Fabrique de l'histoire sur France Culture, 28 novembre 2013.
20. 1 2  Cécile Ottogalli-Mazzacavallo, Femmes et alpinisme. Un genre de compromis 1874-1919, Éditions L'Harmattan, 2006, p. 292.
21. 1 2  Claude Piard 2001, p. 69.
22. ↑  Yvon Tranvouez 1999, p. 228.
23. ↑  Wendy Rouse et Beth Slutsky, « Empowering the Physical and Political Self: Women and the Practice of Self-Defense, 1890-1920 », The Journal of the Gilded Age and Progressive Era, vol. 13, no 4,‎ 2014, p. 470–499 (ISSN 1537-7814, lire en ligne, consulté le 4 septembre 2024).
24. 1 2 3  Hall 2017, p. 32.
25. 1 2 3  (en) Sally Jenkins, « History of Women's Basketball », sur WNBA (consulté le 12 avril 2015).
26. ↑  (en) « Senda Berenson Papers, 1875-1996 », sur clio.fivecolleges.edu (consulté le 12 avril 2015).
27. ↑  (en) Jean Hastings Ardell, Breaking Into Baseball: Women and the National Pastime, SIU Press, 3 mars 2005 (ISBN 978-0-8093-2627-3, lire en ligne), p. 233.
28. ↑  Hall 2017, p. 18.
29. ↑  Ardell 2005, p. 102.
30. ↑  (en) M. Ann Hall, Immodest and Sensational: 150 Years of Canadian Women in Sport, Toronto, James Lorimer & Company Ltd, 2008 (ISBN 978-1-55277-021-4), p. 30.
31. ↑  (fr) Hockey-Canada, l'Histoire du Hockey féminin
32. ↑  (en) M. Ann Hall, Immodest and Sensational: 150 Years of Canadian Women in Sport, Toronto, James Lorimer & Company Ltd, 2008 (ISBN 978-1-55277-021-4), p. 78.
33. ↑  « Les femmes qui parlent », L'Echo, 23 mai 1886, cité par Bruno Dumons, Gilles Pollet et Muriel Berjat, Naissance du sport moderne, Lyon, La Manufacture, 1987, p. 186.
34. ↑  (en-US) Joseph Stromberg, « "Bicycle face": a 19th-century health problem made up to scare women away from biking », sur Vox, 8 juillet 2014 (consulté le 9 septembre 2024).
35. ↑  Muriel Barbier et Shazia Boucher, Les Dessous Féminins, Parkstone International, 2012, p. 136.
36. 1 2 3 4 5 6 7 8 9 10 11 12  Barbusse 2022, p. 182-207.
37. ↑  Pierre de Coubertin, Pédagogie sportive, 1922.
38. ↑  Florence Carpentier, Le sport est-il éducatif, Rouen, 2004, p. 146.
39. ↑  (en) Bill Mallon, The 1900 Olympic Games : Results for All Competitors in All Events, with Commentary, Jefferson (Caroline du Nord), McFarland & Company, 1998, 232 p. (ISBN 978-0786403783, lire en ligne), p. 1.
40. ↑  « Les femmes dans le mouvement olympique », Comité international olympique, 22 janvier 2016 (consulté le 1er avril 2019).
41. 1 2 3 4  Barnes 2023, The Two Genders.
42. ↑  (en) Digital Transformation Agency, « Annette Kellerman – the modern swimmer for modern women | australia.gov.au », sur www.australia.gov.au (consulté le 13 novembre 2017).
43. ↑  Hall 2017, p. 8.
44. ↑  Raymond Barrull 1984, p. 235.
45. ↑  Raymond Barrull 1984, p. 244.
46. ↑  Janet Woolum, Outstanding Women Athletes: Who They are and how They Influenced Sports in America, Greenwood Publishing Group, 1er janvier 1998 (ISBN 9781573561204, lire en ligne).
47. 1 2  Laurence Prudhomme-Poncet, Histoire du football féminin au XXe siècle, Paris, L'Harmattan, 2003, 295 p. (ISBN 2-7475-4730-2, lire en ligne), p. 36.
48. 1 2  Raymond Barrull 1984, p. 246.
49. ↑  Raymond Barrull 1984, p. 243.
50. ↑  « Biographie d'Alice Milliat » [PDF], sur Ministère de la jeunesse et des sports.
51. ↑  Raymond Barrull 1984, p. 247.
52. ↑  Laurence Munoz, Le Rayon sportif féminin, de l'éducation physique aux sports (1937-1967), Paris, L'Harmattan, coll. « Espaces et temps du sport », 2005, 396 p., p. 151-174.
53. ↑  Raymond Barrull 1984, p. 247.
54. ↑  Thomas Bauer, La sportive dans la littérature française des Années folles, Presses universitaires du Septentrion, 2011  (ISBN 9782757401736), 235 pages, p. 36-40, 43, extraits en ligne.
55. 1 2  Ernestine G. Miller, Making Her Mark. Firsts and Milestones in Women's Sports, McGraw Hill Professional, 2002, p. 121.
56. ↑  (ca) esport3, « Un documental sobre Anna Maria Martínez Sagi recupera la importància de la lluita feminista en la història del FC Barcelona », sur CCMA, 7 mars 2019 (consulté le 10 mars 2023).
57. ↑  (en) « SOVIET MAY JOIN IAAF; Russians Attracted by Many Bids for Athletic Contests », The New York Times,‎ 25 octobre 1947 (lire en ligne ).
58. ↑  Brownell, Susan., Beijing's games : what the Olympics mean to China, Lanham, Md., Rowman & Littlefield, 2008 (ISBN 9780742556409, OCLC 173243758, lire en ligne ).
59. ↑  Marcus Noland et Kevin Stahler, « What Goes into a Medal: Women's Inclusion and Success at the Olympic Games », SSRN Working Paper Series,‎ 2014 (ISSN 1556-5068, DOI 10.2139/ssrn.2512876, S2CID 145766277).
60. ↑  Susan Brownell, « Representing gender in the Chinese nation: Chinese sportswomen and Beijing's bid for the 2000 olympics », Identities, vol. 2, no 3,‎ 1er février 1996, p. 223–247 (ISSN 1070-289X, DOI 10.1080/1070289X.1996.9962536).
61. ↑  « Chinese women winning in sports but losing in fame game », sur ESPN.com, 30 mai 2017 (consulté le 24 octobre 2019).
62. 1 2  Hall 2017, p. 10.
63. ↑  Hall 2017, p. 22.
64. ↑  Hall 2017, p. 26.
65. ↑  Hall 2017, p. 15.
66. 1 2 3 4 5 6  Barnes 2023, Thirty-Seven Words.
67. ↑  (en) « Twenty-Five Years After Title IX: Women Gain in Steps, Not Leaps », National Organization for Women, 2007 (consulté le 3 août 2011).
68. ↑  « Les femmes aux JO : l’histoire d’une course d'obstacles vers l'égalité », sur Madame Figaro, 2 mai 2024 (consulté le 18 septembre 2024).
69. ↑  « RFI - La première victoire d'une femme », sur www1.rfi.fr (consulté le 12 avril 2018).
70. 1 2  « Cours : Histoire du sport (6’58) », sur matilda.education (consulté le 12 avril 2018).
71. ↑  Hall 2017, p. 4.
72. ↑  Hall 2017, p. 43.
73. ↑  « 1900 - 2024 : Un long chemin vers la parité », sur Paris 2024 (consulté le 10 juillet 2023).
74. ↑  (en) Michela Musto, « Athletes in the pool, girls and boys on deck: The Contextual Construction of Gender in Coed Youth Swimming », Gender and Society, vol. 28, no 3,‎ 2014, p. 359–380 (ISSN 0891-2432, lire en ligne, consulté le 10 septembre 2024).
75. ↑  Rémi Pietton, « Le tir », Francetvsport,‎ 2018 (lire en ligne, consulté le 12 avril 2018).
76. ↑  Marion Dupont, « Dans le sport de compétition, les ressorts de la domination masculine », Le Monde,‎ 12 juillet 2024 (lire en ligne, consulté le 11 novembre 2024).
77. ↑  Eric Anderson et Ann Travers, Transgender athletes in competitive sport, 2017 (ISBN 978-1-315-30425-0, 1-315-30425-2 et 978-1-315-30427-4, OCLC 988278511, lire en ligne).
78. ↑  Maxime Fettweis, « Jeux olympiques: ces sports réservés aux femmes », RTBF,‎ 24 janvier 2018 (lire en ligne, consulté le 25 octobre 2023).
79. ↑  (en-US) Marie-Cécile Naves, « S’émanciper par le sport, exploser les stéréotypes de genre », sur The Conversation, 24 mai 2019 (consulté le 25 octobre 2023).
80. ↑  Barnes 2023, The Future of Policy.
81. ↑  For the first time, men eligible to compete in Artistic Swimming at the Olympic Games in Paris 2024
82. ↑  « La natation artistique reste 100 % féminine », sur Francs Jeux (consulté le 26 juillet 2024).
83. ↑  (en) Matt Vocino, « What is the difference between NBA, WNBA, and FIBA basketball rules? », sur olympic.ca, 24 mai 2019 (consulté le 31 juillet 2023).
84. ↑  « Les règles du Handball », sur Sport et Loisir (consulté le 11 novembre 2024).
85. ↑  « Roland-Garros : pourquoi les femmes jouent-elles en deux sets gagnants (contre trois chez les hommes) ? », sur Franceinfo, 4 juin 2019 (consulté le 11 novembre 2024).
86. ↑  « Ces questions que vous n’osez pas poser sur la course de haies », sur Red Bull, 1er août 2023 (consulté le 11 novembre 2024).
87. ↑  [PDF] TIR : histoire du tir aux Jeux Olympiques, sur olympic.org.
88. ↑  Pauline Londeix, « Le développement du football féminin est central, car il permet l’expression de nouvelles valeurs », sur lemonde.fr, 28 juillet 2023 (consulté le 31 juillet 2023).
89. ↑  (en) Eric Anderson et Ann Travers, Transgender athletes in competitive sport, Routledge, 2017, 287 p. (ISBN 978-1-315-30425-0, lire en ligne).
90. ↑  (en) « Does Transitioning Affect Sports Performance? », sur Shape (consulté le 13 avril 2023).
91. ↑  (en) « Trans women targeted in sports bans, but are they really at an advantage? », sur ABC News (consulté le 13 avril 2023).
92. 1 2  Félix Pavlenko, « Sport et transidentité : représentations des sportif·ves trans' dans la presse française (1977-2018) », Univ-Lyon1 | DUMAS,‎ 2018, p. 60 (lire en ligne, consulté le 26 octobre 2021).
93. 1 2  (en) Bethany Alice Jones, Jon Arcelus, Walter Pierre Bouman et Emma Haycraft, « Sport and Transgender People: A Systematic Review of the Literature Relating to Sport Participation and Competitive Sport Policies », Sports Medicine, vol. 47, no 4,‎ 1er avril 2017, p. 701–716 (ISSN 1179-2035, PMID 27699698, PMCID PMC5357259, DOI 10.1007/s40279-016-0621-y, lire en ligne, consulté le 26 octobre 2021).
94. ↑  E-Alliance, Transgender Women Athletes and Elite Sport: A Scientific Review, 2022
95. ↑  « Femmes trans ont-elles un avantage dans les compétitions sportives », sur Slate, 25 août 2022 (consulté le 27 août 2022).
96. ↑  « Op-ed: Pushing Trans Youth Away From Sports Is Harmful », sur web.archive.org, 28 février 2019 (consulté le 13 avril 2023).
97. ↑  « Transidentité: la musculation comme outil d’affirmation », Le Temps,‎ 26 septembre 2023 (lire en ligne, consulté le 7 octobre 2023).
98. ↑  (en) « Raft of bills intrude on medical practice, harm transgender people », sur American Medical Association (consulté le 13 avril 2023).
99. ↑  Agence France-Presse, « Sportifs transgenres et intersexes : le CIO laisse la main aux fédérations internationales », sur Radio-Canada, 16 novembre 2021 (consulté le 30 juillet 2025)
100. ↑  « L'athlète intersexe Caster Semenya devra-t-elle courir avec les hommes ? - TÊTU », sur tetu.com (consulté le 31 janvier 2022).
101. ↑  « Caster Semenya peut officiellement retrouver les pistes d'athlétisme », LeMonde.Fr avec l'AFP, 6 juillet 2010.
102. ↑  « Athlétisme – Nouveau rebondissement dans l'affaire Semenya », sur 24 heures, 6 novembre 2023 (consulté le 10 novembre 2023).
103. 1 2  Thierry Terret, Histoire du sport, Paris/58-Clamecy, Que sais-je ?, coll. « Que sais-je ? », 2023, 126 p. (ISBN 978-2-7154-1727-4), p. 67-83.
104. ↑  (en) « Decision to Abolish Gender Testing at Sydney Olympics Supported By Yale Physician », sur YaleNews, 29 septembre 2000 (consulté le 20 novembre 2023).
105. ↑  (en-GB) Sean Ingle et Exclusive by Sean Ingle, « IOC delays new transgender guidelines after scientists fail to agree », The Guardian,‎ 24 septembre 2019 (ISSN 0261-3077, lire en ligne, consulté le 13 avril 2023).
106. ↑  (en-GB) Sean Ingle, « How can we end the current impasse over transgender athletes? », The Guardian,‎ 22 juillet 2019 (ISSN 0261-3077, lire en ligne, consulté le 13 avril 2023).
107. ↑  (en-GB) Sean Ingle, « Weightlifter Laurel Hubbard will be first trans athlete to compete at Olympics », The Guardian,‎ 20 juin 2021 (ISSN 0261-3077, lire en ligne, consulté le 13 avril 2023).
108. ↑  (en-US) Ruth Padawer, « The Humiliating Practice of Sex-Testing Female Athletes », The New York Times,‎ 28 juin 2016 (ISSN 0362-4331, lire en ligne, consulté le 13 avril 2023).
109. ↑  (en) Rebecca M. Jordan-Young, Peter H. Sönksen et Katrina Karkazis, « Sex, health, and athletes », BMJ, vol. 348,‎ 28 avril 2014, g2926 (ISSN 1756-1833, PMID 24776640, DOI 10.1136/bmj.g2926, lire en ligne, consulté le 13 avril 2023).
110. ↑  (en) María José Martínez-Patiño, « Personal Account: A woman tried and tested », The Lancet, vol. 366,‎ 1er décembre 2005, S38 (ISSN 0140-6736 et 1474-547X, PMID 16360746, DOI 10.1016/S0140-6736(05)67841-5, lire en ligne, consulté le 13 avril 2023).
111. ↑  (en) Maayan Sudai, « The testosterone rule—constructing fairness in professional sport », Journal of Law and the Biosciences, vol. 4, no 1,‎ avril 2017, p. 181–193 (PMID 28852563, PMCID PMC5570685, DOI 10.1093/jlb/lsx004, lire en ligne, consulté le 13 avril 2023).
112. ↑  (en-US) Jeré Longman, « Rights Group Demands End to Sex Testing of Female Track Athletes », The New York Times,‎ 4 décembre 2020 (ISSN 0362-4331, lire en ligne, consulté le 13 avril 2023).
113. ↑  (en) Kyle Knight, « “They’re Chasing Us Away from Sport” », Human Rights Watch,‎ 4 décembre 2020 (lire en ligne, consulté le 13 avril 2023).
114. ↑  Juliette Devaux, « Les menstruations dans le sport : l’impensé historique qui pénalise encore les sportives », sur Numerama, 14 novembre 2023 (consulté le 4 septembre 2024).
115. ↑  Tatyana Mollayeva et Graziella El-Khechen-Richandi, « Sex and Gender Considerations in Concussion Research », Concussion, vol. 3, no 1,‎ 2018, CNC51 (PMID 30202593, PMCID 6094024, DOI 10.2217/cnc-2017-0015).
116. ↑  Leah Frommer et Kelly Gurka, « Sex Differences in Concussion Symptoms of High School Athletes », Journal of Athletic Training, vol. 46, no 1,‎ 2011, p. 76–84 (PMID 21214354, PMCID 3017493, DOI 10.4085/1062-6050-46.1.76).
117. ↑  Duret 2015, p. 72.
118. 1 2  Yves Le Bouc, Jean-François Duhamel et Gilles Crépin, « Conséquences de la pratique sportive de haut niveau chez les adolescentes : l’exemple des sports d’apparence », Bulletin de l'Académie Nationale de Médecine, vol. 202, no 8,‎ 1er novembre 2018, p. 1783–1799 (ISSN 0001-4079, DOI 10.1016/S0001-4079(19)30182-7, lire en ligne , consulté le 20 novembre 2023).
119. ↑  Kenneth E. DeHaven et David Lintner, « Athletic injuries: Comparison by age, sport, and gender », The American Journal of Sports Medicine, vol. 14, no 3,‎ 1986, p. 218–224 (PMID 3752362, DOI 10.1177/036354658601400307, S2CID 22717596).
120. ↑  Eri Ito et Jun Iwamoto, « Sex-specific differences in injury types among basketball players », Open Access Journal of Sports Medicine, vol. 6,‎ 2015, p. 1–6 (PMID 25565908, PMCID 4284005, DOI 10.2147/OAJSM.S73625 ).
121. ↑  Thomas Lindenfeld et David Schmitt, « Incidence of Injury in Indoor Soccer », The American Journal of Sports Medicine, vol. 22, no 3,‎ 1994, p. 364–371 (PMID 8037278, DOI 10.1177/036354659402200312, S2CID 22714364).
122. ↑  John Zelisko et H. Bates Noble, « A comparison of men's and women's professional basketball injuries », The American Journal of Sports Medicine, vol. 10, no 5,‎ 1982, p. 297–299 (PMID 6814271, DOI 10.1177/036354658201000507, S2CID 42690024).
123. ↑  Linda Flanagan et Susan H. Greenberg, « How Title IX Hurts Female Athletes », The Atlantic, 27 février 2012.
124. ↑  Editorial, « The female ACL: Why is it more prone to injury? », Journal of Orthopaedics, vol. 13, no 2,‎ 2016, A1–A4 (PMID 27053841, PMCID 4805849, DOI 10.1016/S0972-978X(16)00023-4).
125. ↑  Mark Galland, « Preventing ACL Tears - Why are ACL Tears More Common in Female Athletes? », sur Orthnonc.com (consulté le 23 octobre 2019).
126. ↑  « The Risk of ACL Injuries in Female Athletes », sur Beaconortho.com, 23 juin 2017 (consulté le 23 octobre 2019).
127. ↑  Dipali Pathak, « Female athletes at higher risk of ACL tears », sur Baylor College of Medicine, 12 août 2015 (consulté le 23 octobre 2015).
128. ↑  Sabrina Champenois, « Un projet pour protéger les ligaments croisés des footballeuses, fragilisés par des chaussures conçues pour des hommes », Libération,‎ 30 avril 2024 (lire en ligne, consulté le 18 septembre 2024).
129. ↑  (en) « Serena Williams », sur Forbes (consulté le 9 juin 2023).
130. ↑  (en) Merryn Sherwood, Angela Osborne, Matthew Nicholson et Emma Sherry, « Newswork, News Values, and Audience Considerations: Factors That Facilitate Media Coverage of Women's Sports », Communication & Sport, vol. 5, no 6,‎ décembre 2017, p. 647–668 (ISSN 2167-4795, DOI 10.1177/2167479516645535, S2CID 156933796).
131. 1 2  Mila Buchet, « Féminicide et sexisme dans le sport : une omerta médiatique ? », sur Les Sportives, 29 janvier 2024 (consulté le 11 novembre 2024).
132. ↑  « Unes de L’Équipe en 2017 : du football et des hommes », Le Monde,‎ 2 janvier 2018 (lire en ligne, consulté le 2 janvier 2024).
133. ↑  Chia-Chen Yu, « A Content Analysis of News Coverage of Asian Female Olympic Athletes », International Review for the Sociology of Sport, vol. 44, nos 2–3,‎ juin 2009, p. 283–305 (ISSN 1012-6902, DOI 10.1177/1012690209104796, S2CID 146567289).
134. ↑  Susan Lagaert, Mieke Van Houtte et Henk Roose, « Gender Differences in Sport Spectatorship and (Fe)male Adolescents' Gender Identity, Experienced Pressure for Gender Conformity and Gender Role Attitudes », Sociology of Sport Journal, vol. 36, no 3,‎ 1er septembre 2019, p. 233–243 (ISSN 0741-1235, DOI 10.1123/ssj.2018-0022, S2CID 150550398).
135. ↑  « Wasserman's The Collective® From the shadows to the spotlight », sur teamwass.com, 24 octobre 2023 (consulté le 9 septembre 2024).
136. ↑  « What international consumers really think about women's sports », sur parity.com, 9 septembre 2024 (consulté le 9 septembre 2024).
137. ↑  (en) Tracey Holmes, « After homophobia let's tackle prejudice against women's sport », sur ABC Radio National, 10 avril 2014 (consulté le 24 juillet 2023).
138. 1 2 3 4 5 6 7 8 9  Iris Derœux, Mathilde Lafargue, Raphaëlle Aubert et Audrey Delaporte, « JO de Paris 2024 : où en sont les inégalités entre les tenues vestimentaires des femmes et des hommes ? », Le Monde,‎ 2 août 2024 (lire en ligne, consulté le 4 septembre 2024).
139. ↑  C. Cooky et N. Lavoi, « Playing but losing women's sports after title ix », Contexts, vol. 11(1), no 1,‎ 2012, p. 42–46 (DOI 10.1177/1536504212436495 , JSTOR 41960748, S2CID 62695526).
140. ↑  Barbusse 2022, p. 367-368.
141. 1 2  « Les sportives de haut niveau et leurs règles, une relation compliquée », sur What's Up Doc, 22 juillet 2022 (consulté le 5 décembre 2023).
142. 1 2  « Les sportives s’attaquent au tabou des règles, les fédérations tardent à s’emparer du sujet », Le Monde.fr,‎ 20 octobre 2022 (lire en ligne , consulté le 5 décembre 2023).
143. ↑  Béatrice Avignon, « Pour en finir avec le tabou des règles », L'Équipe,‎ 17 février 2017 (lire en ligne , consulté le 5 décembre 2023).
144. 1 2  Juliette Deborde, « «L'Equipe Magazine» brise le tabou des règles dans le sport de haut niveau », Libération,‎ 17 février 2017 (lire en ligne , consulté le 5 décembre 2023).
145. ↑  Fleuriel 2013, p. 57-67.
146. ↑  Françoise Labridy, « La rencontre hommes-femmes dans le champ sportif et ses conséquences », Cahiers de l'INSEP, vol. 32, no 2,‎ 2002, p. 357–366 (DOI 10.3406/insep.2002.1672, lire en ligne , consulté le 5 décembre 2023).
147. ↑  Carole Maître, Sophie Cha, Pierre Billard et Jean-François Toussaint, Sport de haut niveau et maternité, c'est possible !, 1er janvier 2022 (lire en ligne).
148. 1 2  Sandrine Cabut, « Comment concilier sport de haut niveau et maternité », Le Monde,‎ 21 novembre 2023 (lire en ligne , consulté le 5 décembre 2023).
149. ↑  (en) Nicolas Forstmann, Alice Meignié, Quentin De Larochelambert et Stephanie Duncombe, « Does maternity during sports career jeopardize future athletic success in elite marathon runners? », European Journal of Sport Science, vol. 23, no 6,‎ juin 2023, p. 896–903 (ISSN 1746-1391 et 1536-7290, DOI 10.1080/17461391.2022.2089054, lire en ligne, consulté le 9 septembre 2024).
150. ↑  (en) Alex Kasprak, « Is 'Abortion Doping' a Real Practice? » , sur Snopes, 12 février 2002 (consulté le 1er décembre 2024)
151. ↑  (en) Elizabeth A. Sorensen, « Debunking the Myth of Pregnancy Doping », Journal of Intercollegiate Sport, vol. 2, no 2,‎ décembre 2009, p. 269–285 (ISSN 1941-6342 et 1941-417X, DOI 10.1123/jis.2.2.269, lire en ligne , consulté le 1er décembre 2024)
152. ↑  Gretchen A Kerr, Ashley E. Stirling, Amanda Heron et Ellen A. MacPherson, « The Importance of Touch in Sport: Athletes’ and Coaches’ Reflections », International Journal of Social Science Studies, vol. 3, no 4,‎ 3 juin 2015 (ISSN 2324-8041 et 2324-8033, DOI 10.11114/ijsss.v3i4.803, lire en ligne, consulté le 9 septembre 2024).
153. 1 2  Jean-Christophe Seznec, « Pourquoi les filières du sport de haut niveau sont propices aux violences sexuelles » , sur The Conversation, 18 février 2020 (consulté le 5 décembre 2023).
154. ↑  franceinfo, #MeToo du sport : près de 400 signalements recueillis par la cellule sur les violences sexuelles dans le sport, Franceinfo, 2 avril 2021 (lire en ligne).
155. ↑  Aude Lasjaunias et Jérôme Porier, « Cinq ans de #metoo : dans le sport, une prise de conscience à géométrie variable », Le Monde,‎ 12 octobre 2022 (lire en ligne, consulté le 9 septembre 2024).
156. ↑  « Égalité salariale dans le foot : les Américaines championnes du monde déboutées de leur plainte », sur France 24, 2 mai 2020 (consulté le 21 septembre 2024).
157. ↑  « Foot : Accord trouvé aux États-Unis pour l'égalité salariale entre les hommes et les femmes en sélection », sur L'Équipe (consulté le 21 septembre 2024).
158. ↑  « Nigerian Women's Soccer Team Protest at Unpaid Victory Bonuses », sur VOA News, 14 décembre 2016 (consulté le 17 novembre 2019).
159. ↑  Kyle Bonn, « Jamaica women's team on strike after not being paid », sur NBC Sports, 3 septembre 2019 (consulté le 9 octobre 2019).
160. ↑  Michelle Kaufman, « Jamaica's Reggae Girlz say 'No Pay, No Play,' threaten strike over unpaid salary », sur The Miami Herald, 3 septembre 2019 (consulté le 9 octobre 2019).
161. ↑  Candiece Knight, « Game changers – modern-day athletes who are fighting for women's rights in sports », sur The Jamaica Observer, 7 octobre 2019 (consulté le 9 octobre 2019).
162. ↑  Aimee Lewis et Amanda Davies, « Ada Hegerberg: The world's best player won't be at the Women's World Cup », sur CNN, 5 décembre 2018 (consulté le 10 octobre 2019).
163. ↑  James Dator, « Why Ada Hegerberg, the best player in soccer, is skipping the World Cup », sur SB Nation, 5 juin 2019 (consulté le 10 octobre 2019).
164. ↑  Beau Dure, « Swedish women's hockey players boycott over pay dispute », sur NBC Sports, 16 août 2019 (consulté le 9 octobre 2019).
165. ↑  Marisa Ingemi, « Women's Four Nations Cup cancelled amid Team Sweden's equality battle », sur The Boston Herald, 13 septembre 2019 (consulté le 9 octobre 2019).
166. ↑  Vincent Marcelin, « Alisha Lehmann dénonce l'écart salarial avec son compagnon Douglas Luiz : « Il gagne 100 fois plus pour le même travail » (Juventus) », L'Équipe,‎ 16 septembre 2024 (lire en ligne, consulté le 11 novembre 2024).
167. 1 2 3 4 5 6 7 8 9 10 11 12 13  Barbusse 2022, p. 137-181.
168. ↑  Christine Mennesson, « Les « formes identitaires » sexuées des femmes investies dans des sports « masculins » », Science & Motricité, no 54,‎ 2005, p. 63–90 (ISSN 1378-1863 et 1782-1541, DOI 10.3917/sm.054.0063, lire en ligne, consulté le 4 septembre 2024).
169. ↑  Mari Haugaa Engh, « The battle for centre stage: Women's football in South Africa », Agenda: Empowering Women for Gender Equity, vol. 85, no 85,‎ 2010, p. 11–20 (JSTOR 27917362).
170. ↑  (en) Ben Rothenberg, « Tennis’s Top Women Balance Body Image With Ambition », The New York Times,‎ 10 juillet 2015 (lire en ligne ).
171. ↑  (en-US) Yann Dey-Helle, « Sur les traces d’Ana Maria Martínez Sagi », sur Dialectik Football, 8 juin 2019 (consulté le 26 mai 2023).
172. ↑  Michelle Norris, Tim Blackmore, Brogan Horler et Joanna Wakefield-Scurr, « How the characteristics of sports bras affect their performance », Ergonomics, vol. 64, no 3,‎ 15 mars 2021, p. 410–425 (ISSN 1366-5847, PMID 32981459, DOI 10.1080/00140139.2020.1829090, lire en ligne).
173. ↑  (en-US) « The Material Culture of the Sports Bra: Supporting Innovation and Femininity in Athletics », sur Coalition of Master's Scholars on Material Culture (consulté le 5 décembre 2023).
174. ↑  Justine Briquet-Moreno et Justine Briquet-Moreno, « Les règles, un tabou dans le sport de haut niveau », Le Monde,‎ 20 juillet 2022 (lire en ligne, consulté le 4 septembre 2024).
175. ↑  « L’équipe norvégienne de beach handball sanctionnée pour avoir refusé de jouer en bikini », Le Monde,‎ 21 juillet 2021 (lire en ligne, consulté le 4 septembre 2024).
176. ↑  « Muslim Basketball Players Urge FIBA To Allow Hijab », 19 juillet 2016 (consulté le 16 novembre 2016).
177. 1 2 3 4  Christine Mennesson, « Pourquoi les sportives ne sont-elles pas féministes ?: De la difficulté des mobilisations genrées dans le sport », Sciences sociales et sport, vol. N° 5, no 1,‎ 1er octobre 2012, p. 161–191 (ISSN 1967-7359, DOI 10.3917/rsss.005.0161, lire en ligne, consulté le 4 septembre 2024).

#### Sur le sport féminin
- (en) Allen Guttmann, Women's Sports : A History, Chichester et New York, 6 mai 2019 et 1991, 372 p. (ISBN 0-231-89982-3, DOI 10.7312/GUTT94668, lire en ligne).
- Pierre Arnaud et Thierry Terret, Histoire du sport féminin, 2 tomes, Paris, L'Harmattan, 1996, 505 p. (ISBN 2-7384-4297-8 et 2296319734, BNF 36156044, lire en ligne).
- Laurent Guido et Gianni Haver, Images de la femme sportive aux XIXe et XXe siècles, Chêne-Bourg, Georg, 2003.
- (en) L. A. Jennings, She’s a knockout! : A history of women in fighting sports, Londres, Rowman & Littlefield, 2015, 178 p. (ISBN 978-1-4422-3643-1).
- Françoise et Serge Laget, Jean-Paul Mazot, Le grand livre du sport féminin, Belleville-sur-Saône, FMT éditions, 1982, 528 p. (ISBN 2-903837-01-5, BNF 35610448).
- Étienne Labrunie et Olivier Villepreux, Les Femmes dans le sport, Actes Sud / Agence de l’éducation par le sport, coll. « Le Sens du sport », 2010, 70 p. (ISBN 978-2-7427-9270-2).
- Fabienne Broucaret (préf. Marie-George Buffet), Le sport féminin : Le sport, dernier bastion du sexisme ?, Paris, Éditions Michalon, 2012, 286 p. (ISBN 9782841866571).
- (en) Brian Hall, Pioneers in Women's Sports, Minneapolis, ABDO Publishing Company, 2017 (ISBN 1-68078-747-0, lire en ligne).
- Marie-Cécile Naves, Le sport, outil d’émancipation des filles et des femmes à travers le monde, Sport et Citoyenneté, 2019.
- Assia Hamdi, Joue-la comme Megan : Le marathon des sportives pour l'égalité,  Marabout, 2021, 208 p. (ISBN 978-2-5011575-5-1).
- Béatrice Barbusse, Du sexisme dans le sport, Anamosa, 2022, 384 p. (ISBN 978-2-38191-038-3, lire en ligne).

#### Généraliste
- Raymond Barrull, Les étapes de la gymnastique au sol et aux agrès en France et dans le monde, Paris, Fédération française de gymnastique, 1984, 693 p. (ISBN 978-2-9500603-0-3).
- Claude Piard, Éducation physique et sport : petit manuel d'histoire élémentaire, Paris, L’Harmattan, 2001, 123 p. (ISBN 2-7475-1744-6, BNF 37716034).
- Yvon Tranvouez, Sport, culture et religion, les patronages catholiques (1898-1998), Brest, Presses de l’université de Bretagne occidentale, 1999, 383 p. (ISBN 2-901737-39-0, BNF 37084091).
- (en) Rob Beamish et Ian Ritchie (préf. Jennifer Hargreaves et Ian McDonald), Fastest, highest, strongest : A critique of high-performance sport, Routledge et université de Brighton, 2006 (ISBN 978-0-415-77042-2, lire en ligne).
- Sébastien Fleuriel (préf. Daniel Costantini), Le sport de haut niveau en France : Sociologie d'une catégorie de pensée, Grenoble, Presses universitaires de Grenoble, 2013 (ISBN 978-2-7061-1212-6, OCLC 56489447, lire en ligne).